# Bremen
Die Stadtgemeinde Bremen ist die Hauptstadt des Landes Freie Hansestadt Bremen (kurz ebenfalls „Bremen“, Ausspracheⓘ, regional [ˈbʁeːm]). Die Stadt Bremen ist hinsichtlich der Bevölkerungszahl (ca. 580.000 Einwohner) die zehntgrößte Stadt in Deutschland. Sie gehört zur europäischen Metropolregion Nordwest (diese hat rund 2,8 Millionen Einwohner), einer von insgesamt elf Europäischen Metropolregionen in Deutschland.
Das Stadtbremische Überseehafengebiet Bremerhaven ist eine Exklave der Stadt Bremen innerhalb von Bremerhaven.
Das Bremer Rathaus und der steinerne Bremer Roland stehen seit dem Jahr 2004 auf der UNESCO-Liste des Weltkulturerbes.

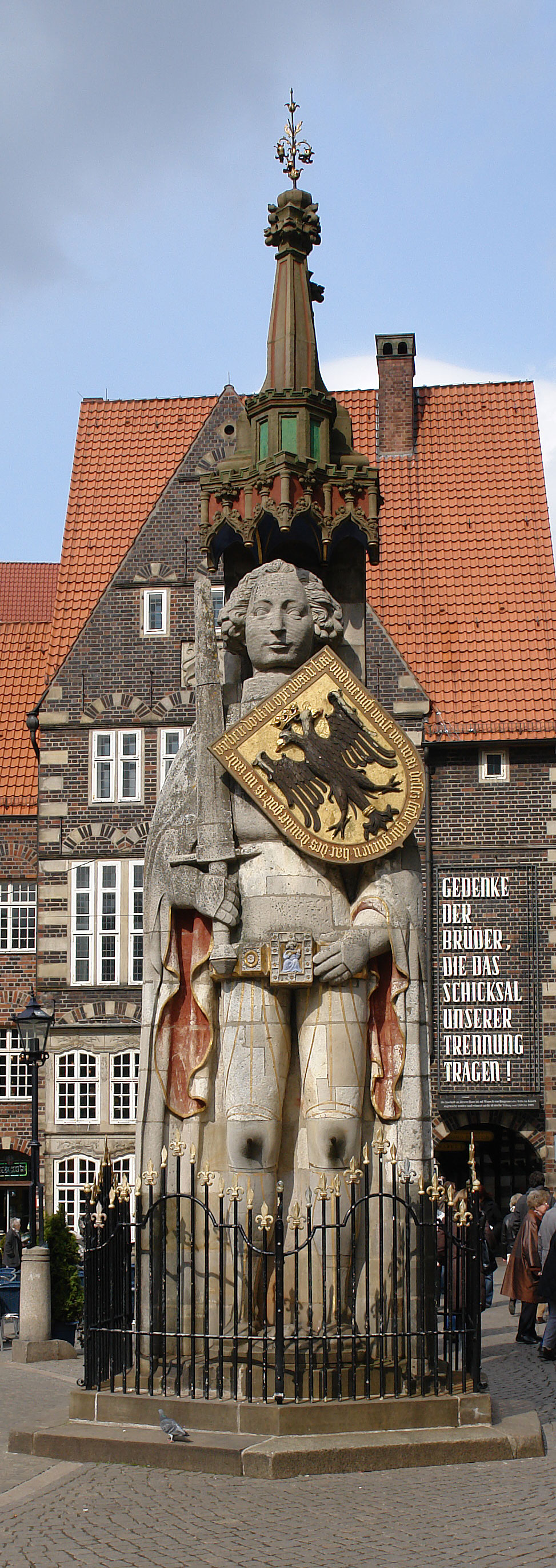
Der Roland

## Geographie

### Überblick
Bremen liegt zu beiden Seiten der Weser, etwa 60 Flusskilometer vor deren Mündung in die Nordsee bzw. deren Übergang in die Außenweser bei Bremerhaven.
In Höhe der Bremer Altstadt geht die Mittelweser in die Unterweser über, die ab der Eisenbahnbrücke Bremen zur Seeschifffahrtsstraße ausgebaut ist. Die von der Ochtum durchzogene Landschaft links der Unterweser wird als Wesermarsch bezeichnet, die Landschaft rechts der Unterweser gehört zum Elbe-Weser-Dreieck. Die Lesum, mit ihren Quellflüssen Wümme und Hamme, die Schönebecker und die Blumenthaler Aue bilden von hier aus die Zuflüsse der Weser.

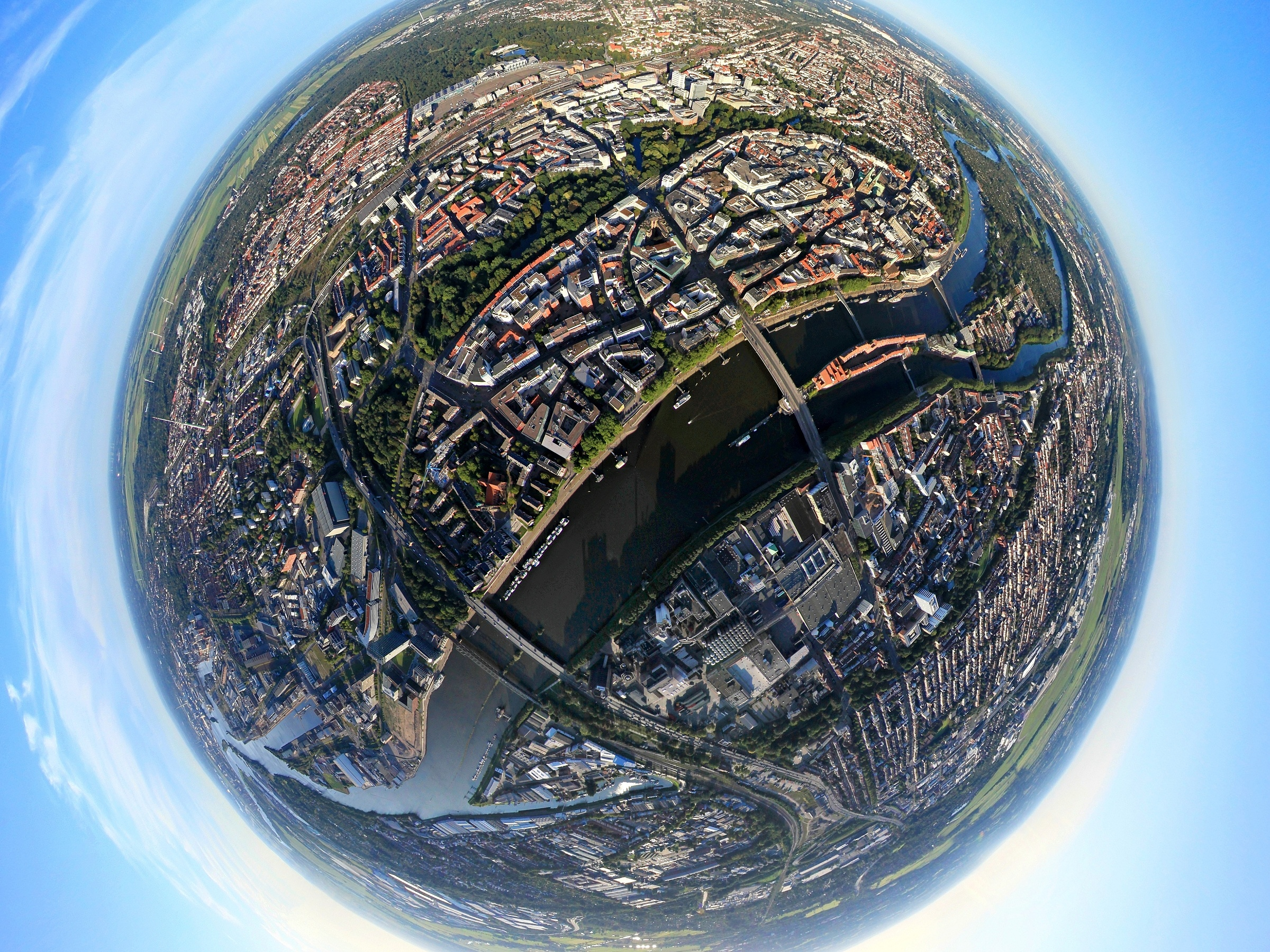
Luftbildpanorama der Weser in Bremen

Das Stadtgebiet ist etwa 38 Kilometer lang und 16 Kilometer breit (Maximalwerte). Bremen ist bezogen auf die Fläche (siehe: Liste der 100 flächengrößten Gemeinden Deutschlands) die siebzehntgrößte Stadt Deutschlands und bezogen auf die Einwohnerzahl, nach Hamburg, die zweitgrößte Stadt im Norden Deutschlands und die zehntgrößte in ganz Deutschland (siehe: Liste der Großstädte in Deutschland).
Bremen liegt etwa 50 Kilometer östlich von Oldenburg (Oldb) und 180 Kilometer östlich von Groningen, 110 Kilometer südwestlich von Hamburg, 120 Kilometer nordwestlich von Hannover, 100 Kilometer nördlich von Minden und 105 Kilometer nordöstlich von Osnabrück. Ein Teil des Bremerhavener Hafengeländes, das Stadtbremische Überseehafengebiet, bildet eine Exklave der Stadt Bremen.
| Wilhelmshaven 104 km   | Bremerhaven 53 km                           | Hamburg 110 km  |
| Oldenburg (Oldb) 50 km | Kompassrose, die auf Nachbargemeinden zeigt | Lüneburg 136 km |
| Osnabrück 105 km       | Minden 100 km                               | Hannover 120 km |

### Nachbargemeinden
Die Stadt Bremen (586.271 Einwohner) ist ganz vom niedersächsischen Staatsgebiet umschlossen (mit Ausnahme der Exklave Stadtbremisches Überseehafengebiet Bremerhaven, die vom Stadtgebiet Bremerhavens umgeben ist). Im Westen grenzen die kreisfreie Stadt Delmenhorst (81.406 Einwohner am 31. Dezember 2024) sowie der Landkreis Wesermarsch (88.936 Einwohner) mit den Gemeinden Lemwerder, Berne und Elsfleth an, im Norden der Landkreis Osterholz (113.598 Einwohner) mit den Gemeinden Schwanewede, Ritterhude und Lilienthal, im Osten der Landkreis Verden (138.626 Einwohner) mit den Gemeinden Ottersberg, Oyten, Achim und im Süden der Landkreis Diepholz (221.202 Einwohner) mit den Gemeinden Weyhe und Stuhr. Diese Ansammlung von Gemeinden wird als „Speckgürtel“ bezeichnet, da ein Teil ihrer Einwohner Einkünfte im Bundesland Bremen bezieht, aber Einkommensteuer, Grundsteuer und andere Abgaben an den Staat in Niedersachsen bezahlt.
Bremen ist mit 25 weiteren Umlandgemeinden und zwei Landkreisen im Kommunalverbund Niedersachsen/Bremen, in dem 1,05 Millionen Menschen leben.
Die nächstgelegenen Großstädte sind im Westen die Stadt Oldenburg (176.614 Einwohner 31. Dezember 2024) und im Norden die Seestadt Bremerhaven (118.610 Einwohner). Für die Agglomeration Bremen werden rund 987.400 Einwohner geschätzt, für die weiter gefasste Metropolregion Nordwest über 2,37 Millionen. Von den 239.063 sozialversicherungspflichtig Beschäftigten in der Stadt Bremen pendeln 103.206 beziehungsweise 43,2 % aller Beschäftigten von außerhalb ein. Von den 168.443 sozialversicherungspflichtig Beschäftigten, die in der Stadt Bremen wohnen, pendeln 32.586 zu und von ihrem Arbeitsplatz außerhalb der Stadtgemeinde.

### Stadtgliederung

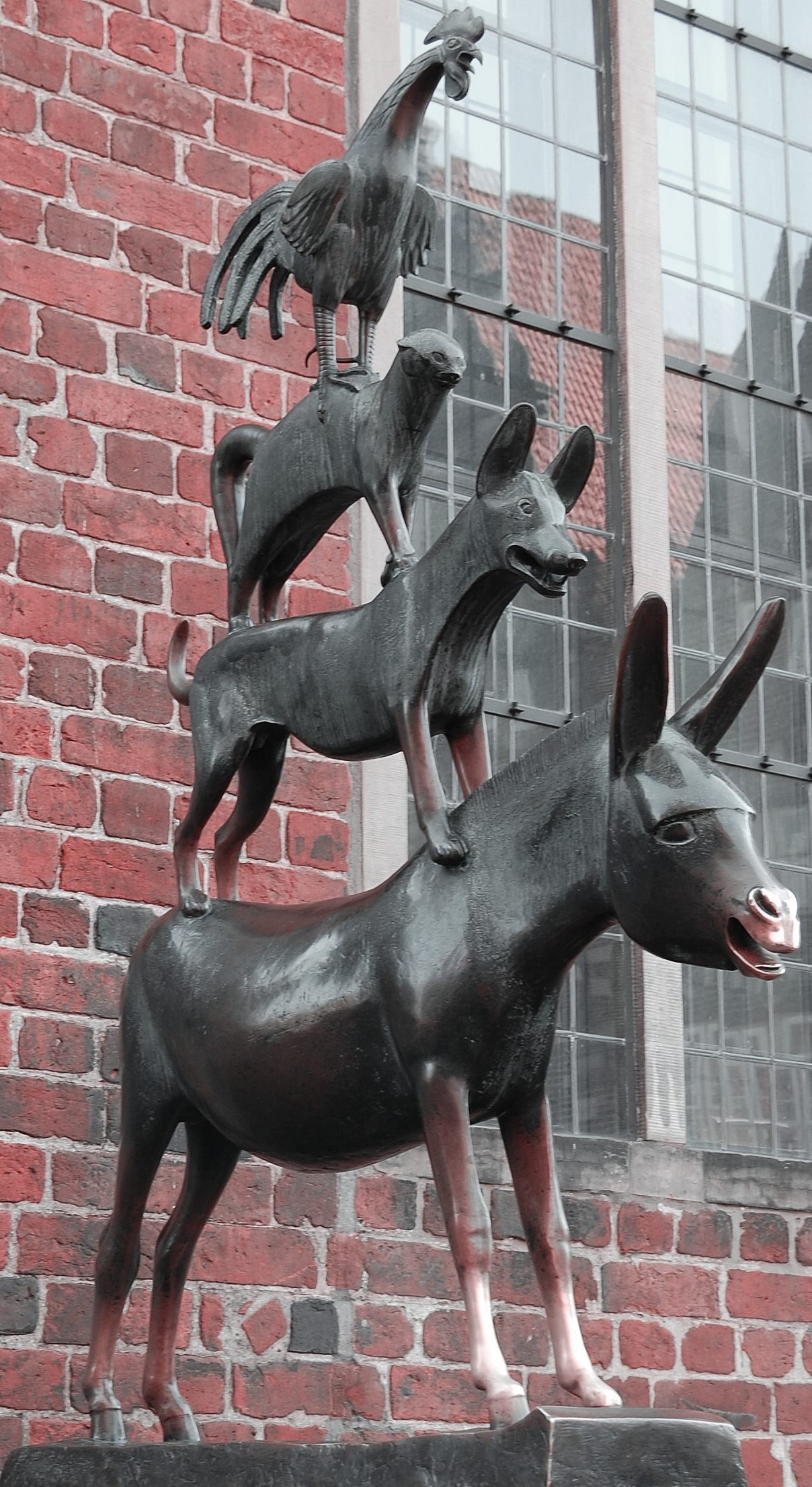
Vor dem Rathaus steht die 1953 von Gerhard Marcks geschaffene Skulptur der Bremer Stadtmusikanten

Das Stadtgebiet Bremens ist in fünf Stadtbezirke eingeteilt. Von den insgesamt 88 Ortsteilen sind vier direkt einem Stadtbezirk zugeordnet, die anderen sind in 18 Stadtteilen zusammengefasst, die ihrerseits den Stadtbezirken zugeordnet sind. Oberneuland ist aufgrund seiner hohen Einwohnerzahl ein Stadtteil, obwohl es nicht aus mehreren Ortsteilen besteht. Die Namen der Stadt- und Ortsteile gehen weitgehend auf historisch gewachsene Bezeichnungen zurück.
Für die Stadtteile und selbständigen Ortsteile ist – als einzige kommunalpolitische Entscheidungsebene unterhalb der Stadtbürgerschaft – jeweils ein Beirat zuständig. Ausnahme: Die Ortsteile des Stadtteils Häfen werden aufgrund ihrer geringen Einwohnerzahl von anderen Beiräten betreut oder sind beiratsfrei. Die 22 Beiräte werden alle vier Jahre von den Bürgern direkt gewählt und tagen mehrmals im Jahr öffentlich. Die Befugnisse des Beirats sind ähnlich beschränkt wie die der Bezirksversammlung oder Bezirksverordnetenversammlung anderer Stadtstaaten.
Hauptaufgabe der 17 Ortsämter ist die Führung der Geschäfte der Beiräte, für die sie zuständig sind. Vier der Ortsämter sind für jeweils mehrere Stadt- bzw. Ortsteile zuständig.
Zur Stadt Bremen gehört auch das etwa 8 km² große stadtbremische Überseehafengebiet, für das die Stadt Bremerhaven im Rahmen von Verträgen mit der Stadt Bremen als Gemeindeverwaltung zuständig ist. Derzeit bestehen Verträge über die Müllabfuhr sowie über Brandschutz, Hilfeleistung und Rettungsdienst. Das Gebiet gehört zum Stadtteil Häfen, ist aber aufgrund der fehlenden geografischen Nähe zu anderen Bremer Ortsteilen keinem Beirat zugeordnet. Damit ist das Überseehafengebiet der einzige Ortsteil der Stadtgemeinde Bremen, in dem die Bürger keinen Beirat wählen.

### Gewässer
Die Bundeswasserstraße der Weser, die durch die Innenstadt fließt, stellt eine geschichtlich gewachsene Grenze dar: So wird noch heute in vielen Bezeichnungen unterschieden zwischen „links der Weser“ (südliches Stadtgebiet) und „rechts der Weser“. Geographisch, historisch und für das Alltagsleben bedeutsam ist die Grenze zwischen Bremen-Stadt und Bremen-Nord entlang der Lesum, einem Nebenfluss der Weser. Südlich der Lesum ist Marsch, das Werderland, nördlich davon Geest, die Bremer Schweiz. Die politische Grenze des Stadtbezirks Bremen-Nord liegt allerdings etwas weiter südlich. Ein weiterer Nebenfluss der Weser, die Ochtum, bildet die natürliche südliche Grenze der Stadtgemeinde Bremen. Die Wümme fließt durch Borgfeld und ist dann Grenzfluss bis zur Mündung (zusammen mit der Hamme) in die Lesum.
Größter Binnensee ist der Sportparksee Grambke mit 40 ha.

### Boden
Mit Ausnahme des Geestgebietes nördlich der Lesum besteht der Untergrund Bremens aus Flusssedimenten am unteren Ende des Breslau-Magdeburg-Bremer Urstromtals. In dieses Urstromtal hinein hat sich gegen Ende der Eiszeit am Nordufer der Weser ein Dünenrücken gebildet, auf dem die Altstadt und weitere dicht bebaute Stadtteile stehen. Da Bremen hydrologisch an der Gezeitengrenze liegt, besteht der größte Teil des Stadtgebietes aus Marschland im Übergang von Flussmarschen zu Küstenmarschen. Marschflächen in größerem Abstand zu den Flüssen Weser, Wümme und Ochtum haben eine Tendenz zur Vermoorung. Wegen des natürlicherweise hohen Grundwasserstandes bedürfen auch der Bürgerpark und Friedhöfe der künstlichen Entwässerung.
Die Innenstadt liegt auf einer Weserdüne, die am Bremer Dom eine natürliche Höhe von 10,5 m ü. NHN erreicht; der höchste Punkt mit 14,4 m ü. NHN liegt östlich davon beim Polizeihaus (Am Wall 196). Die mit 32,5 m ü. NHN höchste natürliche Erhebung in der Stadt und im Land Bremen befindet sich im Friedehorstpark im nordwestlich gelegenen Stadtteil Burglesum. Damit hat Bremen die niedrigste der höchsten natürlichen Erhebungen aller Bundesländer. Der Gipfel der Mülldeponie im Ortsteil Hohweg des Stadtteils Walle, der unterschiedlichen Angaben zufolge zwischen 42 m ü. NHN und 49 m hoch ist, überragt die Parkerhebung.

### Klima
Bremen hat wie große Teile Deutschlands (außer Gebieten östlich und südlich der Mittelgebirge) ein kühlgemäßigtes Klima mit deutlichen maritimen Einflüssen aufgrund seiner Nähe zur Nordsee, sodass die Temperaturunterschiede zwischen Winter und Sommer geringer ausfallen als weiter landeinwärts. Trotzdem können zu jeder Jahreszeit Perioden unter dem Einfluss kontinentaler Luftmassen auftreten, die im Sommer zu Hitzewellen und im Winter zu längeren Frostperioden führen. Im Allgemeinen sind Temperaturextreme aber selten und Temperaturen unter −15 °C und über 35 °C treten nur alle paar Jahre auf. Der wärmste Monat ist der Juli mit durchschnittlich 18,0 °C und der kälteste der Januar mit 1,8 °C (Bezugszeitraum 1981–2010). Die höchste je gemessene Temperatur in Bremen lag bei 37,6 °C am 9. August 1992. Die tiefste je amtlich gemessene Temperatur betrug −23,6 °C am 13. Februar 1940, jedoch berichtete Heinrich Wilhelm Olbers −27,3 °C am 23. Januar 1823 gemessen zu haben.
Wie im Rest des Landes sind die Durchschnittstemperaturen in Bremen in den letzten Jahren angestiegen, was zu einem Anstieg der Jahresdurchschnittstemperatur um 0,6 °C zwischen den beiden Klimareferenzperioden 1961–1990 und 1981–2010 geführt hat. So war z. B. 2014 mit einer Durchschnittstemperatur von 11,1 °C wie in den meisten Regionen des Landes auch in Bremen das wärmste Jahr seit Aufzeichnungsbeginn.
Trotz seiner Lage in der vergleichsweise sonnenscheinarmen Nordwesthälfte Deutschlands ist es in Bremen über die letzten Jahre zu einem Anstieg der jährlichen Sonnenscheindauer um 62 Stunden zwischen den Perioden 1961–1990 und 1981–2010 gekommen, wovon am meisten die Monate April, Mai und Juli profitiert haben. Dieser Trend hat sich etwa seit der Jahrtausendwende nochmals verstärkt, so dass die Jahre 2001–2015 nun eine durchschnittliche Sonnenscheindauer von 1609 Stunden aufweisen, knapp 130 Stunden mehr als in der alten Referenzperiode 1961–1990. Wie fast überall in Deutschland bleiben vor allem die Winter jedoch sehr trüb und sonnenscheinarm, im Dezember wird durchschnittlich pro Tag nur etwas mehr als eine Stunde Sonne registriert (von sieben astronomisch möglichen). Während Bremen im Sommer etwas weniger Sonnenschein verzeichnet als im deutschen Flächenmittel, sind gerade die Frühjahre im Vergleich zu weiter landeinwärts liegenden Regionen eher sonnig, da die noch kühlen Meere der Wolkenbildung entgegenwirken. Der sonnigste Monat des Jahres im Durchschnitt 1981–2010 ist in Bremen entsprechend dann auch der Mai und nicht der Juli, wie an den meisten Stationen des Binnenlandes.
Die Niederschläge fallen, über das ganze Jahr verteilt, mit einer leichten Tendenz zu eher trockenen Frühjahren und eher feuchteren Sommern, letzteres hauptsächlich aufgrund von Schauern und Gewittern. Im Laufe eines Jahres fallen am Flughafen durchschnittlich 697 mm Niederschlag, wobei innerhalb des Stadtgebietes nicht unerhebliche Unterschiede bestehen. Die Niederschlagsmengen in Form von Schnee sind hingegen vergleichsweise gering und schwanken sehr von Jahr zu Jahr. Während in manchen Jahren nur an wenigen Tagen überhaupt eine geringe Schneedecke zu verzeichnen ist, gibt es immer wieder auch Jahre mit sehr langlebigen Schneedecken (zuletzt 2010 mit 77 Schneedeckentagen). Im Durchschnitt 1977–2007 liegt an 19,3 Tagen im Jahr Schnee, der Schneedeckenrekord vom 18. Februar 1979 liegt bei 68 cm. Dies war – trotz Bremens vergleichsweise wintermilder und schneearmer Lage im nordwestdeutschen Tiefland – interessanterweise gleichzeitig die höchste Schneedecke, die seit dem Zweiten Weltkrieg in einer deutschen Stadt mit über 500.000 Einwohnern gemessen wurde.
Die folgenden Klimatabellen enthalten Daten der Referenzperiode 1961–1990 (Temperaturen, Niederschlagstage, Luftfeuchtigkeit) und 1981–2010 (Niederschläge, tägliche Sonnenstunden).
|                        | Jan  | Feb | Mär  | Apr  | Mai  | Jun  | Jul  | Aug  | Sep  | Okt  | Nov | Dez |   |      |
| Mittl. Temperatur (°C) | 2,4  | 3,5 | 4,2  | 9,1  | 13,5 | 17,2 | 18,7 | 18,2 | 14,8 | 10,6 | 5,9 | 5,4 | ⌀ | 10,3 |
| Mittl. Tagesmax. (°C)  | 6,3  | 8,4 | 11,2 | 14,4 | 19,0 | 23,7 | 23,2 | 24,7 | 20,7 | 15,6 | 9,6 | 6,5 | ⌀ | 15,3 |
| Mittl. Tagesmin. (°C)  | −0,2 | 0,2 | 1,6  | 3,6  | 7,7  | 11,6 | 13,1 | 12,5 | 9,6  | 6,8  | 3,0 | 3,0 | ⌀ | 6,1  |
|                        |      |     |      |      |      |      |      |      |      |      |     |     |   |      |
| Niederschlag (mm)      | 62   | 56  | 47   | 44   | 26   | 62   | 51   | 68   | 56   | 48   | 59  | 46  | Σ | 625  |
|                        |      |     |      |      |      |      |      |      |      |      |     |     |   |      |
| Sonnenstunden (h/d)    | 1,5  | 2,5 | 3,5  | 5,7  | 6,9  | 6,4  | 6,6  | 6,2  | 4,8  | 3,5  | 1,8 | 1,3 | ⌀ | 4,2  |
|                        |      |     |      |      |      |      |      |      |      |      |     |     |   |      |
| Regentage (d)          | 19   | 15  | 17   | 14   | 12   | 15   | 14   | 16   | 15   | 17   | 17  | 19  | Σ | 190  |
|                        |      |     |      |      |      |      |      |      |      |      |     |     |   |      |
| Luftfeuchtigkeit (%)   | 87   | 84  | 80   | 75   | 71   | 73   | 75   | 75   | 81   | 84   | 87  | 88  | ⌀ | 80   |

| −0,2 |

| 0,2 |

| 1,6 |

| 3,6 |

| 7,7 |

| 11,6 |

| 13,1 |

| 12,5 |

| 9,6 |

| 6,8 |

| 3,0 |

| 3,0 |

| −0,2 |

| 0,2 |

| 1,6 |

| 3,6 |

| 7,7 |

| 11,6 |

| 13,1 |

| 12,5 |

| 9,6 |

| 6,8 |

| 3,0 |

| 3,0 |

### Umweltsituation
Nach einer vom Institut für Weltwirtschaft der Universität Kiel 2012 erstellten Untersuchung lag Bremen im Städtevergleich hinsichtlich der Umweltsituation auf hinteren Rängen. Beim „Umweltkapital“ landete es auf Platz 66 der 100 größten kreisfreien Städte. Dabei wurden mehrere Indikatoren erfasst und deutschlandweit miteinander verglichen: Luftqualität (Feinstaubbelastung, Ozonbelastung, Stickstoffdioxidbelastung), Flächennutzung (Anteil Siedlungs- und Verkehrsfläche, Anteil naturbelassene Fläche) und Abfallmanagement (Hausmüllaufkommen, Recyclingquote). Beim Feinstaub und bei der Ozonbelastung wurde im Gegensatz zur Stickstoffdioxidbelastung nicht die Durchschnittskonzentration, sondern die Zahl Tage mit Grenzwertüberschreitungen als Maßstab verwendet. Der Indikator „naturbelassene Fläche“ ist nicht definiert. Bremen verfügt über wenig Wald und über große Grünlandflächen, die vor etwa neunhundert Jahren durch künstliche Entwässerung erschlossen wurden (Hollerkolonisation). Auch die bebauten Flächen stammen großenteils aus dieser Erschießung. Daher ist ein geringer Anteil naturbelassener Flächen in Bremen kein Ausdruck von Versäumnissen. Andererseits ist zu bedenken, dass ein Großteil der elektrischen Energie in der Stadt Bremen aus fossilen Brennstoffen erzeugt wird, was einen relativ höheren CO2-Ausstoß zur Folge hat. Obwohl in Bremen einige Windkraftanlagen in Betrieb sind, ist das Potential an Windenergie noch längst nicht ausgeschöpft. Auch die Nutzungsmöglichkeit von Gebäudedächern für Photovoltaik ist nochlängst nicht ausgeschöpft.
In Bremen werden die Luftschadstoffe seit 1987 durch das Bremer Luftüberwachungssystem (BLUES) gemessen. Der Straßenlärm wurde erstmals 1977 durch ein Lärmkataster systematisch erfasst. Ein Umweltinformationssystem bietet eine detaillierte Zustandsbeschreibung zu verschiedenen Themen wie Naturschutzgebieten und Gewässerqualität.

### Naturschutzgebiete
Bremen hat 18 Naturschutzgebiete, die eine Gesamtfläche von 2126,9 ha und damit 6,69 % der Stadtfläche ausmachen. Zu den größten gehören die Borgfelder Wümmewiesen (677 ha), die Ochtumniederung bei Brokhuchting (375 ha), das Werderland (330,7 ha) und das westliche Hollerland (Leherfeld) mit Erweiterung (293 ha).

### Auswirkungen des Klimawandels
Mit dem Klimawandel sind ein Anstieg des Meeresspiegels und eine Änderung von Niederschlagsmustern (Flusshochwasser) in Bremen und im Einzugsbereich der Weser zu erwarten. Der Hochwasserrisikomanagementplan der Flussgebietsgemeinschaft Weser beschreibt für die nahe Zukunft (2031 bis 2060) die Notwendigkeit zur Anpassung in Bezug auf Flusshochwasser. Eine aktuelle Küstenschutz-Maßnahme stellt der Bau einer fast zwei Kilometer langen und über vier Meter hohen Schutzmauer entlang des als „Stadtstrecke“ bezeichneten Abschnitts der Weser von der großen Eisenbahnbrücke bis zum Werdersee dar.

## Geschichte

### Name
Der Ortsname ist im 9./10. Jahrhundert bezeugt als Brema, Bremae, Bremun; die letztere Form, Grundlage der heutigen Gestalt des Namens, wird als lokativisch verwendeter Dativ des Plurals des altsächsischen/mittelniederdeutschen Wortes brem ‚Einfassung, Rand (des Landes/des Wassers/der Düne)‘ (vgl. engl. brim) gedeutet.
Im Mittelalter bezeichnete sich die Stadt als civitas Bremensis, also als Stadt Bremen und dieses auch noch nach 1646. Wenn die verfassungsrechtliche Stellung Bremens betont werden sollte, führte sie nach dem Erhalt der Reichsstadturkunde (Linzer Diplom) ab 1646 den Titel Kayserliche und deß heiligen Römischen Reichs Freye Stadt (und Ansestadt) Bremen. Im Zuge der Auflösung des Heiligen Römischen Reiches wechselte der amtliche Sprachgebrauch 1806 zum Beinamen freye Hansestadt, spätestens ab 1820 in der Schreibweise freie Hansestadt. Seit der Verfassung vom 21. März 1849 wird rechtlich zwischen dem bremischen Staat und der Stadt Bremen unterschieden. Alle bremischen Verfassungen bezeichnen die Stadt seitdem lediglich als Stadt Bremen bzw. Stadtgemeinde Bremen, um Verwechslungen mit dem Staat Freie Hansestadt Bremen zu vermeiden, der auch die Stadt Bremerhaven umfasst. Bis heute wird diese namentliche Unterscheidung jedoch weder im amtlichen Sprachgebrauch noch im Volksmund konsequent durchgehalten.

### Erste Siedlungen bis zur Christianisierung

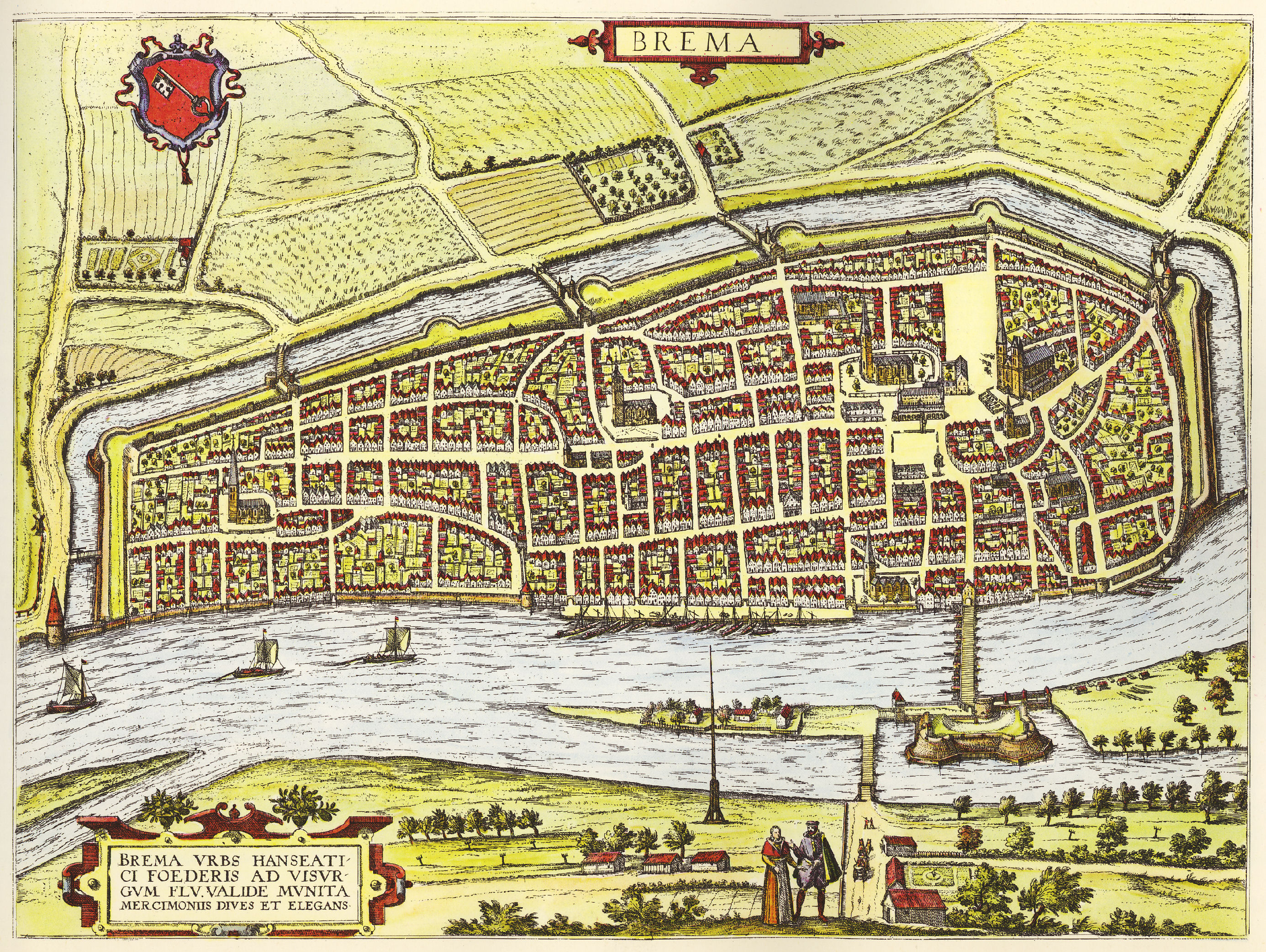
Bremen 1588/1589, Braun-Hogenberg-Plan

Zwischen dem 1. und dem 8. Jahrhundert n. Chr. entstanden an der Weser erste Siedlungen auf einem Dünenrücken, der Schutz vor Hochwasser bot, am oberen Ende der Gezeitenströme, die die Erreichbarkeit vom Meer aus erleichterten, und nahe einer Fährstelle oder einer Furt.

### Bistum
Als Bischofsstadt und Kaufmannssiedlung reicht Bremens Geschichte bis ins 8. Jahrhundert zurück. Sie war aber zunächst noch unsicheres Missionsgebiet. So schrieb der Missionar Willehad 782: „… hat man uns aus Bremen vertrieben und zwei Priester erschlagen.“ Die Stadt wurde 787 von Karl dem Großen zum Bischofssitz erhoben.
Seit dem späten 9. Jahrhundert mit dem Erzbistum Hamburg zum Erzbistum Hamburg-Bremen vereint, erlangte Bremen unter Erzbischof Adalbert (1043–1072) erstmals Einfluss auf Reichsebene.

### Reichsfreiheit, Hanse, Landbesitz
Mit dem Gelnhauser Privileg unterstellte Kaiser Friedrich Barbarossa Bremen mit der Erteilung des Stadtrechts 1186 zugleich der «Justitia imperialis» (kaiserlichen Gerechtigkeit) und machte es damit in gewissem Sinne zu einer Reichsstadt, allerdings unter Rücksicht auf die Rechte der „Bremer Kirche“ als bisheriger Stadtherrin.
1260 trat die Stadt der Hanse bei, war in der Hanse aber zeitweise ein unsicherer Bündnispartner. Durch den mit der Mitgliedschaft im Hansebund verbundenen Freihandel blühte Bremen auf, wovon bis heute prächtige Baudenkmale zeugen. Die vermehrt zu wirtschaftlicher Bedeutung gelangende Stadt schüttelte die weltliche Herrschaft der Erzbischöfe ab und errichtete als Zeichen dieser Freiheit den Roland (1404) und ihr Rathaus (1409) auf dem Bremer Marktplatz, welche heute zum UNESCO-Welterbe zählen.
Die Erzbischöfe gerieten wiederholt in wirtschaftliche Schwierigkeiten und verpfändenten in solchen Situationen Hoheitsrechte im Umland an die Stadt. Auf diese Weise und durch den Erwerb weltlicher Grundherrschaften erlangte die Stadt ein ausgedehntes Hoheitsgebiet, im Titel der Dilich-Chronik als «praefecturarum, quas habet» erwähnt.

### Ausdehnung der Stadt

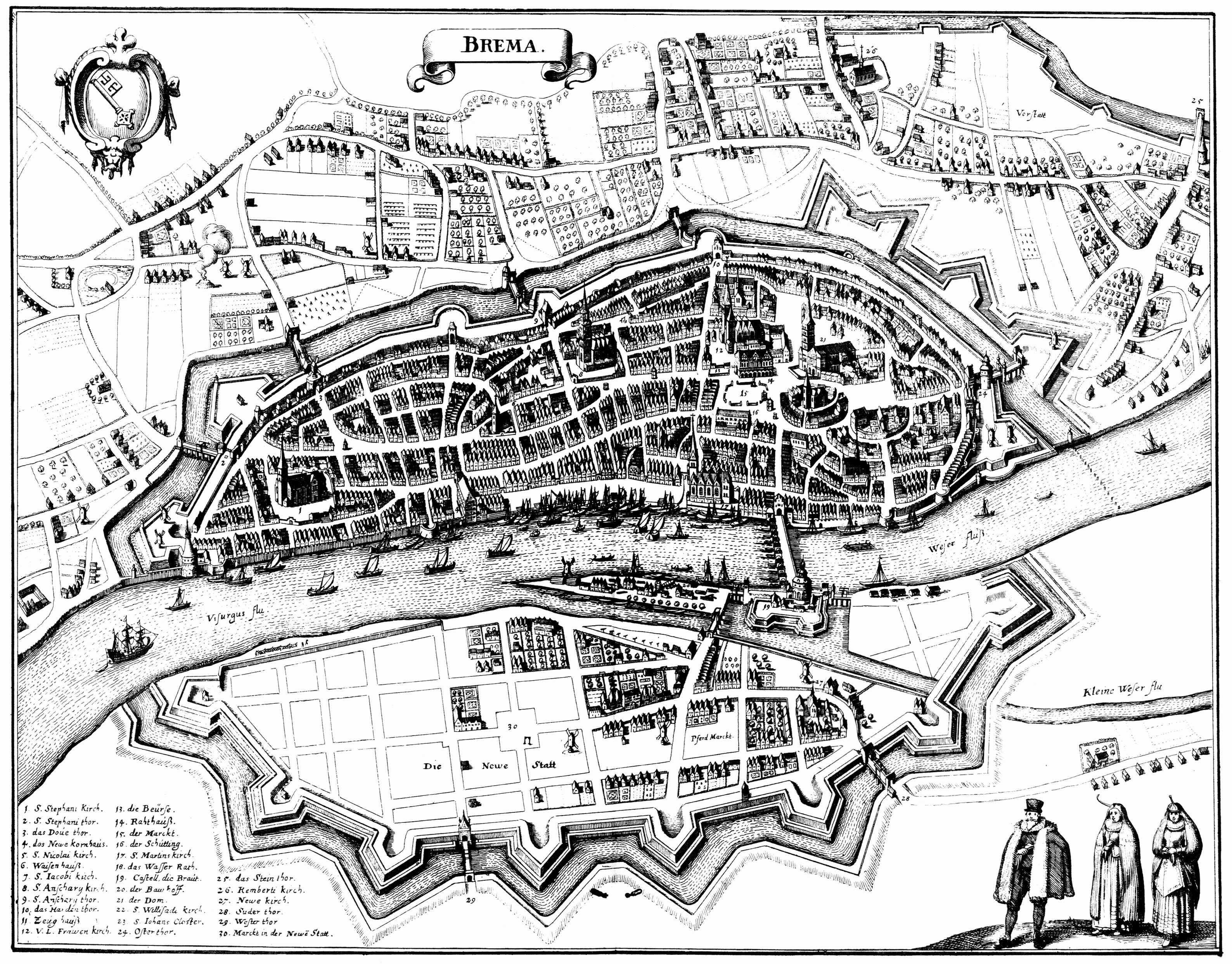
Bremen 1641, umwallt durch J. v. Valckenburgh

Zum Schutz des Seehafens, also der Weser um Schlachte und Teerhof, wurde bei der Umwallung der Stadt durch Johan van Valckenburgh am Westufer der Weser die befestigte Neustadt angelegt. Die Weser versandete jedoch zunehmend, und für die Handelsschiffe wurde es immer schwieriger, an der seit dem 13. Jahrhundert als Hochseekai genutzten Schlachte anzulegen. Von 1619 bis 1623 bauten deshalb im flussabwärts gelegenen Vegesack niederländische Konstrukteure den ersten künstlichen Hafen Deutschlands.

### Reichsunmittelbarkeit
Während des Dreißigjährigen Krieges konnte Bremen die Anerkennung seiner Reichsunmittelbarkeit durch das Linzer Diplom erreichen, das von Kaiser Ferdinand III. ausgestellt wurde. Diese Reichsunmittelbarkeit blieb dennoch bedroht. So musste Bremen durch Konzessionen 1741 im 2. Stader Vergleich mit dem Kurfürstentum Braunschweig-Lüneburg eine Einigung über die Herrschaftsansprüche und das Kontributionsrecht erreichen.

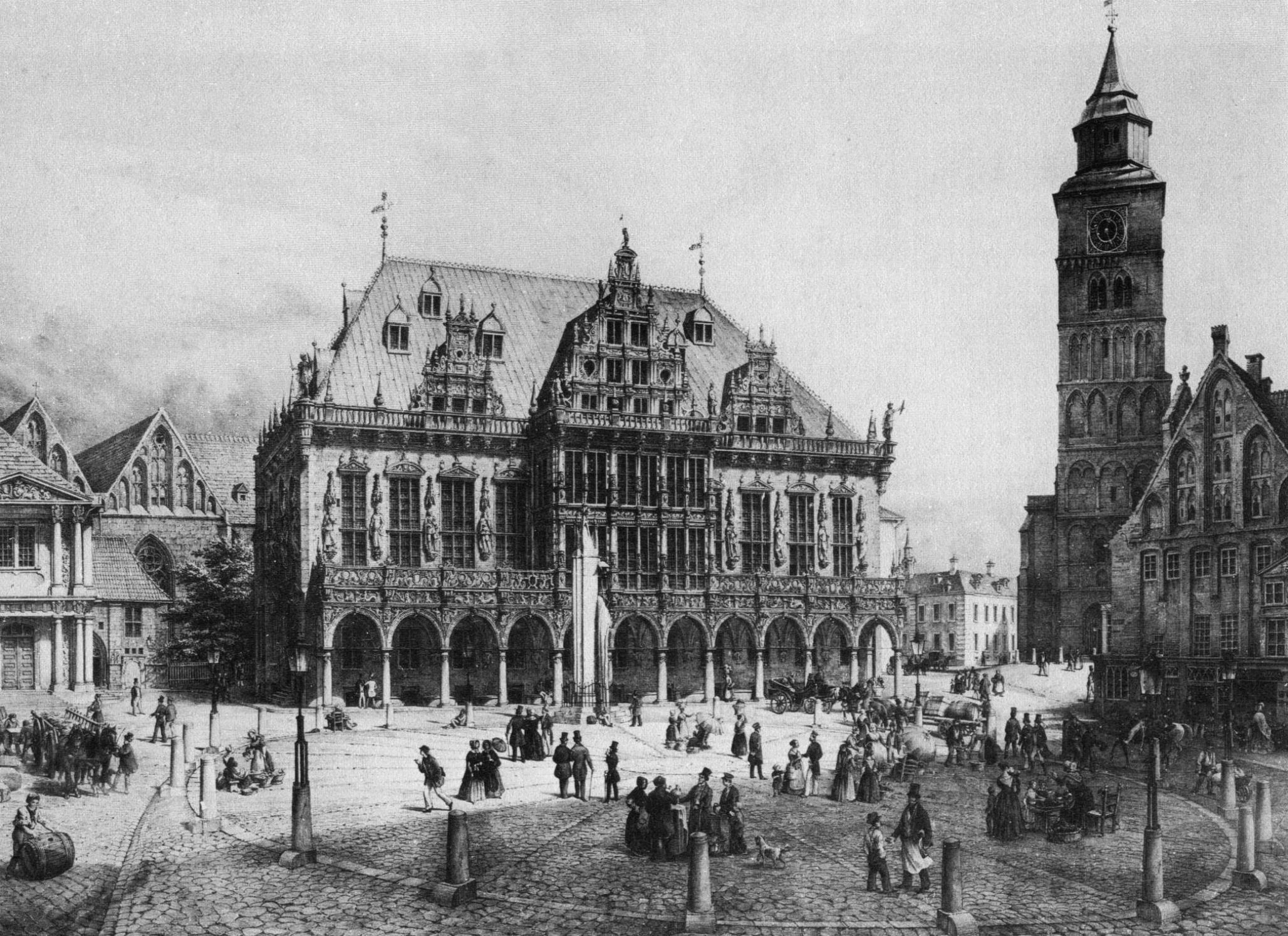
Bremer Marktplatz 1859

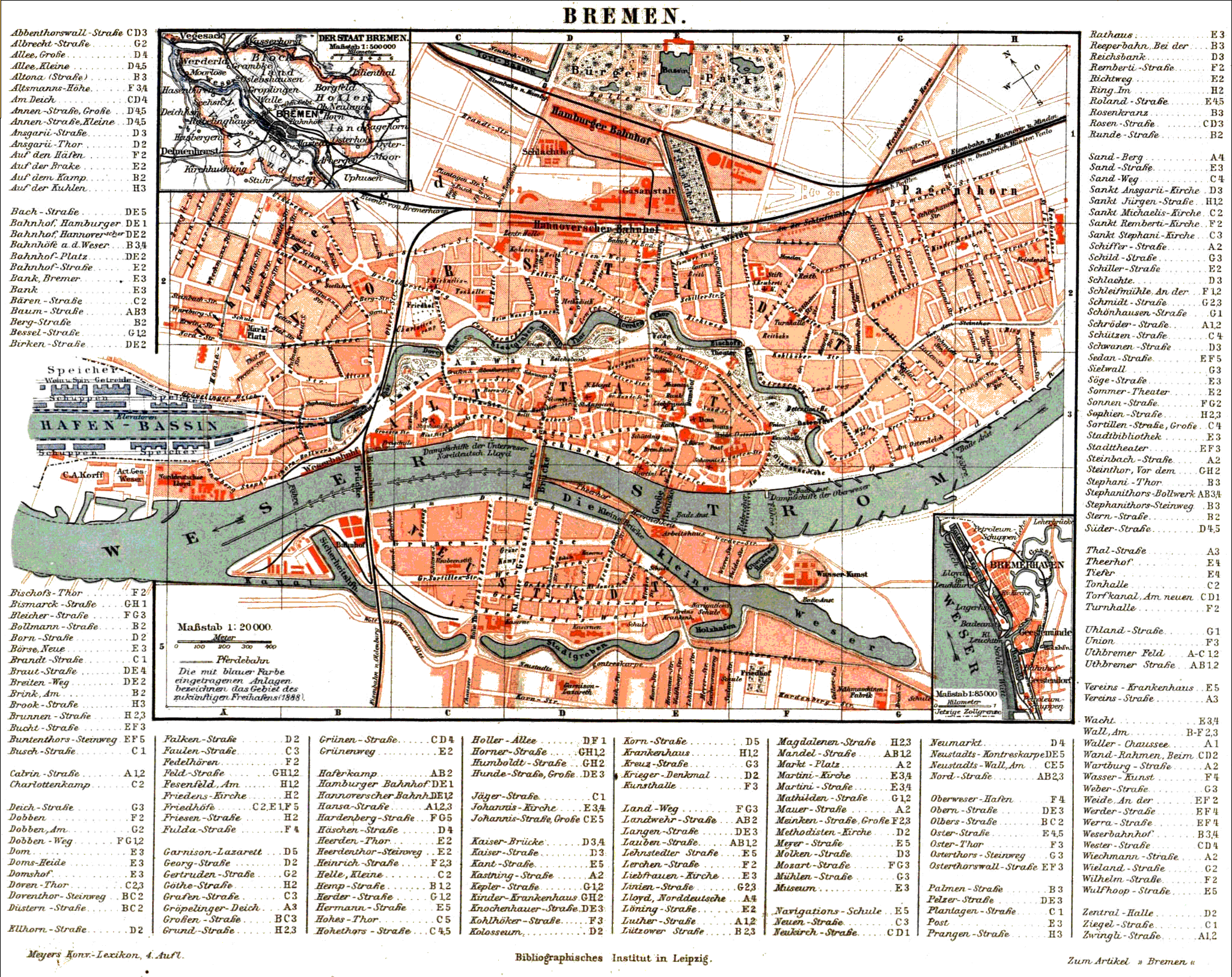
Stadtplan 1885

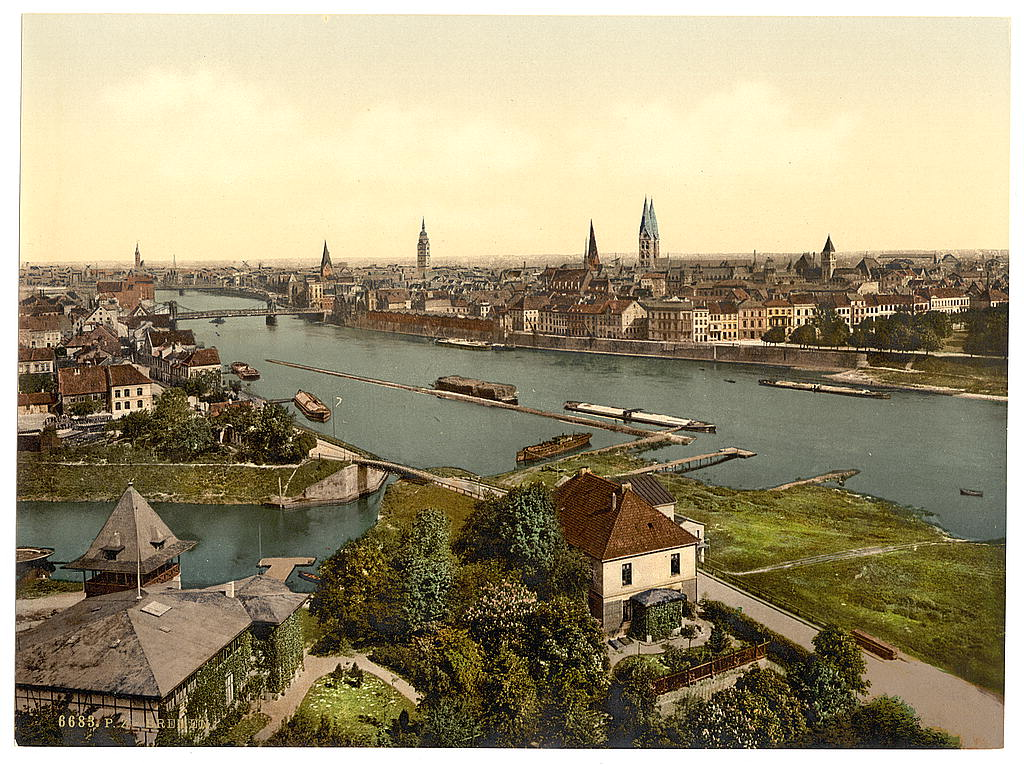
Bremen um 1900, Fotografie vom Stadtwerder auf das Stadtzentrum

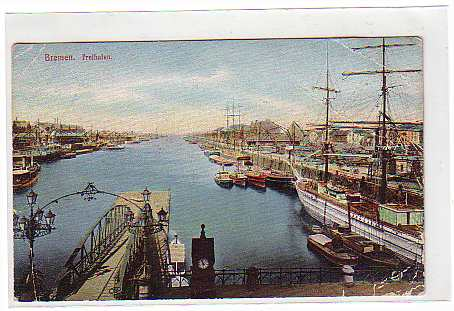
1911 Bremer Freihafen

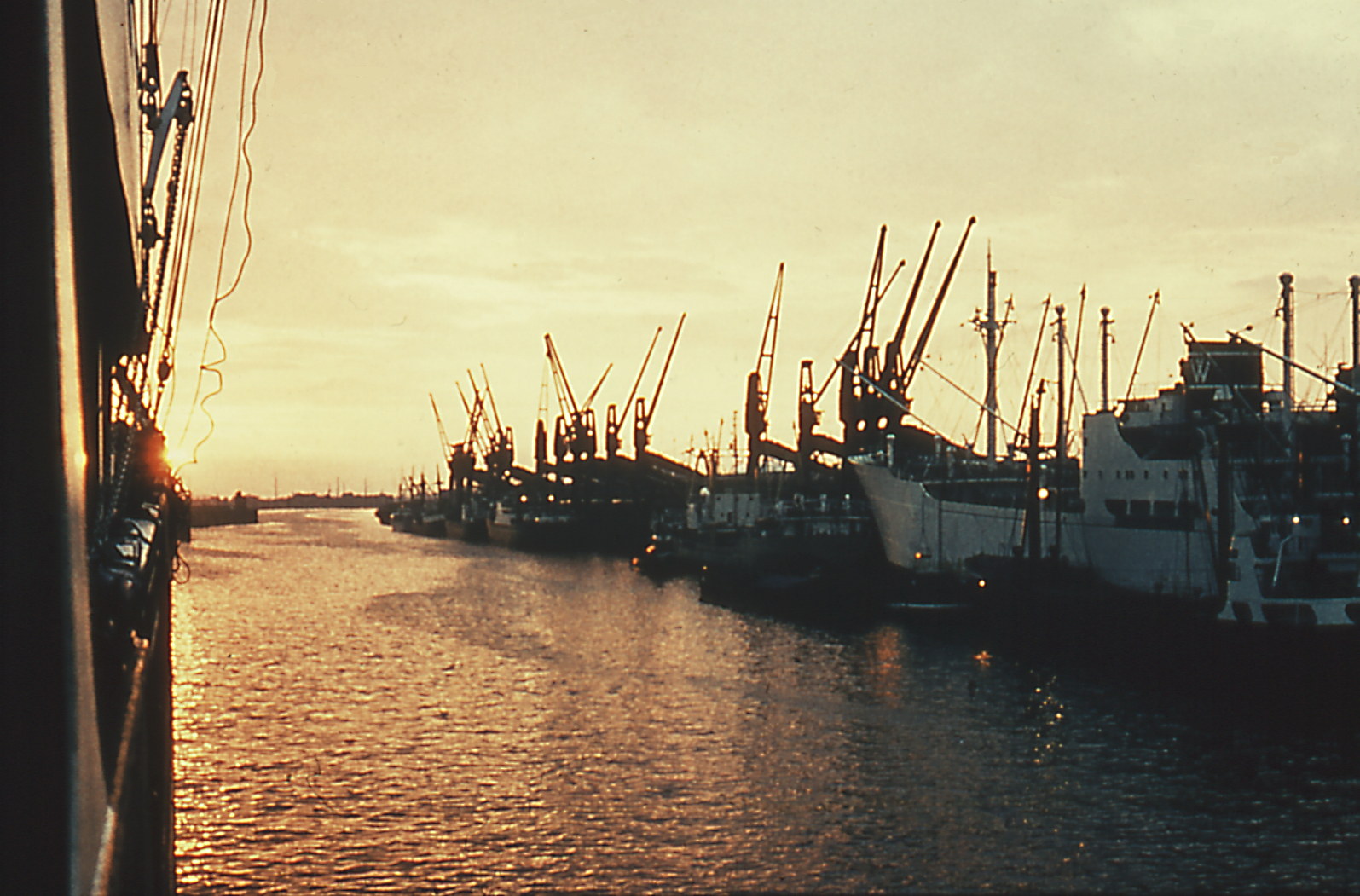
Bremer Überseehafen 1959

1783 begannen Bremer Kaufleute einen direkten Transatlantikhandel mit den Vereinigten Staaten. 1802 beauftragte die Stadt den Landschaftsgärtner Isaak Altmann, die bisherige Stadtbefestigung in die heutigen Wallanlagen umzugestalten.

### Französische Besetzung, Erwerb Bremerhavens
1806 ließ Napoleon Bremen besetzen und integrierte es 1811 als Hauptstadt des Département des Bouches-du-Weser in den französischen Staat. Nach ihrer Niederlage in den Befreiungskriegen verließen die französischen Truppen Bremen im Jahr 1814. Bremen war in der Folge als Freie Stadt Teil des Deutschen Bundes.
Im 19. Jahrhundert hatte Bremen wesentlichen Anteil an der Entwicklung des deutschen Überseehandels. Auf der Werft von Johann Lange wurde 1817 das erste von Deutschen gebaute Dampfschiff gebaut. Der Raddampfer Die Weser verkehrte als Passagier- und Postschiff zwischen Bremen, Vegesack, Elsfleth und Brake, später auch Geestemünde bis 1833. Wegen der zunehmenden Versandung der Weser wurde 1827 die Siedlung Bremerhaven als Außenposten auf einem vom Königreich Hannover angekauften Grund angelegt. Den Vertrag zum Erwerb des Hafengeländes unterzeichneten am 11. Januar 1827 für Hannover Friedrich von Bremer und der Bremer Bürgermeister Johann Smidt.
Das Schließen der Stadttore bei Sonnenuntergang, die Torsperre, wurde 1848 abgeschafft. Dieser Umstand beschleunigte die industrielle Entwicklung der Stadt. Die gemeinschaftlich von der Freien Hansestadt Bremen und den Königlich Hannoverschen Staatseisenbahnen finanzierte Bahnstrecke Wunstorf–Bremen ging 1847 in Betrieb. Nach großzügiger Eindeichung des umliegenden Marschlandes begann 1853 in den Vorstädten die bis ins 20. Jahrhundert für Bremen typische Reihenhausbebauung mit sogenannten Bremer Häusern.

### Industrialisierung
1812 hatte Bremen rund 35.000 Einwohner; 1875 wurde die Grenze von 100.000 überschritten. 1911 hatte die Stadt bereits 250.000 Einwohner. 1857 erfolgte die Gründung des Norddeutschen Lloyds, später auch anderer Schifffahrtsgesellschaften. 1867 wurde Bremen Gliedstaat des Norddeutschen Bundes und 1871 des Deutschen Kaiserreichs. Aufgrund der Seehäfen blieben die Hansestädte Bremen, Hamburg und Lübeck nach 1870/71 noch Zollausland. Sie traten erst 1888 dem Deutschen Zollverein bei. Die Freihäfen von Bremen und Hamburg blieben danach außerhalb des deutschen Zollgebiets.
1886 bis 1895 wurde durch eine Korrektur der Fahrrinne die Schiffbarkeit der Weser für Seeschiffe bis Bremen gesichert. 1890 fand auf dem Gelände des Bürgerparks die Nordwestdeutsche Gewerbe- und Industrieausstellung statt. Die wirtschaftliche Entwicklung Bremens schritt in der Weimarer Republik fort. Auf dem Flughafen begannen 1920 Linienflüge. 1928 wurde die Columbuskaje in Bremerhaven eingeweiht. Von hier ausgehend gewann das Passagierschiff Bremen das Blaue Band für die schnellste Atlantiküberquerung. Mit der wirtschaftlichen Bedeutung wuchs auch die Einwohnerzahl beträchtlich.

### Nationalsozialismus und Zweiter Weltkrieg
Der Beginn der nationalsozialistischen Herrschaft bedeutete auch für Bremen einen tiefen Einschnitt in das Leben der Stadt. Bremen wurde in den Gau Weser-Ems, dessen Verwaltungssitz sich in Oldenburg befand, eingegliedert. Zwar wurde versprochen, die Gauleitung nach Bremen zu verlegen, doch dazu kam es nicht.
Anfang 1933 hatte die Jüdische Gemeinde im Lande Bremen 1438 Mitglieder. Während der Novemberpogrome 1938 wurden Geschäfte und Privathäuser geplündert sowie der jüdische Friedhof verwüstet. Dabei wurden fünf Juden ermordet sowie Hunderte verhaftet. SA-Trupps zerstörten die beiden Bremer Synagogen. Bis 1941 gelang es etwa 930 Bremer Juden, das nationalsozialistische Deutschland zu verlassen. Im Herbst 1941 wurden 50 Kinder während eines „Schulausflugs“ in ein Konzentrationslager verschleppt. Am 18. November 1941 wurden 440 Juden ins Ghetto Minsk deportiert und 434 von ihnen am 28. oder 29. Juli 1942 Opfer des Holocaust. Das Gedenkbuch des Bundesarchivs für die Opfer der nationalsozialistischen Judenverfolgung in Deutschland (1933–1945) verzeichnet namentlich 921 jüdische Einwohner Bremens, die deportiert und größtenteils ermordet wurden.
Schon 1933 wurde das erste Arbeitslager Mißler errichtet, in dem zunächst 170 Häftlinge interniert wurden, meist Kommunisten und Sozialdemokraten. Spätere Lager waren für Zwangsarbeiter vorgesehen, wie etwa das Lager Farge, das zum Bau des U-Boot-Bunkers Valentin ab etwa Oktober 1943 für 13.000 polnische, französische und sowjetische Kriegsgefangene errichtet wurde.
1939 verlor Bremen die Stadt Bremerhaven (außer dem Überseehafengebiet), die mit dem preußisch-hannoverschen Wesermünde vereinigt wurde. Das stadtbremische Gebiet wurde dafür um das heutige Gebiet nördlich der Lesum (außer Vegesack, das schon vorher zu Bremen gehörte), Hemelingen, Arbergen und Mahndorf vergrößert. Einige Randgemeinden wurden dabei schlicht vergessen (Beckedorf).
Wie in vielen deutschen Städten waren auch in Bremen große Bauvorhaben gemäß dem Gesetz über die Neugestaltung deutscher Städte geplant. Diese Pläne kamen durch den Zweiten Weltkrieg letztlich zum Erliegen.
Im Luftkrieg des Zweiten Weltkriegs erlitt Bremen schwere Zerstörungen. Insbesondere der Nordwesten mit den drei Großwerften AG Weser (Deschimag) in Gröpelingen und Bremer Vulkan und Vegesacker Werft in Vegesack war Ziel der Bomber. Ziele waren auch der Focke-Wulf-Flugzeugbau am Flughafen, die Werke des Borgward–Konzerns in Hastedt und Sebaldsbrück sowie die Wohngebiete nahe der Innenstadt wie z. B. das Stephaniviertel. Bei 173 Angriffen von Royal Air Force und United States Army Air Forces wurden 62 % der städtebaulichen Substanz zerstört, wobei rund 4000 Menschen ums Leben kamen. Der Einmarsch britischer Truppen am 26. April 1945 beendete die Naziherrschaft.

### Von 1945 bis zur deutschen Wiedervereinigung

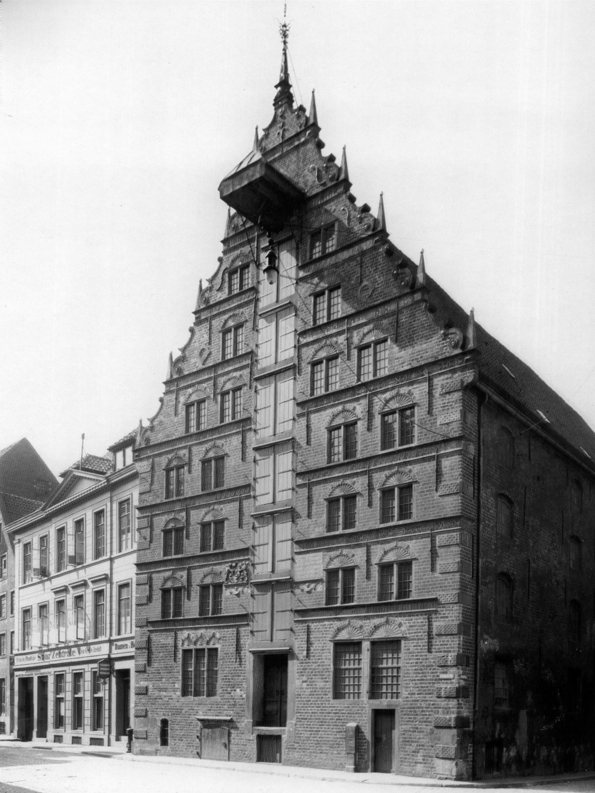
Neues Kornhaus, 1591 errichtet, 1944 zerstört

Um als Port of Embarkation den Nachschub für die US-Truppen zu sichern, wurde das in der Britischen Besatzungszone gelegene Bremen mit Bremerhaven zur US-amerikanischen Exklave. Von 1945 bis 1965 war Wilhelm Kaisen Präsident des Senats. 1947 gaben sich die Bremer Bürger die Verfassung der Freien Hansestadt Bremen. 1949 wurde Bremen ein Land der Bundesrepublik Deutschland.

### Ab den 1990er Jahren
1992 erwirkte der Senat unter Wedemeier ein positives Urteil des Bundesverfassungsgerichts zum Finanzausgleich für Bremen durch Bund und Länder. Der Senat bekräftigte durch die Bremer Erklärung vom November 1992 die Selbstständigkeit der Freien Hansestadt Bremen und konnte sie durch erfolgreiche Verhandlungen bei der Gewährung von Ausgleichszuweisungen bewahren.
2004 wurden das Rathaus und der steinerne Roland zum UNESCO-Weltkulturerbe erklärt.
2009 erhielt die Stadt den von der Bundesregierung verliehenen Titel Ort der Vielfalt.
Im Hafenareal baut Bremen seit 2000 auf einer Fläche von 300 Hektar das neue Stadtviertel Überseestadt. 1998 wurde das Becken des Überseehafens verfüllt und überbaut.
Im Zuge der Flüchtlingskrise ab 2015 und der Flucht aus der Ukraine 2022 nahm Bremen viele Migranten auf. Im Jahr 2023 wies Bremen von allen Bundesländern mit rund 37 Prozent den höchsten Anteil der Bevölkerung mit Migrationshintergrund auf. Im selben Jahr gab es in Bremen mehr schulpflichtige Kinder mit Migrationshintergrund als solche ohne.
Bremen ist seit dem 31. Oktober 2023 eine UNESCO-Literaturstadt (City of Literature) und Mitglied des UNESCO Creative Cities Network.

### Bevölkerungsentwicklung

Bevölkerungsentwicklung Bremens von 1871 bis 2018

1969 erreichte die Einwohnerzahl mit 607.184 ihren historischen Höchststand. Bis Ende 1986 ging die Zahl der Erstwohnsitze auf 521.976 zurück. Im Zuge der Wiedervereinigung wuchs die Bevölkerung schnell auf 554.377 im Dezember 1992. Bis Ende des Jahrhunderts sank die Zahl der Erstwohnsitze wieder auf 540.330. Am 31. Dezember 2015 waren 557.464 Einwohner gemeldet.

## Politik

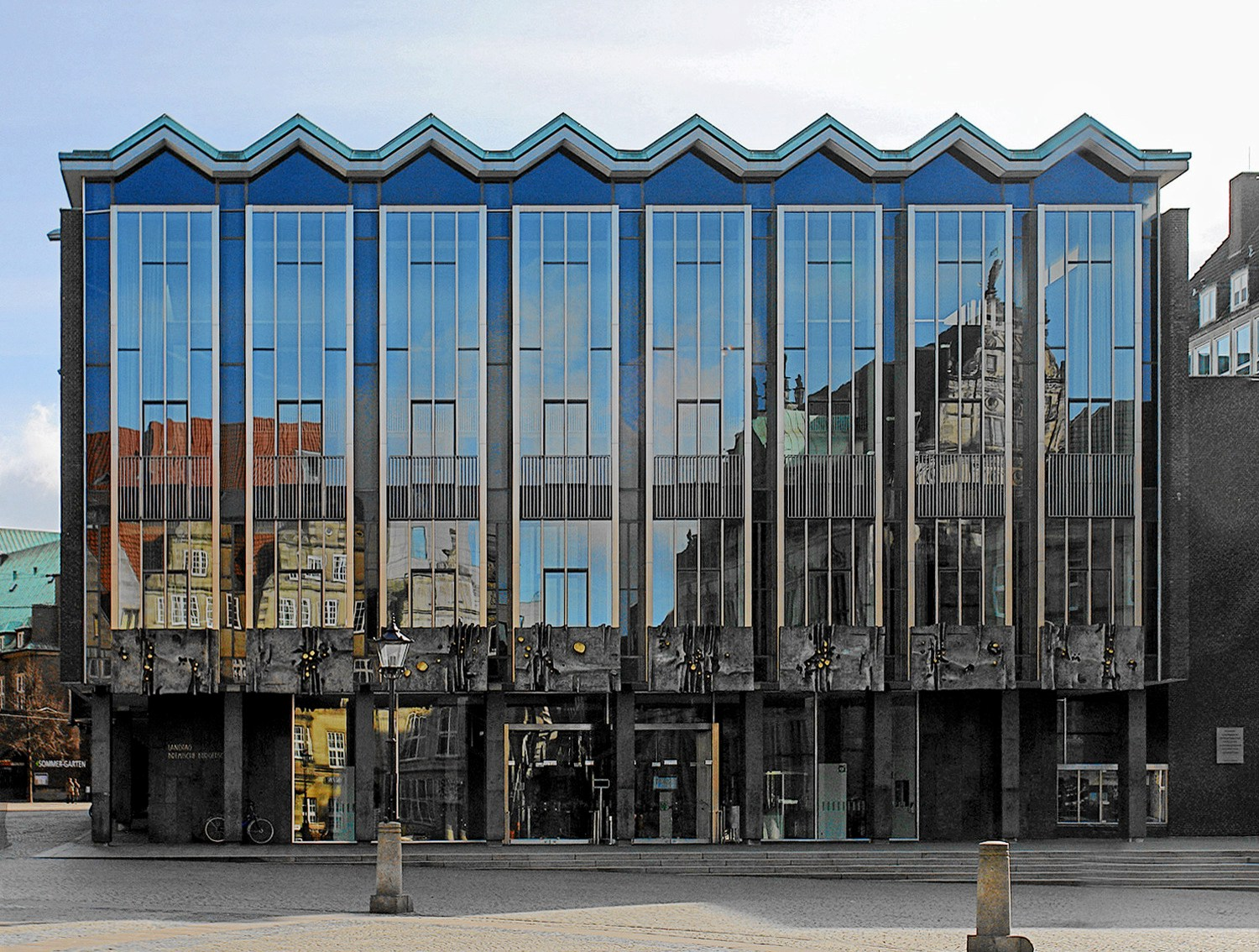
Das Gebäude der Bürgerschaft

- Linke: 10
- SPD: 27
- Grüne: 11
- FDP: 5
- CDU: 24
- BD: 9
- Sonst.: 1

### Verwaltung
Die alle vier Jahre gewählte Volksvertretung des Landes Bremen ist die Bremische Bürgerschaft. In zwei getrennten Wahlbereichen werden 68 Abgeordnete in Bremen und 15 Abgeordnete in Bremerhaven gewählt. Die im Wahlbereich Bremen gewählten Abgeordneten bilden gleichzeitig die kommunale Stadtbürgerschaft.
An der Spitze der Landes- und Stadtverwaltung steht der Senat der Freien Hansestadt Bremen. Präsident des Senats und Bürgermeister ist seit dem 15. August 2019 Andreas Bovenschulte (SPD). Auch der Stellvertreter des Präsidenten des Senats wird traditionsgemäß als Bürgermeister bezeichnet. Dem Bremer Senat als Landesregierung gehören gegenwärtig neun Mitglieder (5 SPD, 2 Grüne, 2 Linke) an.
Die Senatoren leiten ihr Senatsressort in Landesangelegenheiten (wie Minister in einem Flächenland) und in Kommunalangelegenheiten der Stadt Bremen (wie Dezernenten in Großstädten), sowie die ihrem Fachbereich zugeordneten Landes- und Kommunalbehörden.
→ Siehe auch: Liste von Bremer Bürgermeistern, Liste der Bremer Senatoren, Liste der Arbeitssenatoren von Bremen, Liste der Bausenatoren von Bremen, Liste der Bildungssenatoren von Bremen, Liste der Finanzsenatoren von Bremen, Liste der Gesundheitssenatoren von Bremen, Liste der Innensenatoren von Bremen, Liste der Justizsenatoren von Bremen, Liste der Sozialsenatoren von Bremen, Liste der Umweltsenatoren von Bremen, Liste der Wirtschaftssenatoren von Bremen, Liste der Fraktionsvorsitzenden der Bremischen Bürgerschaft, Wahlergebnisse und Senate in Bremen

### Hoheitszeichen

#### Wappen

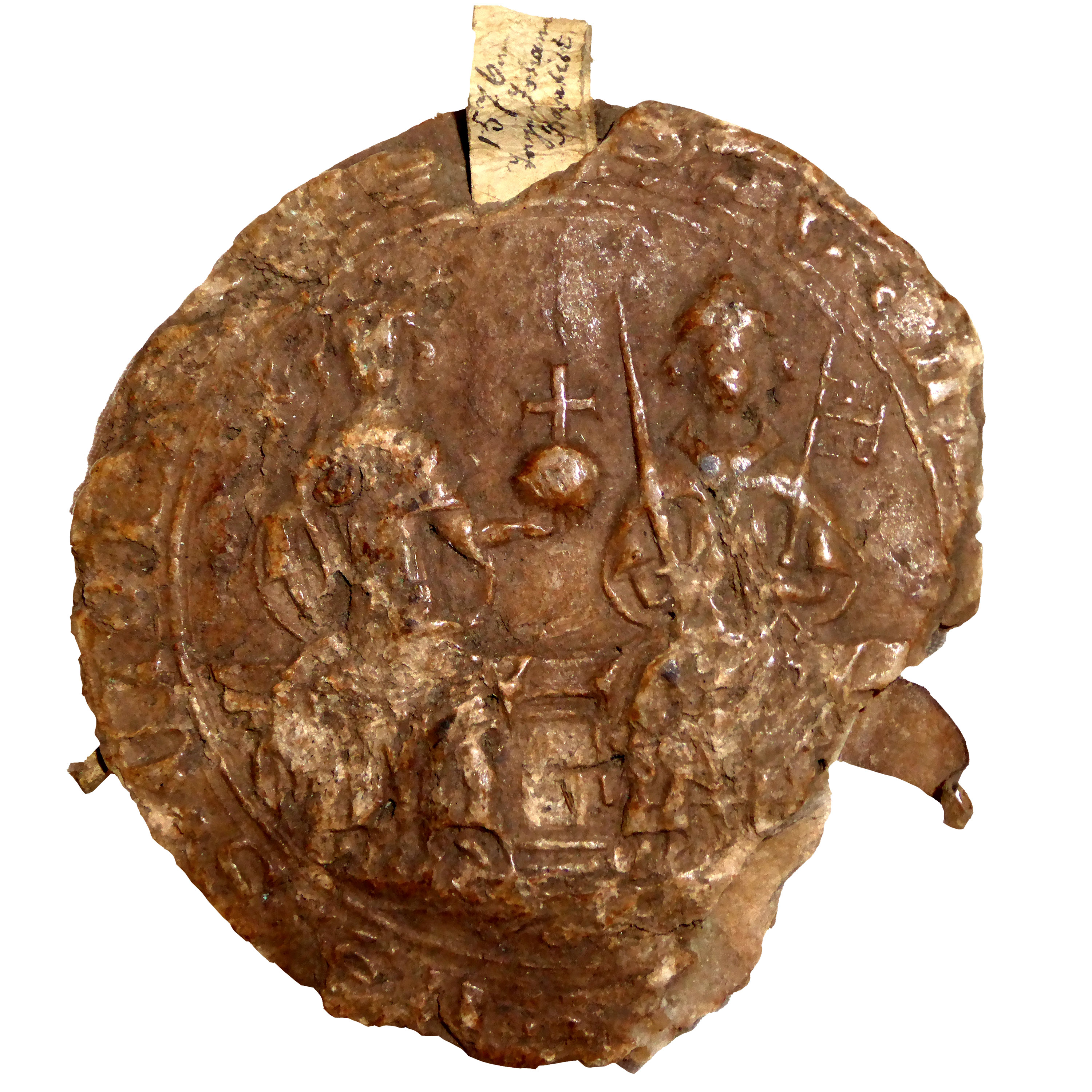
Siegel der Stadt Bremen 1366 bis 1834

| Großes Wappen der Stadtgemeinde Bremen | Blasonierung: „Das Wappen der Hansestadt Bremen zeigt auf rotem Grund einen schräg nach rechts aufgerichteten, mit dem Bart nach links gewandten silbernen Schlüssel gotischer Form („Bremer Schlüssel“). Auf dem Schild ruht eine goldene Krone, welche über dem mit Edelsteinen geschmückten Reif fünf Zinken in Blattform zeigt („Mittleres Wappen“). Beim Kleinen Wappen wird lediglich der Schlüssel ohne Krone abgebildet. Das große Wappen hingegen hat darüber hinaus noch eine Konsole beziehungsweise ein bandartiges Fußgestell, auf dem der Schild ruht. Der Schild wird von zwei aufgerichteten rückwärts schauenden Löwen mit den Vorderpranken gehalten.“                                                                              |
| Großes Wappen der Stadtgemeinde Bremen | Wappenbegründung: Der Schlüssel ist das Attribut des Apostels Petrus, des Schutzpatrons des Bremer Doms. Er taucht als Wappensymbol bereits 1366 im Stadtsiegel Bremens auf. Im Laufe der Geschichte veränderte sich die Form des Schlüssels mehrmals. Auch zeigte das Stadtwappen teilweise den Heiligen Petrus mit dem Schlüssel. Die Formen außerhalb des Wappenschildes veränderten sich ebenfalls mehrmals. So erscheinen etwa die Löwen erstmals 1618 auf dem großen Wappen. In seiner heutigen Form geht das Wappen auf die Wappenordnung von 1891 zurück. Im Bremer Volksmund wird eine Verbindung zum Wappen der Stadt Hamburg hergestellt, indem spöttisch gesagt wird: „Hamburg ist das Tor zur Welt, aber Bremen hat den Schlüssel dazu.“ |

#### Siegel
Das älteste Stadtsiegel in Bremen (1229–1365) zeigt links Bischof Willehad, rechts Karl den Großen. Das folgende Stadtsiegel (1366–1834) zeigt, nebeneinander auf einer Bank sitzend, links den Kaiser mit Krone, Zepter und Reichsapfel und rechts davon den Heiligen Petrus mit Tiara, Schwert und Schlüssel.
1948 wurde ein neues Dienstsiegel eingeführt, welches als Großes Siegel des Präsidenten des Senats das Flaggenwappen, als Kleines Siegel für Behörden das große Wappen Bremens und für sonstige Amtsträger das mittlere Wappen oder den Bremer Schlüssel zeigt.

#### Flagge

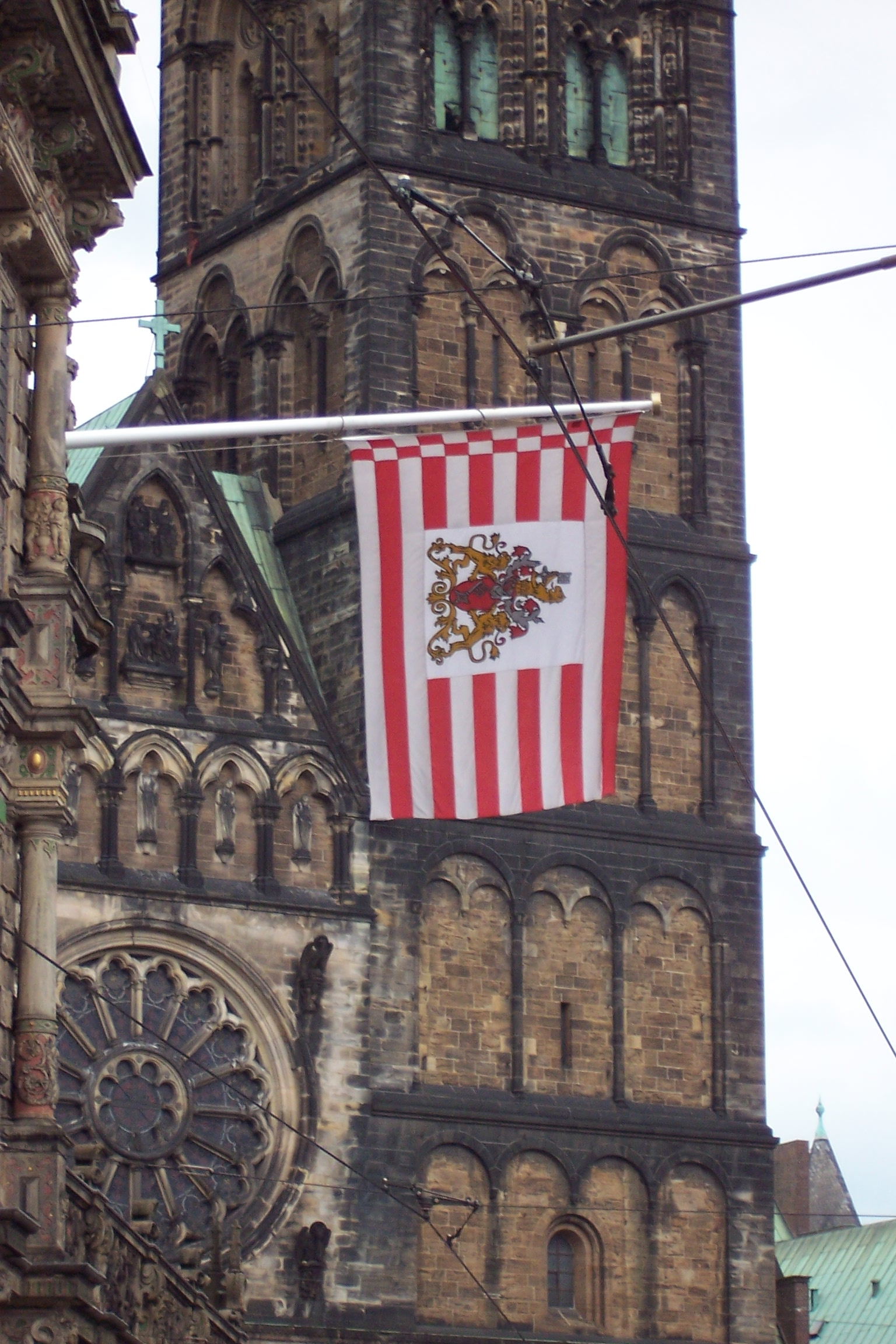
Staatsflagge am Rathaus

Die Flagge Bremens ist mindestens achtmal (die genaue Zahl ist nicht festgelegt) rot und weiß gestreift und am Flaggenstock gewürfelt. Sie wird umgangssprachlich auch als Speckflagge bezeichnet.
Die Staatsflagge enthält in der Mitte das Flaggenwappen mit Schlüssel und drei Löwen. Die Dienstflagge führt nur das Schlüsselwappen.
Die Flagge Bremens trägt die Farben der Hanse, Rot und Weiß.

### Städtepartnerschaften
Bremen unterhält aktive Städtepartnerschaften mit:
- Danzig, Polen, ist seit 1976 die älteste Partnerschaft und die erste Partnerschaft zwischen einer westdeutschen und einer polnischen Stadt.[61]
- Riga, Lettland, 1985
- Dalian, Volksrepublik China, 1985
- Haifa, Israel, 1988
- Windhoek, Namibia, 1990, formalisiert 2024[62]
- İzmir, Türkei, 1995
- Durban, Südafrika, 2011
- Odessa, Ukraine, 2023[63]

Zum Ende der 2010er Jahre ruhende Partnerschaften bestehen zu:
- Rostock, Deutschland, 1987
- Bratislava, Slowakei, 1989
- Corinto, Nicaragua, 1989

Informelle Beziehungen pflegt Bremen zu:
- Dudley, Vereinigtes Königreich
- Pune, Indien
- Tamra, Israel, Nachbargemeinde (arabisch) der Partnerstadt Haifa

### Finanzen
Anfang 2019 hatte die Stadt Schulden in Höhe von knapp 9 Milliarden Euro. Zum 1. Januar 2020 übernahm das Land Bremen von der Stadt 8,6 Milliarden Euro Schulden. Es verblieben noch Darlehen des Sondervermögens Häfen in Höhe von 600 Millionen Euro bei der Stadt.

## Kultur und Sehenswürdigkeiten

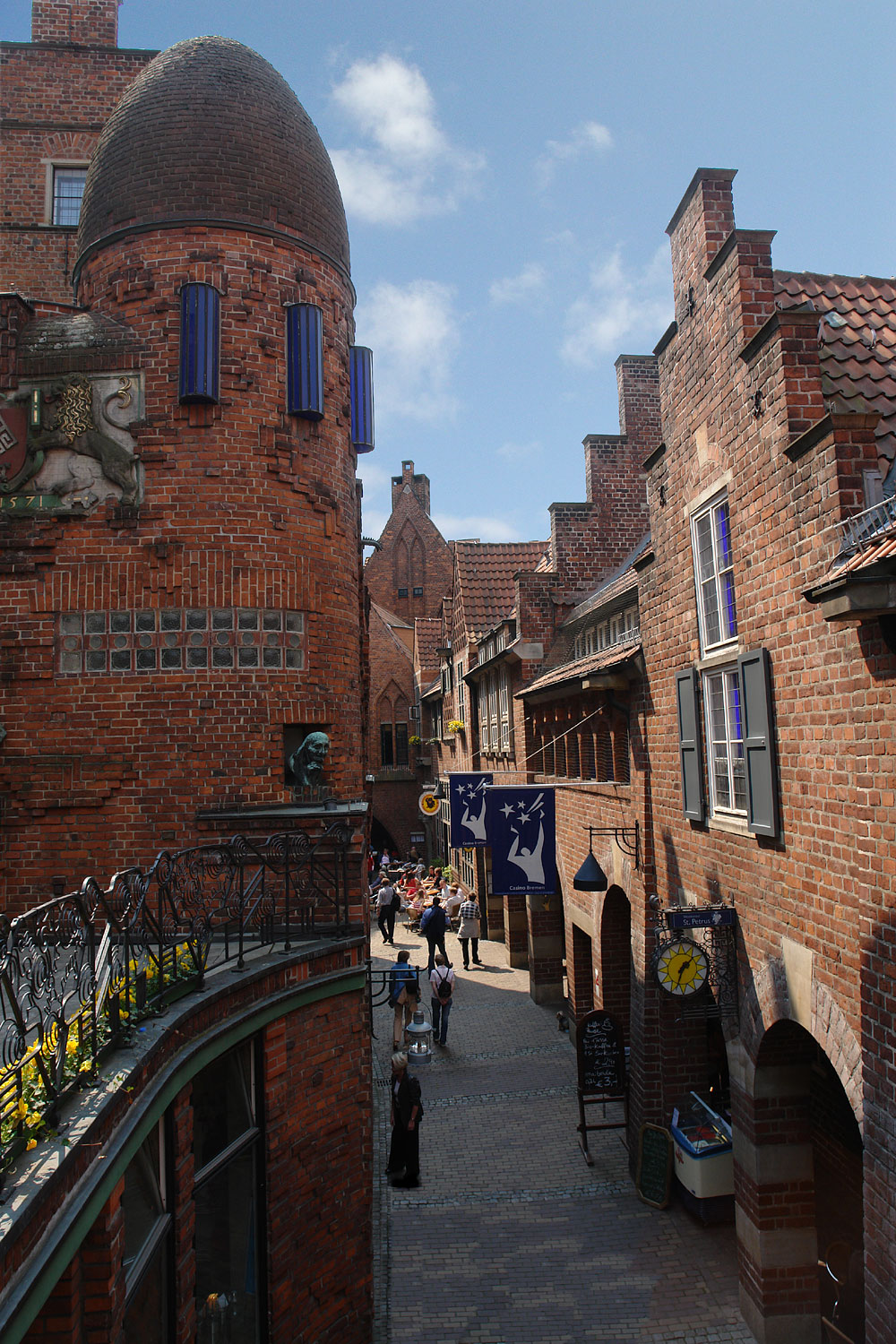
Böttcherstraße

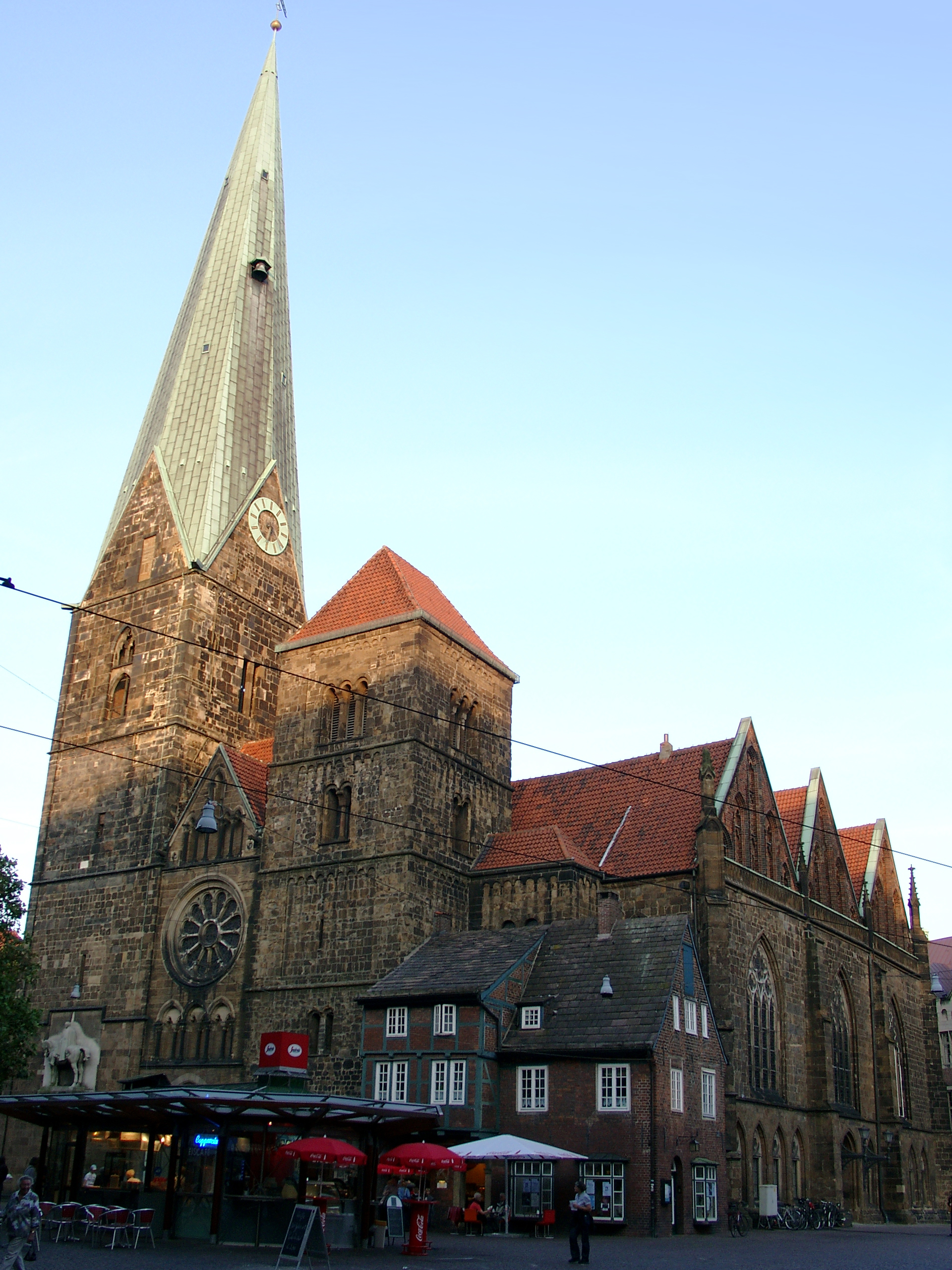
Liebfrauenkirche von der Obernstraße

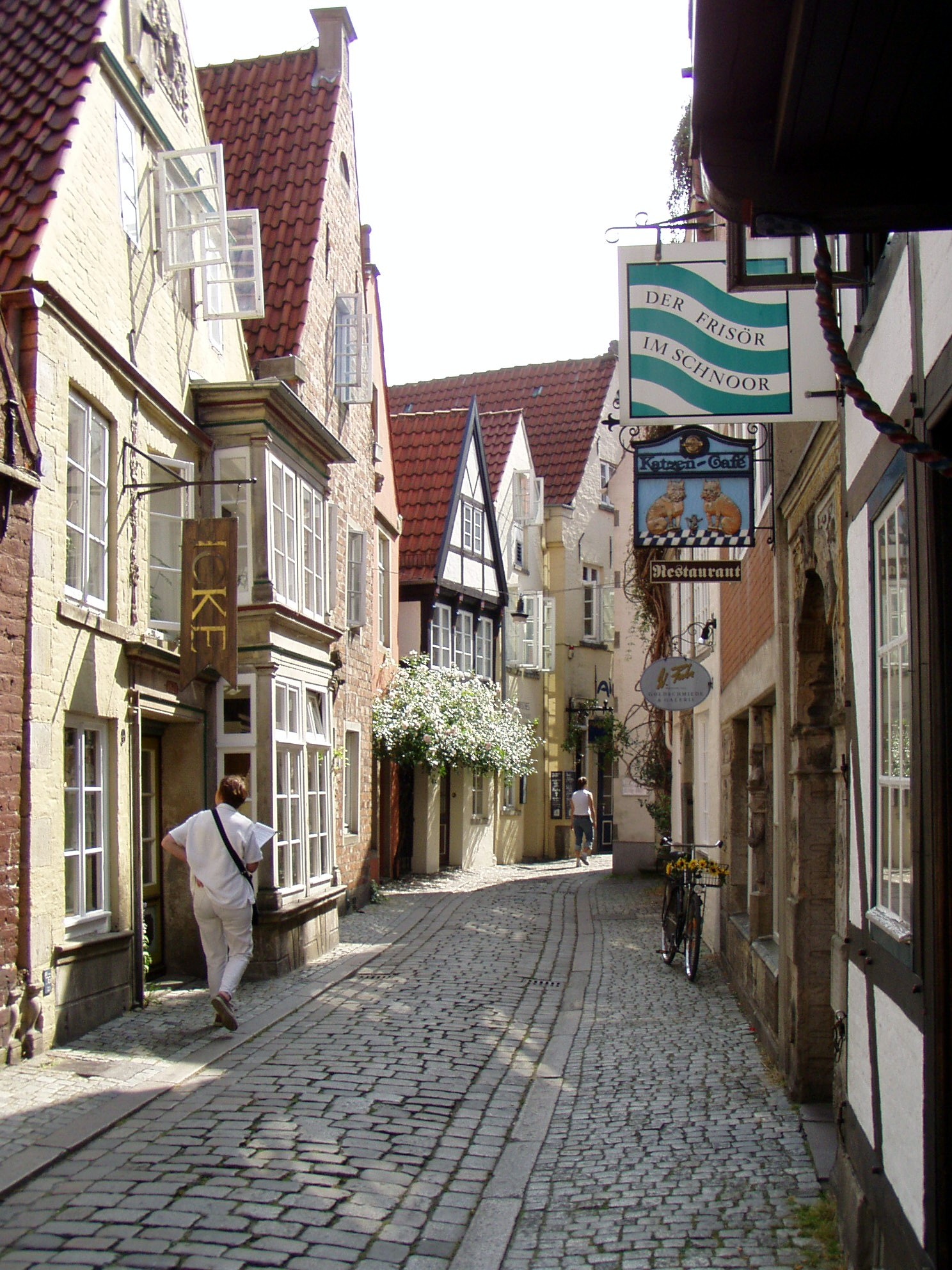
Schnoor

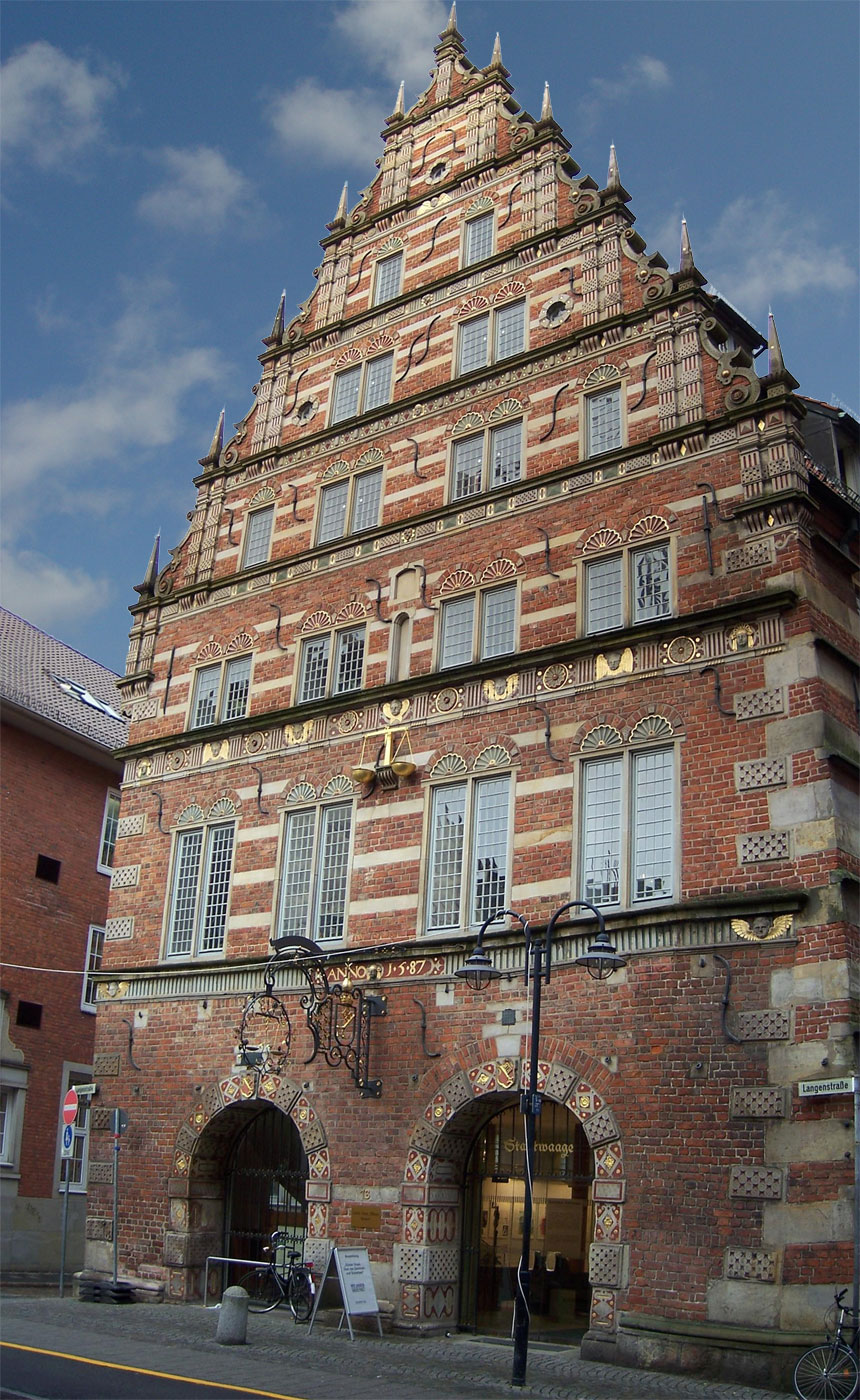
Stadtwaage (Weserrenaissance)

### Bauwerke
→ Siehe auch: Bremer Denkmale, Liste der Denkmale und Standbilder der Stadt Bremen, Liste der Brunnen der Stadt Bremen, Liste bedeutender Bremer Bauwerke, Liste der Wandbilder in Bremen, Liste der höchsten Bauwerke in Bremen

#### Rund um den Marktplatz
Der Roland ist seit 1404 Mittelpunkt und ein Wahrzeichen der Stadt. Der originale Kopf des Roland ist im Focke-Museum ausgestellt. Während des Zweiten Weltkrieges wurde er aus Furcht vor Zerstörung durch Bombenangriffe durch eine Kopie ersetzt. Sein Blick ist auf den Dom St. Petri gerichtet, der für Besucher das Dom-Museum und den Bleikeller bereithält und dessen Südturm eine Aussichtsplattform hat. Neben dem Roland steht das Rathaus, in dessen Ratskeller Wein serviert und verkauft wird. Roland und Rathaus gehören zum UNESCO-Welterbe. An der Westmauer des Rathauses sind seit 1953 die Bremer Stadtmusikanten, ebenfalls ein Wahrzeichen der Stadt, zu finden. Hier endet die Deutsche Märchenstraße. Es schließt sich die ehemalige Ratskirche Unser Lieben Frauen an.
In Verbindung mit dem alten Rathaus steht das Neue Rathaus von 1913, im Stil der Neorenaissance, nach Plänen von Gabriel von Seidl. Hier befindet sich die Bremer Senatskanzlei.
Auf der gegenüber liegenden Seite des Marktplatzes steht der Schütting, das Haus der Kaufleute, die Bremischen Bürgerschaft sowie
westlich eine Reihe von Gebäuden aus dem 18. und 19. Jahrhundert.
Die Böttcherstraße von 1922 bis 1931 führt vom Marktplatz zur Martinikirche und zur Weser.

#### Kirchen in der Altstadt
- Am Marktplatz steht der evangelische Bremer Dom als teils romanische, teils früh- und schließlich spätgotische dreischiffige Hallenkirche. Sie war der Sitz der Erzbischöfe vom Bistum Bremen.
- Neben dem Rathaus befindet sich die evangelische Liebfrauenkirche, die 1229 im frühgotischen Stil errichtet wurde. Der Turmhelm der Ratskirche hat eine außergewöhnliche Höhe.
- An der Weser steht die evangelische Martinikirche, ein wieder aufgebauter spätgotischer Backsteinbau, der 1384 zur Hallenkirche umgebaut wurde.
- Zwischen Domshof und Schnoor befindet sich die katholische Propsteikirche St. Johann, eine dreischiffige Hallenkirche aus dem 14. Jahrhundert, ehemalige Klosterkirche der Franziskaner und die einzige noch erhaltene Klosterkirche in Bremen.
- In der Katharinenpassage zwischen Sögestraße und Domshof sind noch die Reste des Dominikanerklosters mit der Kirche St. Katharinen zu sehen.
- Im Stephaniviertel, am westlichen Ende der bremischen Altstadt, wurde die evangelische Pfarrkirche St. Stephani gebaut. Sie ist eine gotische Hallenkirche aus dem 14. Jahrhundert mit einem rund 75 m hohen neugotischen Südturm.

#### Am Weserufer
In Höhe der Martinikirche beginnt die Schlachte, die in den 1990er Jahren sanierte historische Uferpromenade mit zahlreichen gastronomischen Angeboten. Vom Martinianleger aus werden Hafenrundfahrten angeboten. Gegenüber auf der Halbinsel zwischen der Weser und der Kleinen Weser liegt der Teerhof, auf dem sich neben dem Museum Weserburg und der Gesellschaft für aktuelle Kunst (GAK) in den 1990er Jahren errichtete Wohnbebauung befindet.
Im Stephaniviertel hebt sich die Jugendherberge Bremen bzw. das Haus der Jugend deutlich erkennbar hervor.

#### Schnoorviertel
Der Schnoor ist ein mittelalterliches Gängeviertel in der Altstadt Bremens und wahrscheinlich der älteste Siedlungskern. Das Quartier verdankt seine Bezeichnung dem alten Schiffshandwerk. Die Gänge zwischen den Häusern standen oft in Zusammenhang mit Berufen oder Gegenständen: So gab es einen Bereich, in welchem Seile und Taue hergestellt wurden (Schnoor = Schnur), und einen benachbarten Bereich, in dem Draht und Ankerketten gefertigt wurden (Wieren = Draht). Zahlreiche Häuser aus dem 17. und 18. Jahrhundert sind noch erhalten und vermitteln einen romantischen Eindruck vom Leben in früheren Zeiten. In den Jahren 1856/57 wurde hier das Dienstgebäude der Landherren errichtet, und erst am 19. September 1945 wurde die Stellung des Landherren aufgehoben.

#### Weserrenaissance und Neorenaissance
Aus der Zeit der Weserrenaissance blieben u. a. erhalten: Das Bremer Rathaus (Kernbau aus der Gotik) von 1612 und der Schütting von 1538 – beide am Markt, die Stadtwaage von 1587 und das Essighaus von 1618 – beide in der Langenstraße – und das Gewerbehaus am Ansgariikirchhof von 1620.
Im 19./20. Jahrhundert wurden u. a. historisierend im Stil der Neorenaissance das Postamt 1 an der Domsheide (1879), die Bremer Baumwollbörse (1902) und die Bremer Bank am Domshof (1905) errichtet.

#### Besonders bemerkenswerte Bauwerke

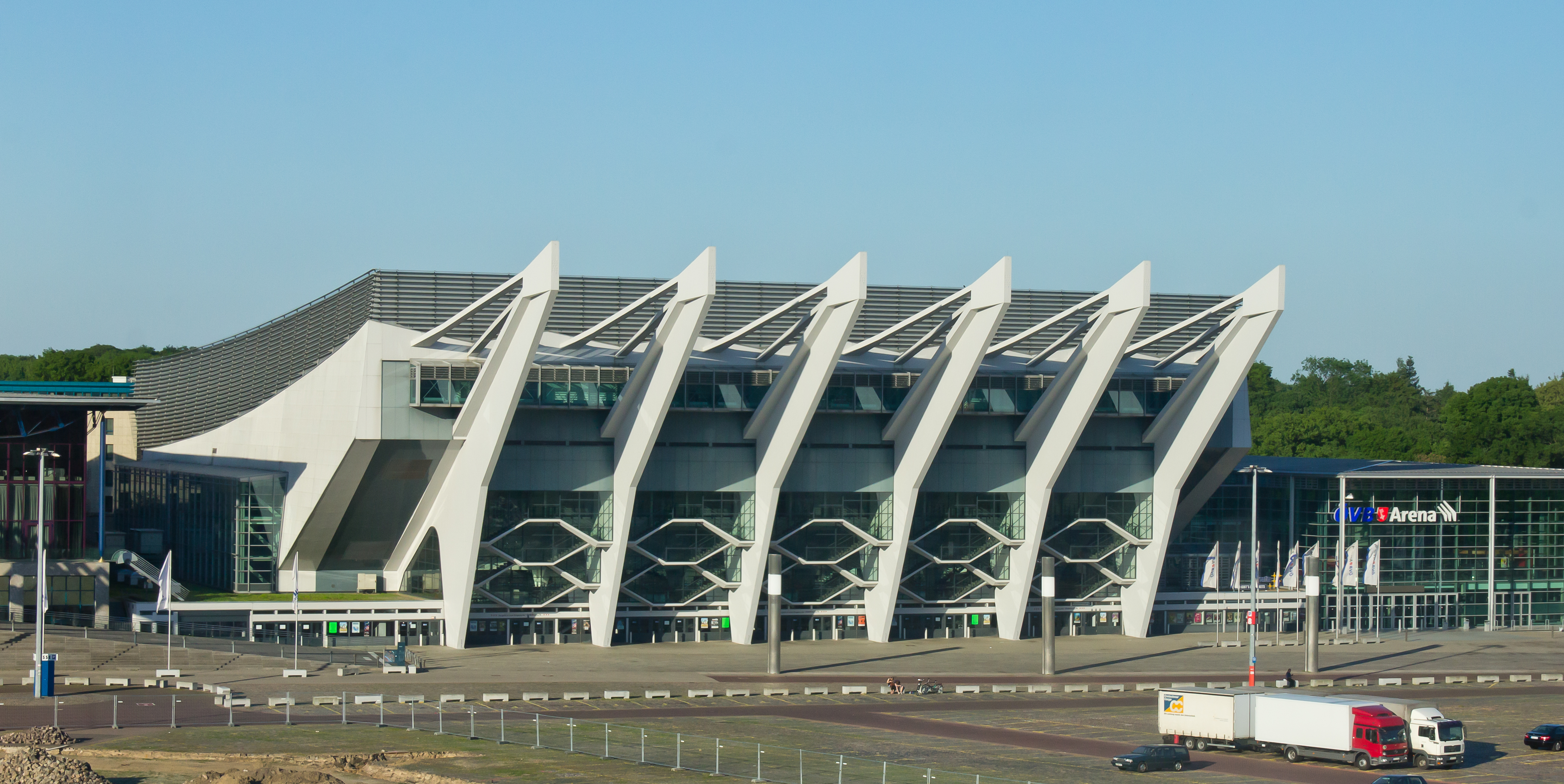
2005 erweiterte Stadthalle Bremen

- Die ehemalige Wasserkunst (Umgedrehte Kommode) von 1873 steht auf dem Stadtwerder in der Neustadt.
- Der als Kolonialdenkmal errichtete Elefant nach Entwurf des Bildhauers Fritz Behn ist heute das Antikolonialdenkmal im Stadtteil Schwachhausen.
- Das Haus des Reichs von 1930, nach Plänen von Hermann und Eberhard Gildemeister errichtet, steht in der Bahnhofsvorstadt.
- Das Aalto-Hochhaus von 1962 in der Neuen Vahr entwarf Alvar Aalto.
- Die Stadthalle von 1964 nach Plänen von Roland Rainer, Umbau 2005, steht auf der Bürgerweide (offizielle Bezeichnungen der Bremer Stadthalle: 1964–2004: Stadthalle Bremen, 2005–2009: AWD-Dome, 2009–2011: Bremen-Arena, seit 2011: ÖVB-Arena). Die markanten, schräg verlaufenden Pfeiler der ursprünglichen, seltenen Tragwerkskonstruktion, die beim Umbau 2005 erhalten blieben, sind ein Wahrzeichen von Bremen.
- der Fallturm von 1990 des ZARM der Universität Bremen
- das Science Center Universum
- Der Weser Tower von 2009 in der Überseestadt mit dem höchsten Aussichtspunkt von 80 Metern wurde von Helmut Jahn entworfen.

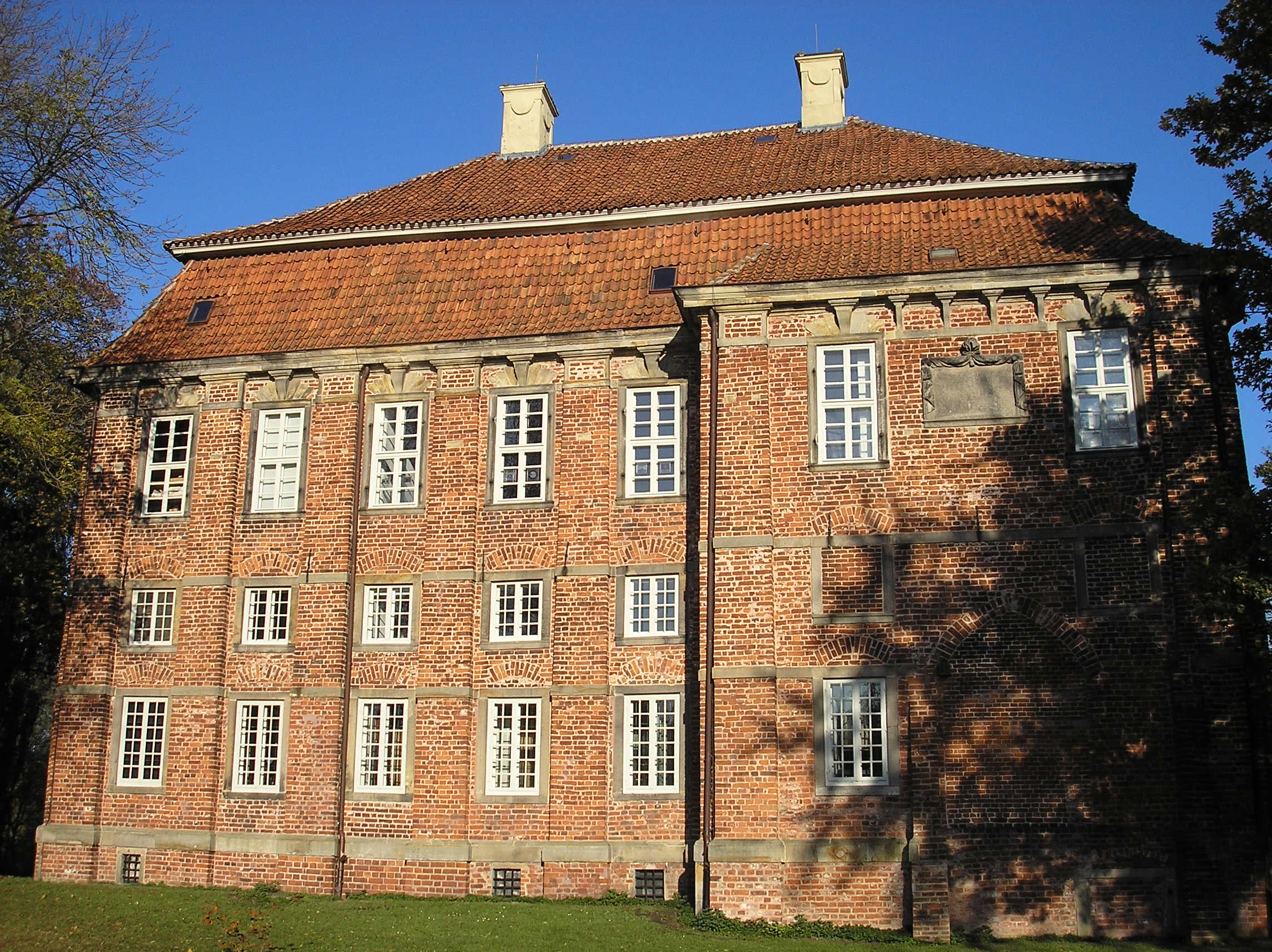
Schloss Schönebeck

- Das Havenhaus in Vegesack am Vegesacker Hafen sowie einige Packhäuser aus dem 19. Jahrhundert, darunter das Kitohaus
- Das Schloss Schönebeck
- Die Wasserburg Haus Blomendal
- Der U-Boot-Bunker Valentin in Bremen-Farge.
- In Blumenthal stehen die St.-Marien-Kirche, Martin-Luther-Kirche und die evangelisch-reformierte Kirche sowie der Wasserturm; alle Backsteinbauten im Stil Neugotik.

#### Bremer Haus
Das Bremer Haus ist ein Reihenhaustyp, der in England seine Wurzeln hat. Es war, in verschiedenen Größen, für alle sozialen Bevölkerungsgruppen gedacht und bestimmte seit der Mitte des 19. Jahrhunderts bis in die 1930er Jahre den Wohnungsbau in Bremen. In den Stadtteilen Schwachhausen, Steintor, Ostertor und der Neustadt findet man hauptsächlich den großen Typ, der für wohlhabendere Bürger errichtet wurde, in Arbeitervierteln wie Walle und Gröpelingen den kleinsten mit ein bis zwei vollen Etagen und niedrigeren Geschosshöhen.

### Theater

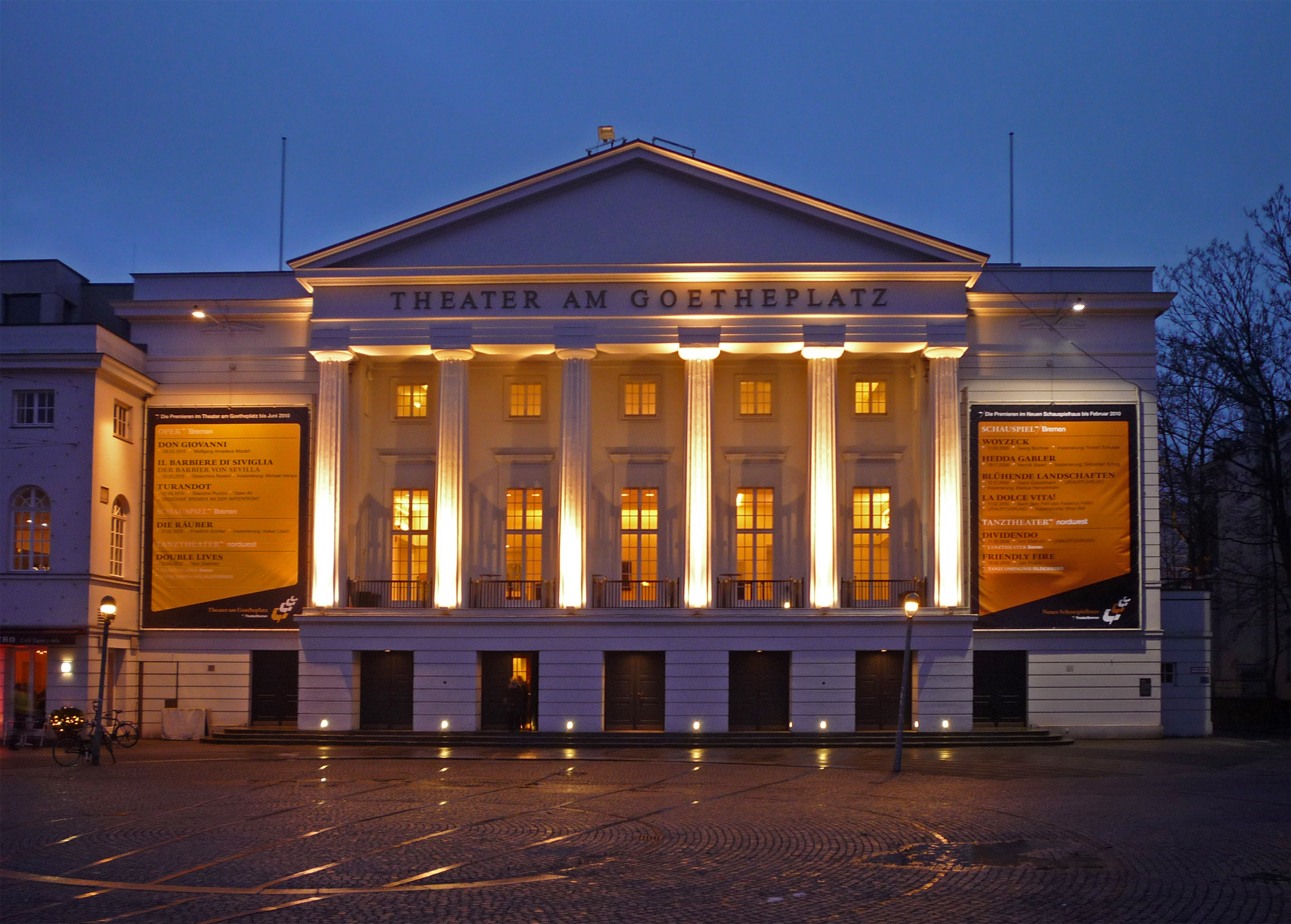
Theater am Goetheplatz

Das Theater Bremen ist ein städtisches Theater der Freien Hansestadt Bremen mit Aufführungen von Opern, Operetten, Musicals, Schauspielen und Tanztheater. Es besteht aus mehreren Spielstätten – das größte unter ihnen ist das Theater am Goetheplatz im Viertel. 2007 wurde das Theater Bremen unter Klaus Pierwoß zum Opernhaus des Jahres gewählt.
Darüber hinaus besitzt Bremen eine vielfältige Theaterszene mit zahlreichen, etablierten Theatern in freier oder privater Trägerschaft. Bei der bremer shakespeare company im Theater am Leibnizplatz ist der Name Programm. Das Travestietheater von Madame Lothár im Schnoor war eine bremische Institution. Inszenierungen moderner Stücke sind im Jungen Theater zu sehen. Als Kinder- und Jugendtheater ist das Schnürschuh Theater bekannt geworden. 1976 gegründet, finden dort außerdem Lesungen und Musikveranstaltungen statt.
1994 etablierte man neben dem Straßentheaterfestival La Strada mit jährlich bis zu 100.000 Zuschauern (siehe Deutsche Straßentheaterfestivals) das Outnow-Festival für internationale Nachwuchskünstler aus Schauspiel, Musiktheater, Tanz und Performance.

### Filmtheater
In Bremen gibt es (Stand 2010) acht Filmtheater mit 38 Kinosälen und insgesamt 10.215 Plätzen. Drei Filmtheater sind davon Multiplex-Kinos mit zusammen 32 Sälen.

### Museen

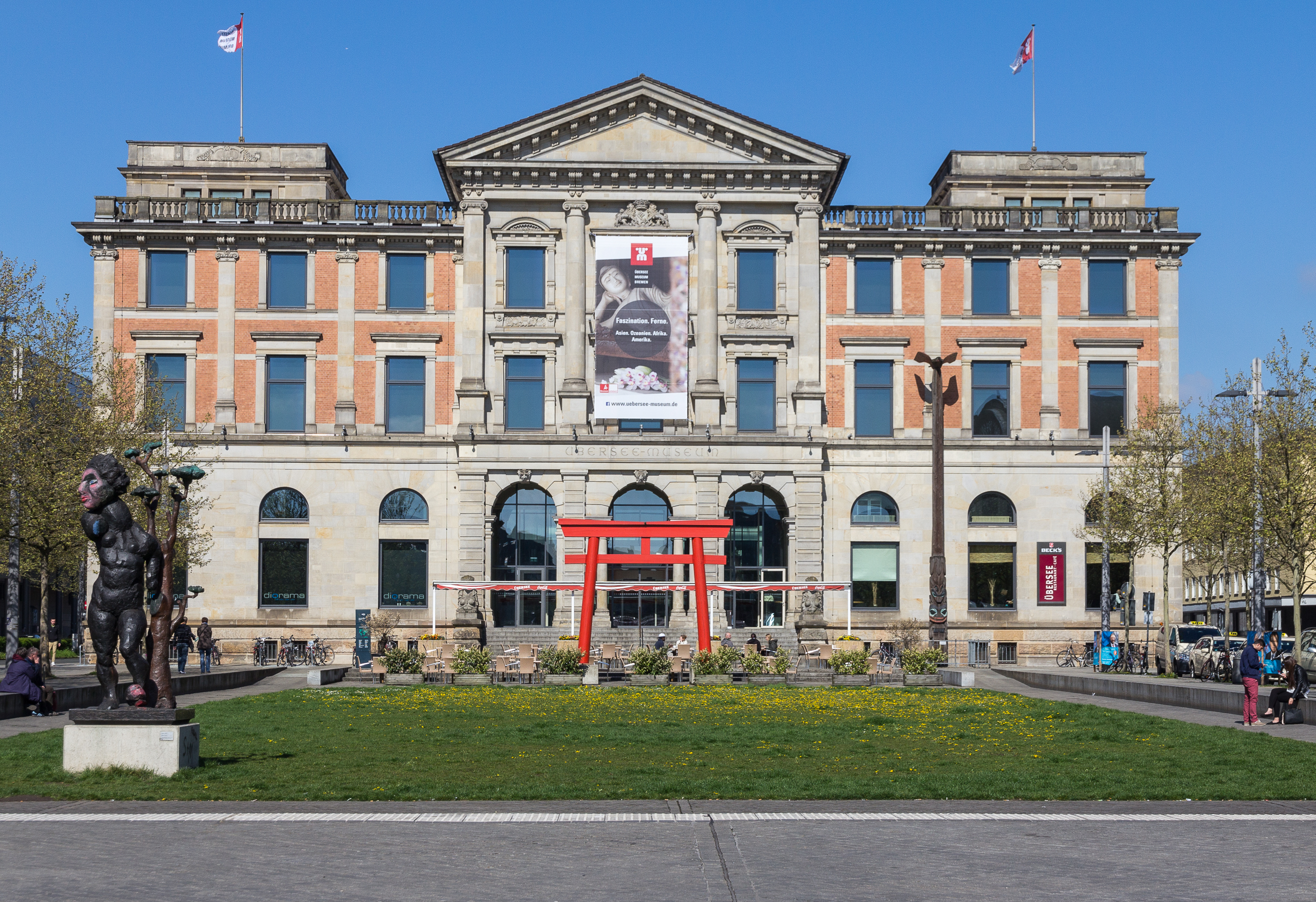
Überseemuseum in Bremen

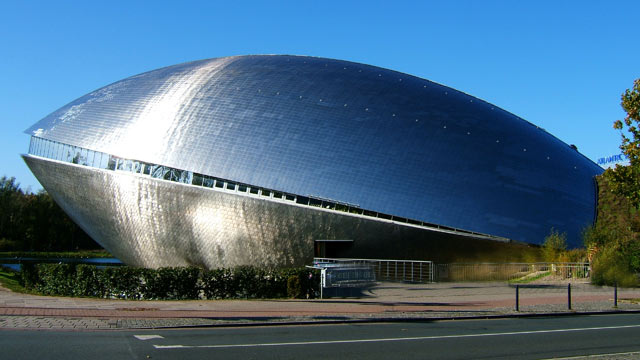
Universum Bremen

Die Museumslandschaft in Bremen mit seinen 27 Museen (Stand: 2024) (sowie Bremerhaven mit seinen 11 Museen) ist vielfältig, wie folgende Auswahl zeigt:
- Das Übersee-Museum ist eines der bedeutendsten völkerkundlichen Museen Europas mit über 100-jähriger Tradition und umfangreichen Sammlungen zu Ozeanien, Asien, Afrika, Amerika, Naturkunde und Handelskunde sowie wechselnden Sonderausstellungen.
- Die Kunsthalle, von Bürgern der Stadt gegründet, wurde nach Plänen von Lüder Rutenberg 1849 gebaut. Der Bestand umfasst heute europäische Kunstwerke vom Mittelalter bis zur Gegenwart.
- Im Weserburg Museum für moderne Kunst ist Moderne Kunst ausgestellt.
- Das Paula Modersohn-Becker Museum und das Ludwig Roselius Museum
- Das Gerhard-Marcks-Haus und das Wilhelm-Wagenfeld-Haus Am Wall in Bremen-Mitte
- Die Gesellschaft für Aktuelle Kunst (GAK) präsentiert internationale, zeitgenössische Kunst.
- Die Schwankhalle und die Städtische Galerie Bremen in der Neustadt
- Das Focke-Museum ist das Landesmuseum für Kunst und Kulturgeschichte
- Das Heimatmuseum Schloss Schönebeck stellt Kultur- und Heimatgeschichte der Umgebung aus.
- Das Dom-Museum und der Bleikeller im St.-Petri-Dom
- Das Universum ist ein Science Center auf dem Universitätsgelände.
- Das Hafenmuseum wurde 2004 eröffnet. Es behandelt die Entwicklung der stadtbremischen Häfen.
- Das Antikenmuseum im Schnoor ist ein 2005 eröffnetes Spezialmuseum für griechische Vasen aus der Zeit von 560 bis 350 v. Chr.
- Das Krankenhaus-Museum am Klinikum Bremen-Ost als Teil der KulturAmbulanz.[69]
- Das Automobil-Museum Bremen wurde 1977 eröffnet und existiert nicht mehr.

### Musik

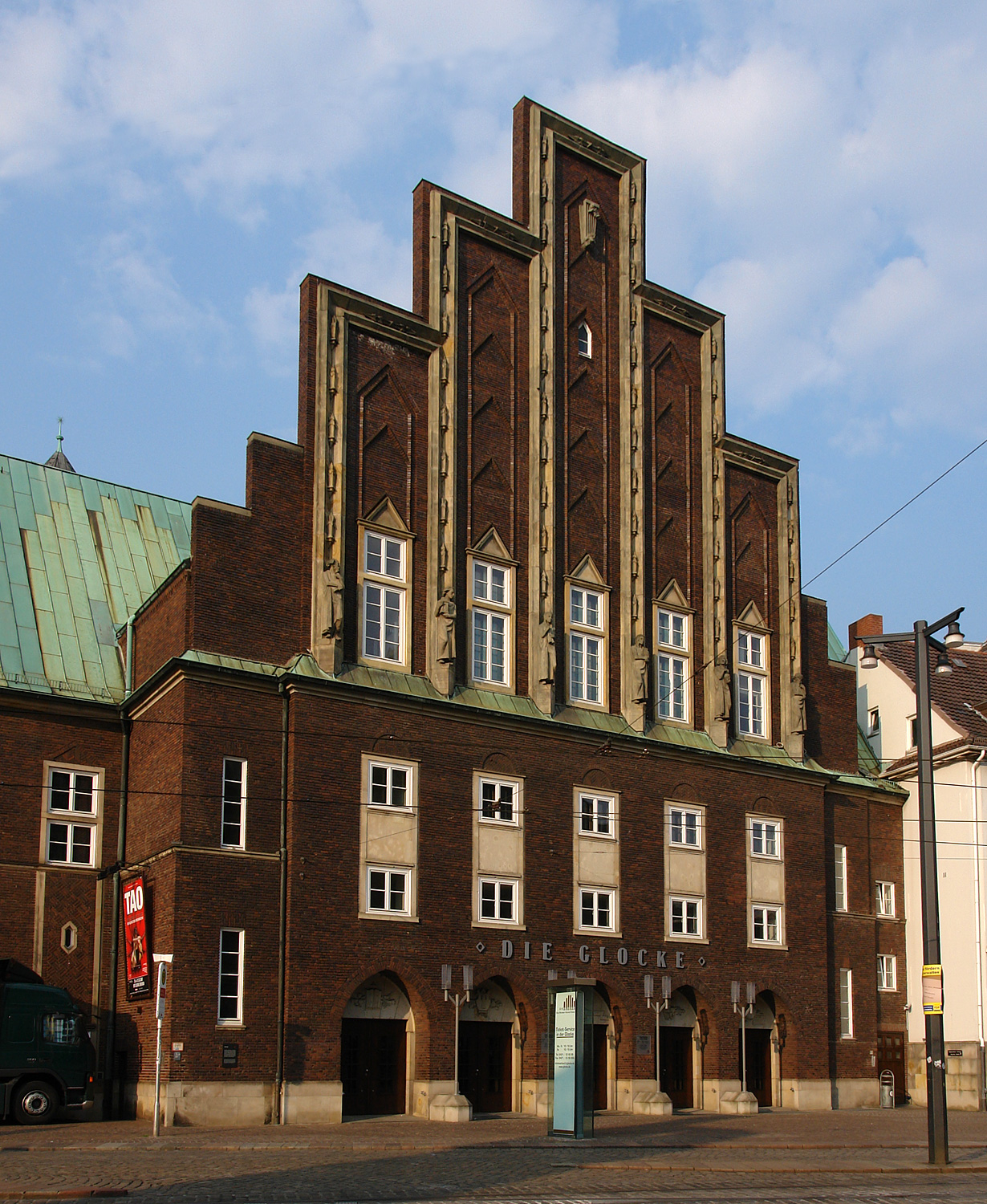
Die Glocke in Bremen

#### Klassik
Die Bremer Philharmoniker wurden 1825 gegründet und sind das offizielle Orchester der Freien Hansestadt Bremen. Intendant der Bremer Philharmoniker ist Christian Kötter-Lixfeld, Generalmusikdirektor ist seit 2018 Marko Letonja.
Die Deutsche Kammerphilharmonie Bremen, die seit 1992 ihren Sitz in Bremen hat, gehört zu den weltweit agierenden Orchestern. Künstlerischer Leiter ist seit 2004 der estnische Dirigent Paavo Järvi.
Der Haupt-Veranstaltungsort für klassische Musik in Bremen ist das 1928 erbaute Haus Die Glocke neben dem Dom. Herbert von Karajan zählte die Glocke zu den drei besten Konzerthäusern Europas.
Im Theater am Goetheplatz finden unter der Regie des Theater Bremen regelmäßige Opern- und Operettenaufführungen statt.
Der Fachbereich Musik der Hochschule für Künste Bremen mit der 1986 gegründeten Akademie für Alte Musik leistet neben der künstlerischen Ausbildung durch zahlreiche Konzerte und Veranstaltungen im Konzertsaal und in der Galerie einen wichtigen Beitrag zum vielfältigen kulturellen Leben der Hansestadt.

#### Musicaltheater

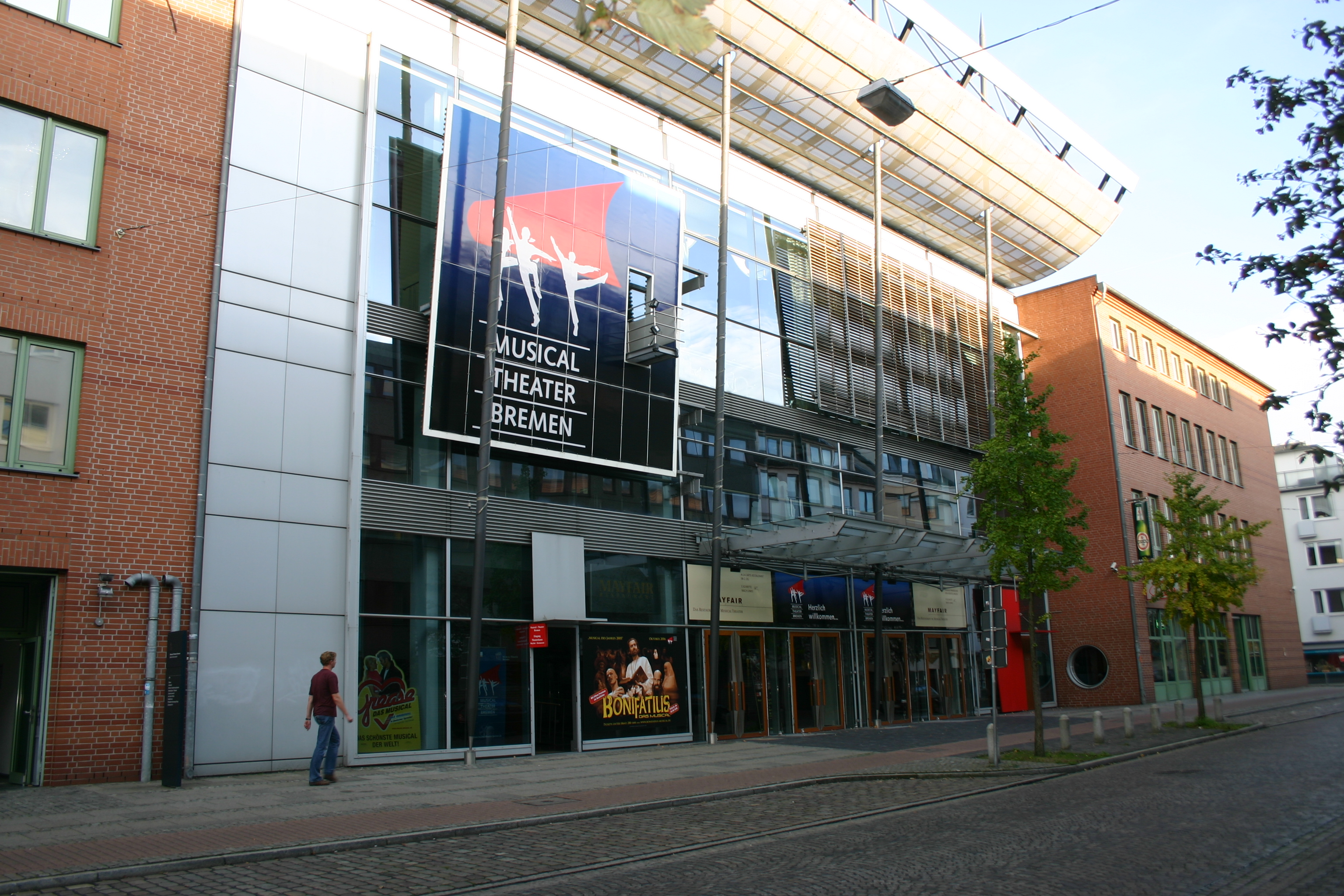
Musical Theater

Im Metropol Theater Bremen findet man die Kombination aus Musik und Theater.

#### Populäre Musik

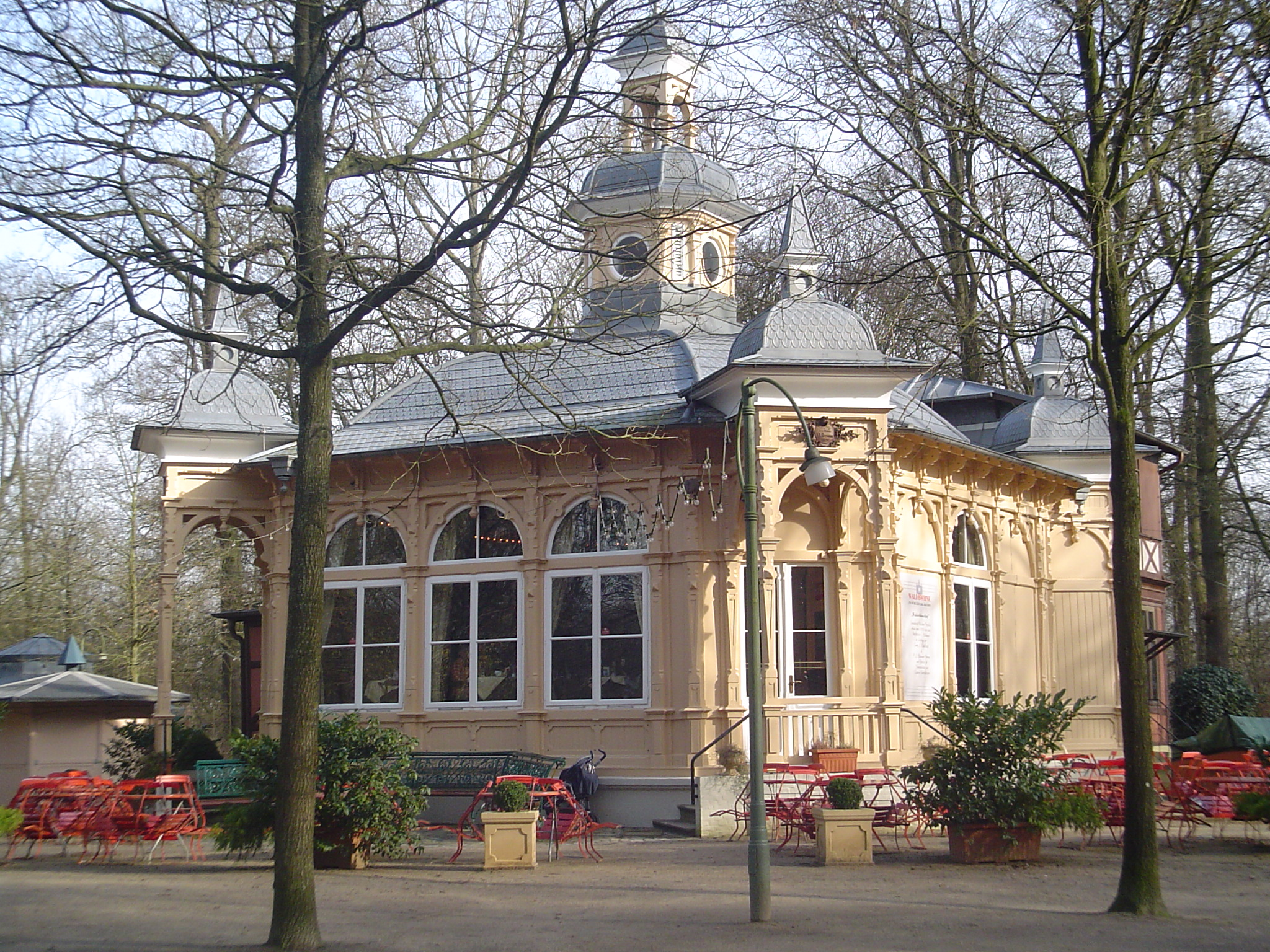
Waldbühne im Bürgerpark, Biergarten und Ort regelmäßiger Jazzveranstaltungen

Aus Bremen kommen die Deutschrock-Band Wolfsmond (Wie der Wind so frei), die Indie-Rock-Band Trashmonkeys, die sich inzwischen auch in England einen Namen gemacht hat, sowie die Sixties-Beatgruppe The Yankees (Halbstark).
Der deutsche Schlagersänger Ronny (Oh my Darling, Caroline), der sich auch als Entdecker und Produzent des holländischen Kinderstars Heintje (Mama) in den 1960er Jahren einen Namen gemacht hat, kommt ebenfalls aus Bremen. Hier lebt auch der Textdichter dieser und vieler weiterer berühmter Interpreten, Hans Hee.
Bei Radio Bremen produzierte Michael Leckebusch ab 1965 mit dem Beat-Club eine der ersten richtungsweisenden TV-Musiksendungen der Nachkriegszeit. Die Moderatoren Uschi Nerke und Gerhard Augustin erzielten regelmäßig am Sendetermin am Samstagnachmittag hohe Einschaltquoten bei jugendlichen Zuschauern. Die Sendung entwickelte sich in einem nicht unerheblichen Maße zu einem Phänomen der Jugendkultur in Deutschland. Im Anschluss an den Beat-Club wurde u. a. der Musikladen oder Extratour produziert.
Auch einige Rap-Musiker sind gebürtige Bremer Bürger, so Shiml, MontanaMax, JokA und Lady Bitch Ray.
Plattdeutschen Hip-Hop gemischt mit Electro bietet die Band De fofftig Penns, welche in Bremen-Nord gegründet wurde.
Der Soulsänger Flo Mega, der durch seinen Auftritt beim Bundesvision Song Contest bekannt geworden ist, kommt auch aus Bremen.
Die Rolling Stones benannten ein in Bremen aufgezeichnetes Live-Album Bridges to Bremen.

### Asiatische Musik
In Bremen existiert seit Anfang 2012 eine kleine K-Pop-Tanzszene mit aktuell etwa dreihundert aktiven Mitgliedern, mehreren Tanzgruppen, Tanzkursen und einer Veranstaltungsinfrastruktur (Stand: Dezember 2020). Dazu gehören das regelmäßig stattfindende K-Pop Dance Off Bremen (KDOB) sowie mehreren Tanzschulen, die Kurse anbieten. Bremen war die erste Stadt Deutschlands, in welcher es einen K-Pop Tanzkurs gab und eine der ersten mit einem K-Pop-Tanz-Wettbewerb.
Darüber hinaus wurde der Ausblick auf die Bremer Schlachte von der Teerhofbrücke in Richtung der Überseestadt im Musikvideo zum Lied Look der K-Pop Gruppe GOT7, welches (Stand September 2020) über 86 Millionen Aufrufe erreicht hat, an einigen Stellen als Hintergrund verwendet.
Im Jahr 2022 veröffentlichte das japanische Musikduo Yorushika ein Lied mit dem Titel ブレーメン, was auf Deutsch Bremen bedeutet. Darin wird nichts über Bremen gesungen, aber im Musikvideo sind die Tiere der Bremer Stadtmusikanten zu sehen. Das Lied Bremen hat in YouTube (Stand Oktober 2023) über 11 Millionen Aufrufe erreicht.

### Parks
- Siehe auch: Liste Bremer Parkanlagen
- Siehe auch bei den einzelnen Stadtteilen

Bremen hat auch wegen der Niederungsgebiete viele Grünzonen und Parks. Dazu die wichtigsten Anlagen:
Bremen-Mitte

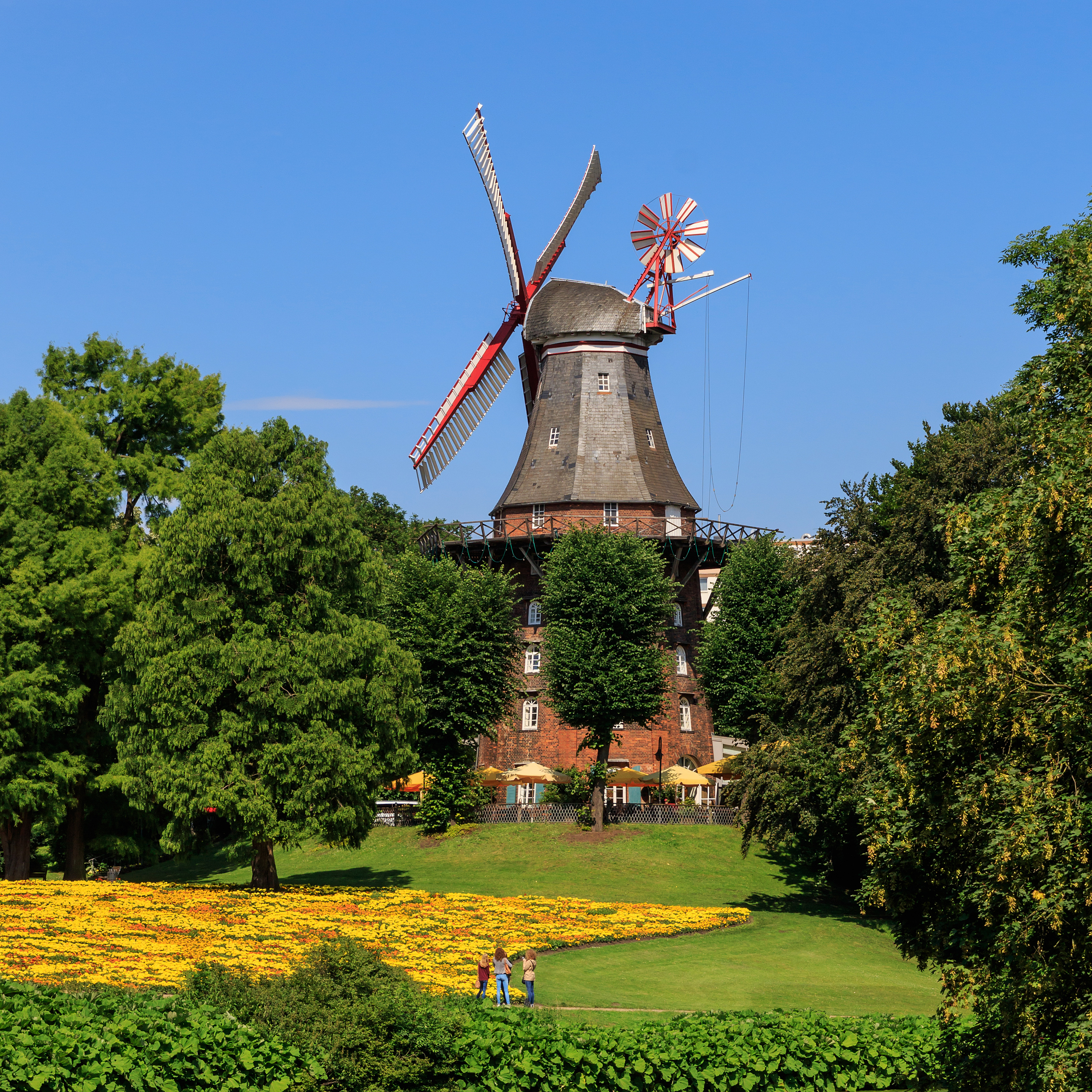
Bremer Wallanlagen

Die Bremer Wallanlagen sind nach Plänen von Isaak Altmann ab 1805 aus der bis zum 17. Jahrhundert erbauten Bremer Stadtmauer und den darauf folgenden Befestigungsanlagen hervorgegangen. Sie sind nicht nur Bremens älteste, sondern auch die erste öffentliche Parkanlage in Deutschland, welche durch eine bürgerliche Volksvertretung realisiert wurde. In der Windmühle befindet sich heute ein Restaurant. Die meisten Bremer Windmühlen sind Stationen der Niedersächsischen Mühlenstraße.
Die Pauliner Marsch ist mit 54 Hektar Bremens größter Sportpark und ein Grünzug. Sie liegt direkt an der Weser östlich vom Weserstadion und auf der anderen Weserseite. Hier ist auch die Heimat von Werder Bremen.
Bremen-Ost

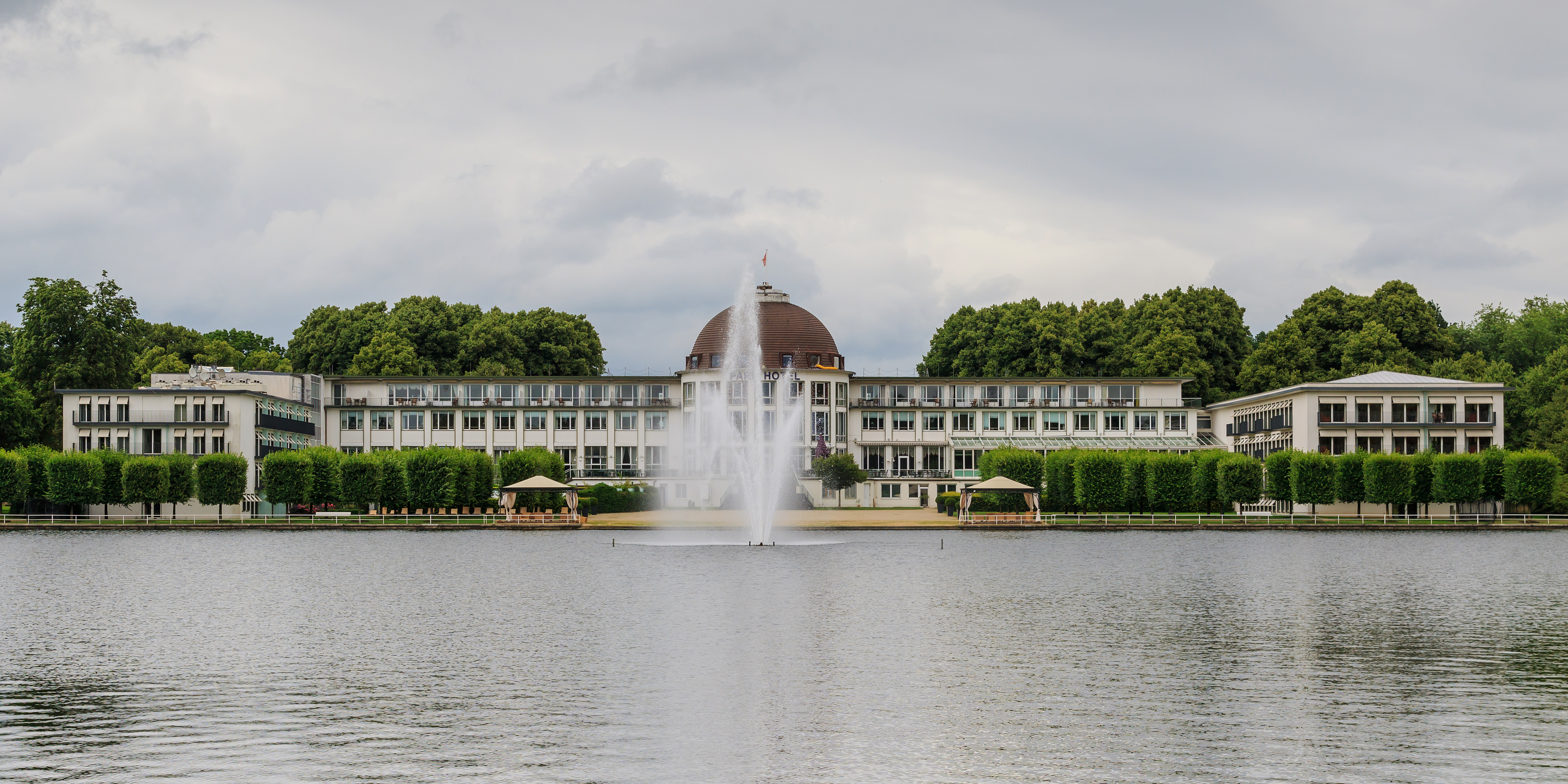
Das Parkhotel im Bürgerpark

Der Bürgerpark ist der größte privat finanzierte Stadtpark in Deutschland. Er schließt sich hinter dem Hauptbahnhof direkt an die Bürgerweide an und geht in den Stadtwald über, mit dem zusammen er 202 Hektar umfasst. Der Bürgerpark wurde in den 1860er Jahren vom Landschaftsgärtner Wilhelm Benque angelegt. Südwestlich an den Bürgerpark schließt der Nelson-Mandela-Park mit dem Antikolonialdenkmal an.
Der Stadtwald ist vom Bürgerpark durch die Bahnstrecke Bremen–Hamburg getrennt. Die Finnbahn wird täglich von bis zu 500 Läufern genutzt.
Der Stadtwaldsee (Unisee), die Uniwildnis und das Universum Bremen schließen nördlich direkt an den Stadtwald an.
Der Rhododendron-Park bietet auf einer Fläche von 46 Hektar eine einzigartige Sammlung an Rhododendren und Azaleen. 500 von den weltweit 1000 verschiedenen Rhododendronwildarten wachsen in diesem Park und dem hier stehenden grünen Science-Center Botanika. Der Park wurde um 2000 durch einen Themenpark erweitert. Der Botanische Garten ist 3,2 Hektar groß und liegt im Rhododendron-Park. Er ist 1937 an diesem Standort neu aufgebaut worden.
Die Oberneulander Parks sind zumeist Grünanlagen im englischen Stil um die Herrenhäuser verschiedener Landgüter. Dazu zählen Höpkens Ruh mit 7 Hektar Fläche und daneben Muhles Park, Heinekens Park mit 2,7 Hektar und Ichons Park – beide nach Plänen von Gottlieb Altmann –, Menke Park und Park Gut Hodenberg nach Plänen von Gartenarchitekt Christian Roselius, Hasses Park nach Plänen von Wilhelm Benque sowie der Park Holdheim.
Der Achterdiekpark in Oberneuland entstand ab 1969. Der Park selbst ist 8 Hektar groß und umfasst sieben Teiche. Der Achterdiekpark e. V. betreut die Anlage. Die anschließenden Grünflächen am Achterdieksee und der Bundesautobahn 27 entstanden beim Bau der Vahr in den 1960er Jahren. Sie sind 31 Hektar groß. Eine Golfanlage befindet sich direkt neben den Grünzonen.
Bremen-Süd
Die Neustadtswallanlagen auf der linken Weserseite sind ab 1805 auf der Befestigungsanlage der Neustadt entstanden. Geblieben ist davon nur eine nicht durchgängige 12 Hektar große Parkanlage vom Hohentorshafen bis zur Piepe. Der markante Centaurenbrunnen steht seit 1958 gegenüber der Oberschule am Leibnizplatz.
Der Park links der Weser, 223 Hektar groß, entstand aufgrund der Initiative des gleichnamigen Vereins zwischen Huchting und Grolland als Landschaftspark ab 1975. Der Flusslauf der Ochtum, die wegen des Flughafens verlegt wurde, stellt das wichtigste Element dieses Parks dar.
Die Grünanlage am Sodenmattsee ist 1960 in Huchting entstanden, als Sand für den Straßenbau benötigt wurde. Heute ist der Park 19 Hektar groß.
Der Weseruferpark Rablinghausen – eine 22 Hektar große maritime Meile – liegt direkt an der linken Weserseite und erstreckt sich von Rablinghausen bis zum Lankenauer Höft.
Bremen-West
Der Waller Park von 1928 stellt in Verbindung mit dem Waller Friedhof von 1875 den größten zusammenhängenden Park im Bremer Westen dar.
Das Blockland ist nicht nur ein Ortsteil, sondern ein 30 Quadratkilometer großes Landschaftsgebiet der Wümmeniederung mit Naturschutzgebieten an der linken Seite der Wümme, mit dem Wümme-Radweg und vielen Ausflugslokalen.
Der Grünzug West verbindet seit 1953 die Stadtteile Gröpelingen und Walle.

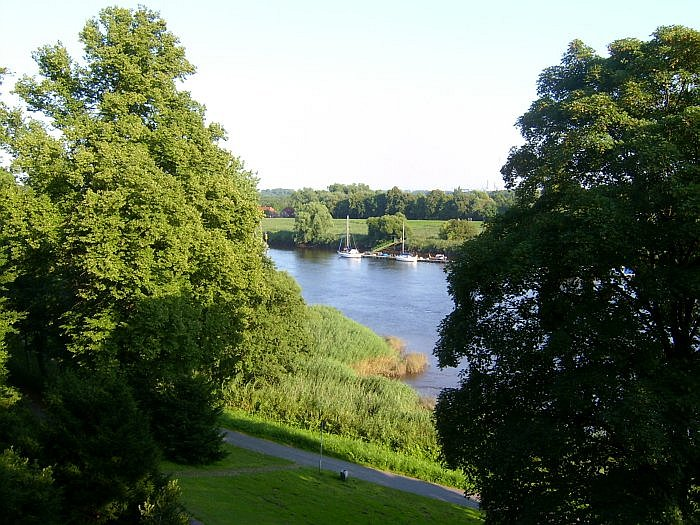
Knoops Park mit der Lesum

Bremen-Nord
Knoops Park in St. Magnus am Rande der Bremer Schweiz aus dem 19. Jahrhundert, stammt von Wilhelm Benque. Der 60 Hektar große Park ist eine Mischung aus englischem Park und italienischem Renaissance-Garten.
Wätjens Park in Blumenthal ist 35 Hektar groß. Er entstand ab 1850 als Park um Wätjens Schloss für den Reeder Wätjen nach Plänen von Isaak Altmann. Der Park verkam und wird seit 1999 saniert.
Der Naturpark um Schloss Schönebeck in Vegesack mit malerischen Wegen im Tal der Schönebecker Aue umfasst 30 Hektar. Mittendrin befindet sich die bremische Ökologiestation.
Der Stadtgarten Vegesack mit der Weserpromenade wird auch als Garten am Fluss bezeichnet. Nur 2 Hektar groß, hat er eine fast 1 Kilometer lange maritime Promenade mit auch exotischen Gehölzen, die von der Strandlust Vegesack bis zum ehemaligen Werftgelände des Bremer Vulkan führt.

### Friedhöfe

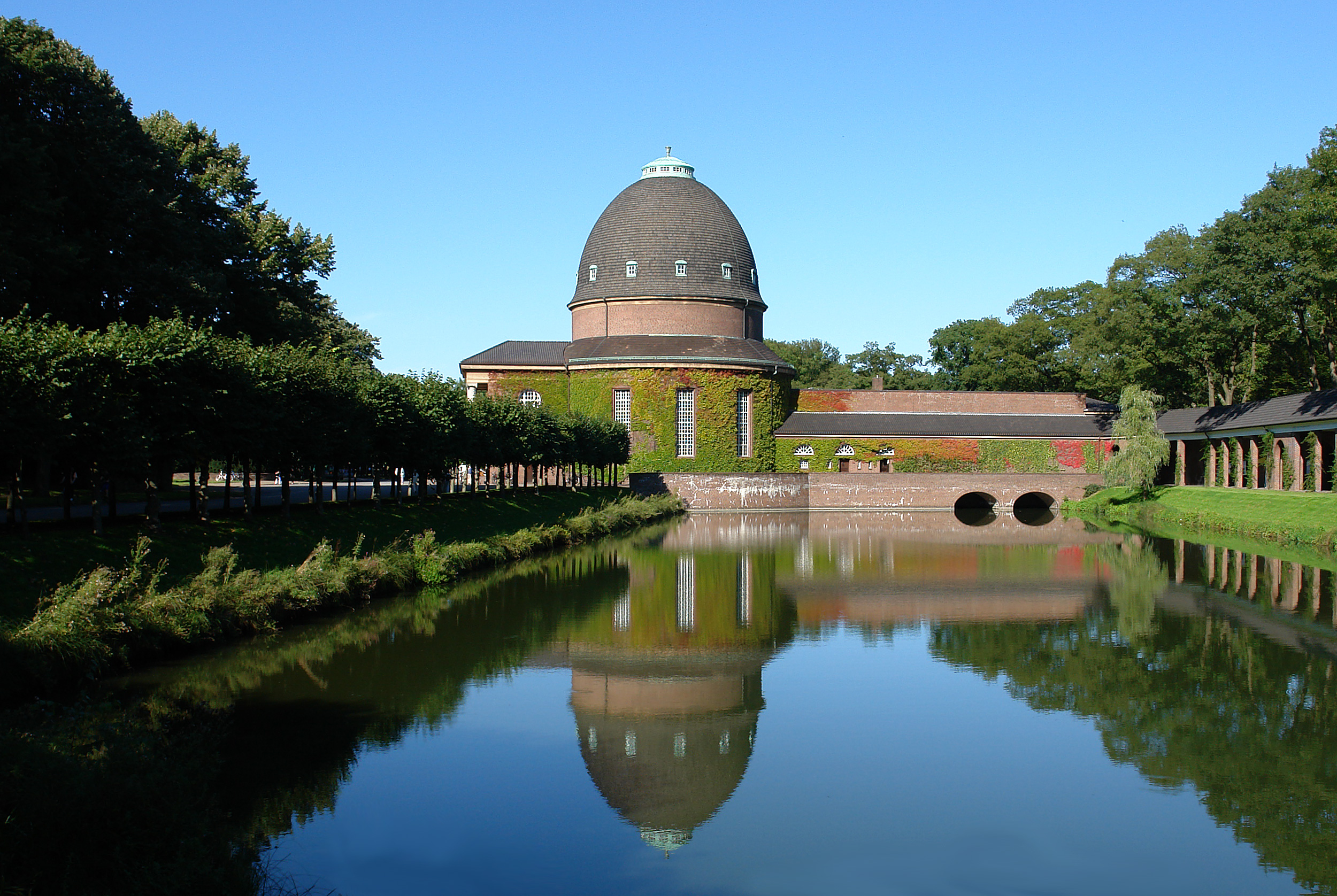
Kapelle auf dem Osterholzer Friedhof

Es gibt in Bremen 13 städtische Friedhöfe; chronologisch geordnet:
- Friedhof Buntentor (um 1820)
- Riensberger Friedhof (1875) in Schwachhausen und der
- Waller Friedhof (1875), beide Ersatz für die beiden stadtnahen Friedhöfe am Doventor und am Herdentor
- Friedhof Woltmershausen (1890)
- Friedhof Hastedt in Hemelingen (1900)
- Friedhof Gröpelingen (1902)
- Friedhof Hemelingen (1904)
- Osterholzer Friedhof (1916/20) mit über 100.000 Verstorbenen und mit 79,5 ha Bremens größter Friedhof
- Friedhof Aumund, in Neu-Aumund, Vegesack (1928)
- Friedhof Mahndorf (1930)
- Friedhof Huchting (1934)
- Friedhof Huckelriede (1956) mit dem gemeinsamen Krematorium
- Waldfriedhof Blumenthal (1966), mit Tierfriedhof (2000)

### Regelmäßige Veranstaltungen

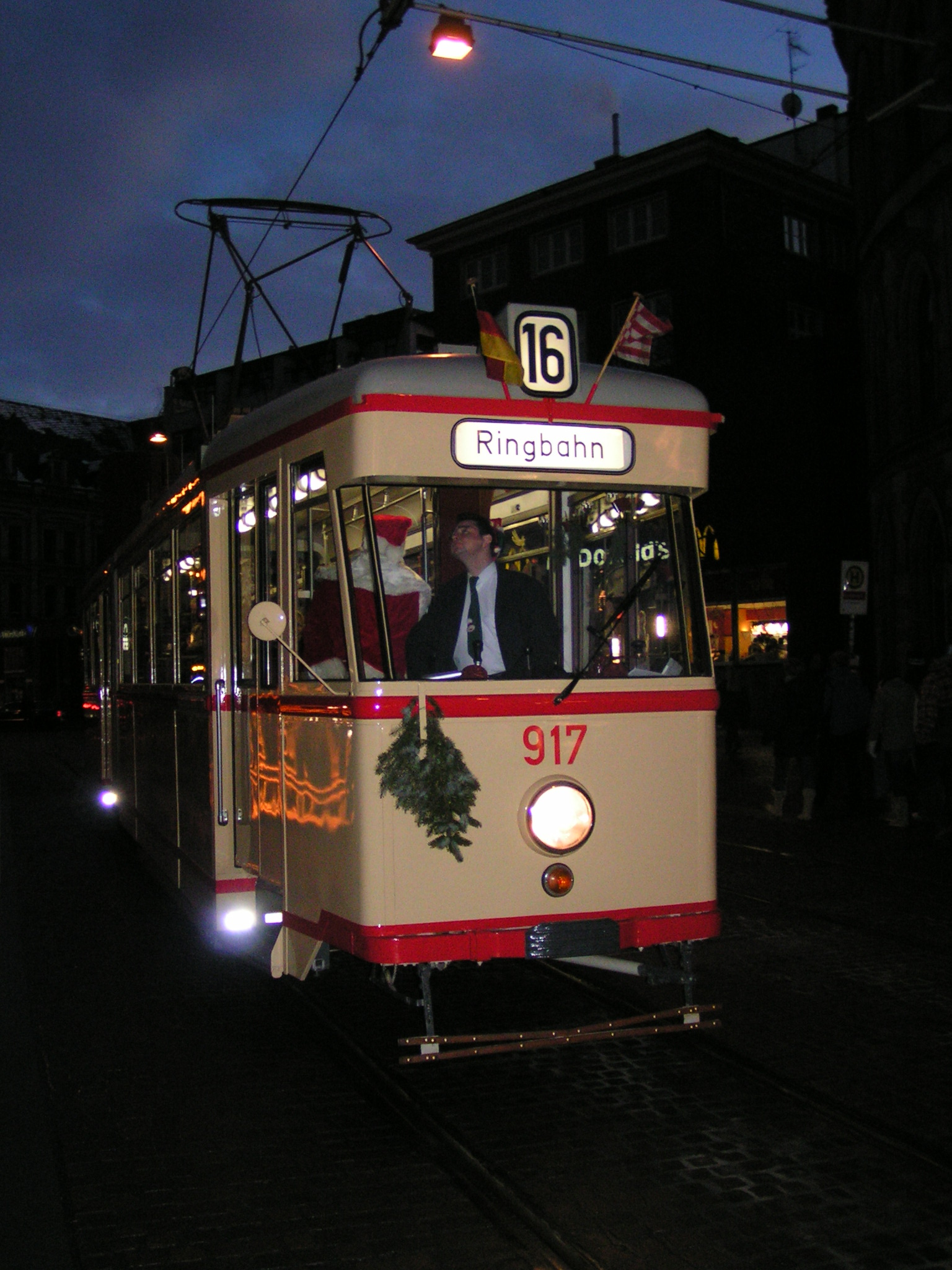
Museumsstraßenbahnlinie 16

Im Laufe jeden Jahres wechseln sich auf den Plätzen in der Stadtmitte die Losbuden der Bürgerpark-Tombola und Fahrgeschäfte der Osterwiese, des Freimarktes und des Weihnachtsmarktes ab. Beim Freimarkt – der sogenannten Fünften Jahreszeit – handelt es sich um eines der ältesten Volksfeste Deutschlands, das erstmals im Jahr 1035 abgehalten wurde. Er findet alljährlich im Herbst auf der Bürgerweide, unmittelbar hinter dem Hauptbahnhof statt. Die Verantwortlichen nehmen für sich in Anspruch, die größte Veranstaltung dieser Art in Norddeutschland zu organisieren. Der „Kleine Freimarkt“ findet vor dem Rathaus zeitgleich mit dem „großen“ Freimarkt statt. Im Rahmen des zweiwöchigen Freimarktes wird seit 1967 auch ein Umzug durch die Stadt veranstaltet.
Je einmal im Monat verkehren die Museumsstraßenbahn-Linien 15 und 16. Zu den Attraktionen gehören auch die regelmäßigen Führungen durch die Altstadt sowie die Stadtrundfahrten mit der Bimmelbahn Stadtmusikanten-Express. Die meisten Stadtführungen und -rundfahrten werden von der Bremer Tourismus-Zentrale organisiert, zu verschiedenen Themen und in mehreren Sprachen angeboten. Einige Veranstalter bieten auch sogenannte „Nachtwächter-Rundgänge“ an, die meist durch einige mittelalterlich anmutende Straßen führen.

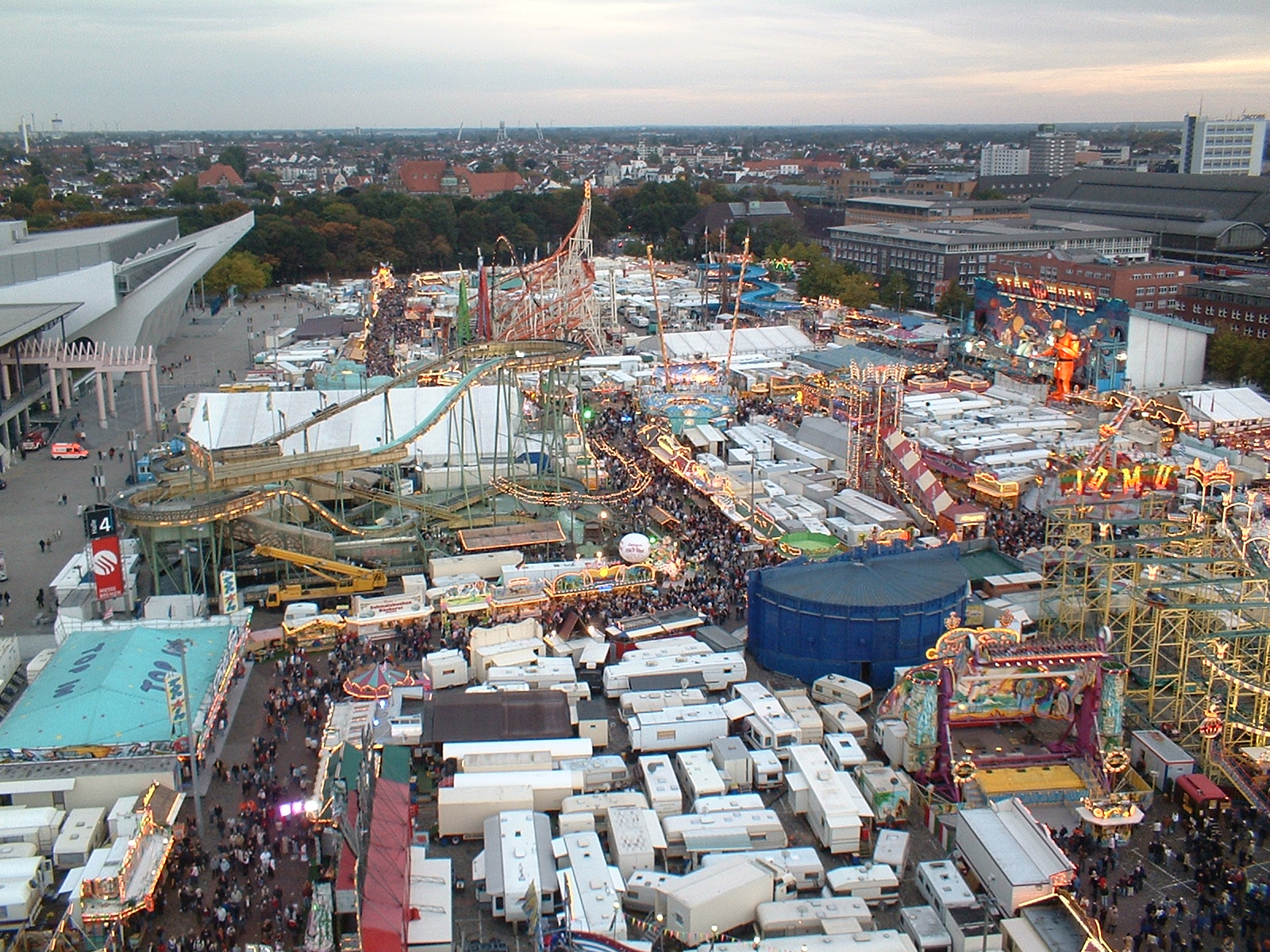
Freimarkt auf der Bürgerweide
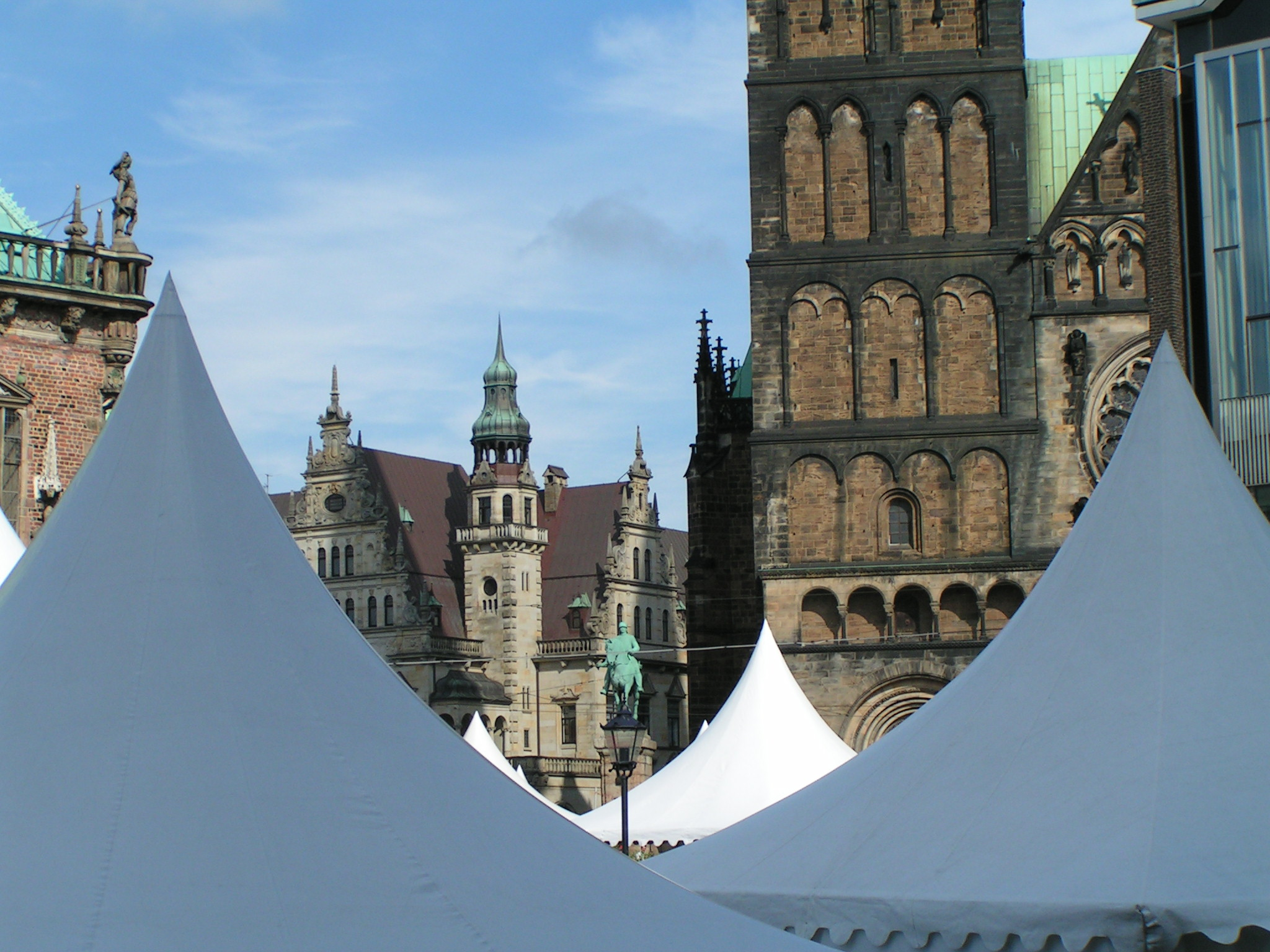
Sommerfestival „Bremen swingt“
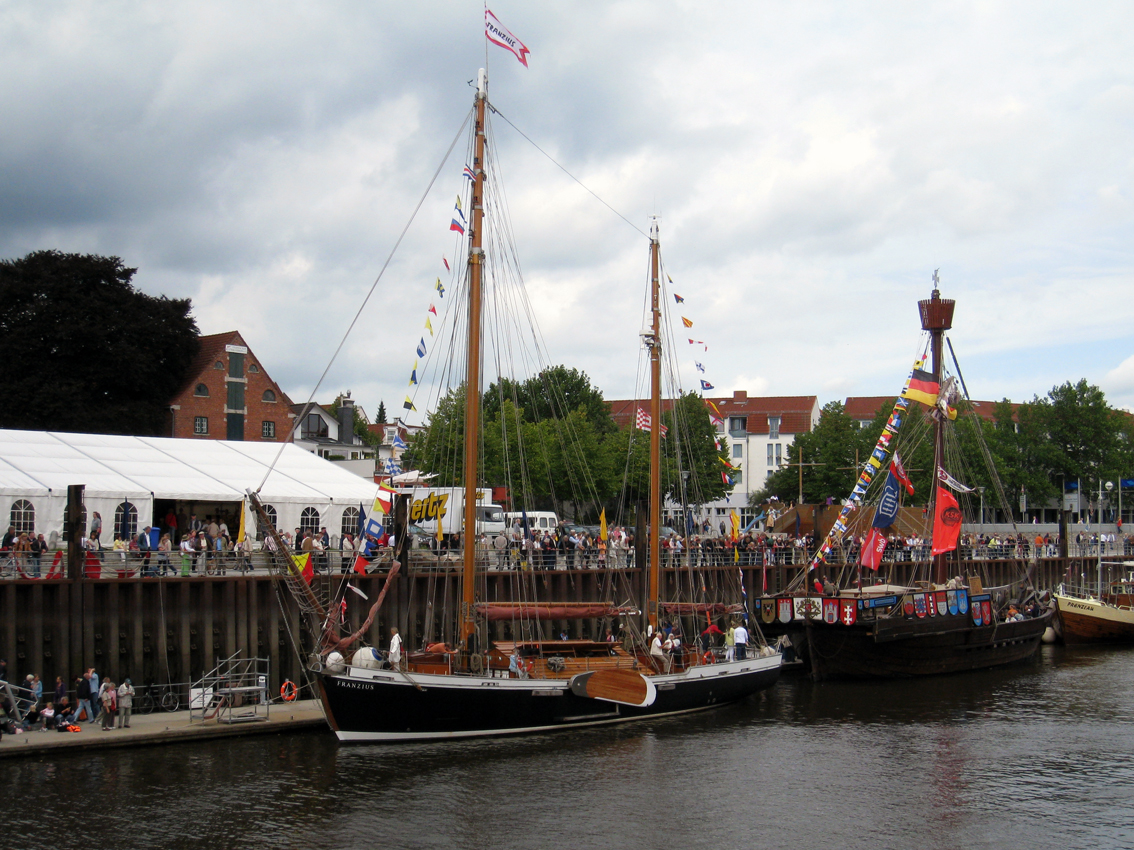
Vegesacker Hafenfest 2008
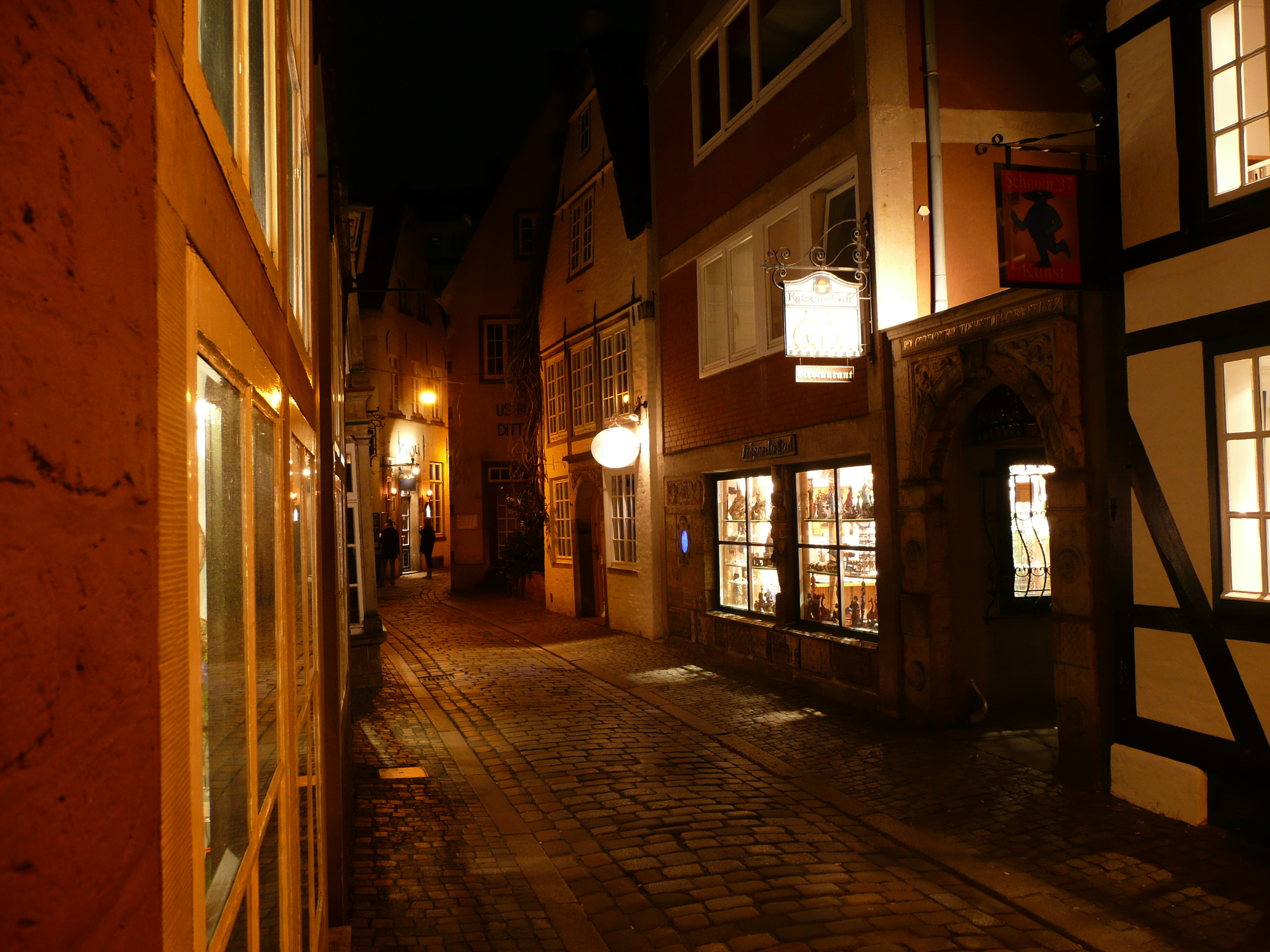
Mittelalterlich anmutende Straße in der Nacht
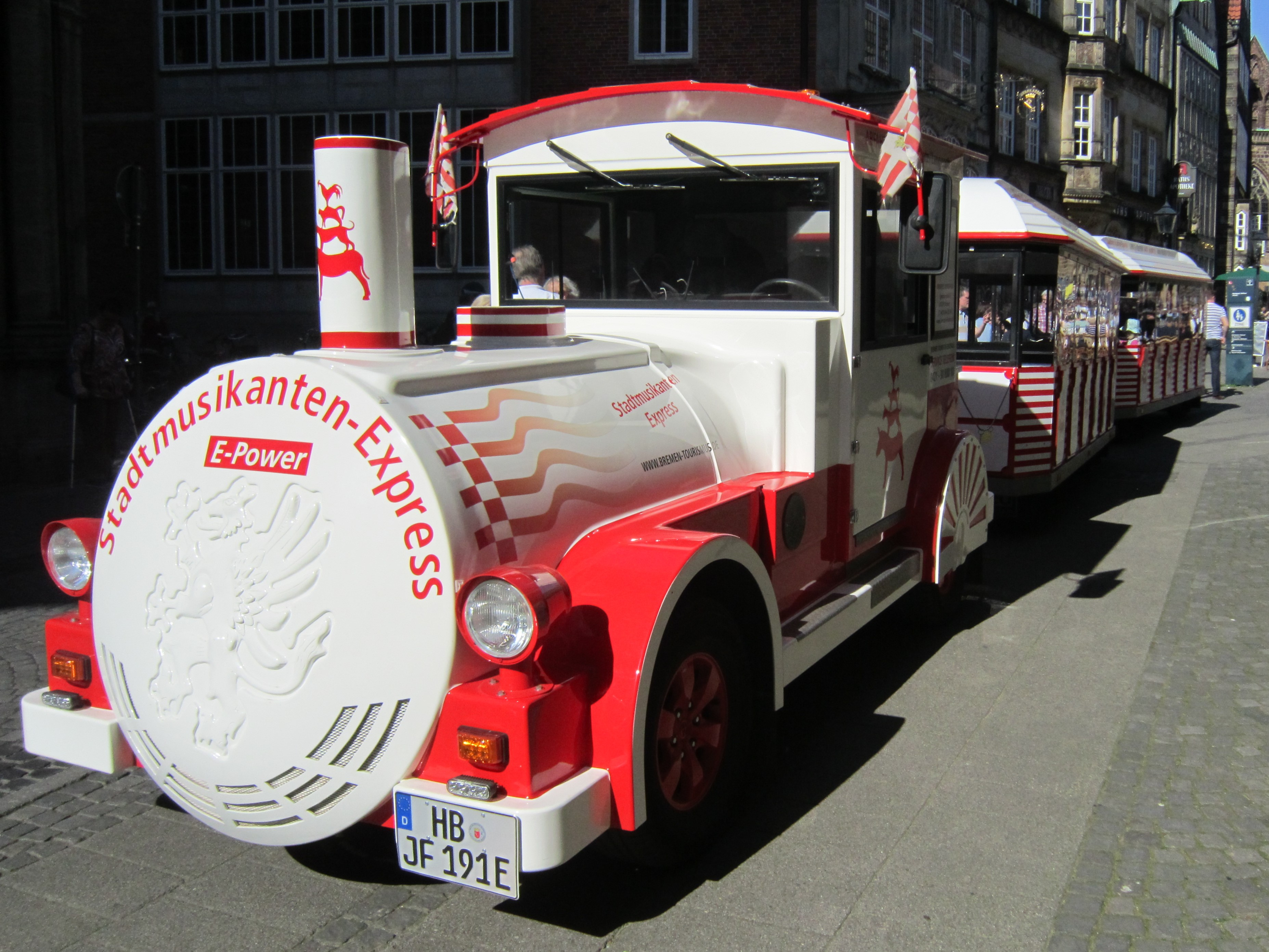
Bimmelbahn Stadtmusikanten-Express auf dem Marktplatz

Bedeutend sind die Bremer Eiswette am Dreikönigstag und das Bremer Schaffermahl im Februar. Aus der Vielzahl der kulturellen Veranstaltungen ragen der Bremer Karneval im Februar, das Freiluftfestival Breminale am Osterdeich, das Internationale Literaturfestival sowie das Musikfest Bremen im September heraus. Eine viele Besucher anlockende Veranstaltung mit sportlichem Hintergrund ist das stets im Januar stattfindende Bremer Sechstagerennen. September 2009 fand erstmals die Maritime Woche an der Weser statt.
In Bremen-Nord finden regelmäßig Volksfeste und kulturelle Veranstaltungen rund um den Vegesacker Hafen statt. So das Vegesacker Hafenfest, das Festival Maritim, das Rock den Deich Festival und der zweimal jährlich stattfindende Loggermarkt. Eines der ältesten Volksfeste in Bremen-Nord ist der Vegesacker Markt.

### Kulturpreise
(zeitlich geordnet)
- Der Bremer Senat verleiht die Senatsmedaille für Kunst und Wissenschaft, erstmals von 1938 bis 1945, erneut seit 1952.
- Der Literaturpreis der Stadt Bremen wurde von 1954 bis 1960 vom Senat und seit 1962 durch die vom Senat erfolgte Gründung der Rudolf-Alexander-Schröder-Stiftung vergeben. Zusätzlich wird seit 1977 ein Förderpreis verliehen.
- Der Bremer Kunstpreis wird seit 1955 an Künstler im deutschsprachigen Raum verliehen. Er hieß bis 1983 Kunstpreis der Böttcherstraße. Der Stifterkreis ist seit 1983 ein Zusammenschluss von Mitgliedern des Kunstvereins Bremen.
- Der Kultur- und Friedenspreis der Villa Ichon wird seit 1983 von dem Verein der Freunde und Förderer der Villa Ichon jährlich verliehen für Werk oder Wirken als Bekenntnis zum Frieden und von hohem kulturellen Rang.
- Der Hannah-Arendt-Preis wird seit 1995 von der Heinrich-Böll-Stiftung und dem Bremer Senat vergeben für Personen, die zu öffentlichem politischen Denken und Handeln beitragen.
- Der Kurt-Hübner-Preis wird seit 1996 vom Verein Bremer Theaterfreunde verliehen an Ensemblemitglieder des Theater Bremens für besondere künstlerische Leistungen.
- Der Bremer Musikfest-Preis wird seit 1998 für herausragende Musikkünstler vergeben. Zusätzlich wird zusammen mit dem Deutschlandfunk der Förderpreis Deutschlandfunk für begabte Nachwuchskünstler verliehen.
- Der Bremer Filmpreis wird seit 1999 für langjährige Verdienste um den europäischen Film von der Kunst- und Kultur-Stiftung der Sparkasse Bremen vergeben.
- Der Heinrich-Schmidt-Barrien-Preis wurde seit 2000 vom Bremer Kulturverein Freizeit 2000 und seit 2007 vom Freundeskreis „Dat Huus op’n Bulten“ an Personen und Institutionen verliehen, die sich besonders um den Erhalt der niederdeutschen Sprache verdient gemacht haben.
- Der Radio-Bremen-Krimipreis wird seit 2001 für Autoren qualitativ herausragender Werke der Kriminalliteratur von Radio Bremen auf dem Krimifestival verliehen.
- In der Mall of Fame, als inoffizieller Name einer Fußgängerzone in Bremen, werden seit 2003 die Handabdrücke verschiedener Prominenter eingelassen.
- Der private Feature-Preis des Bremer Hörkinos für Autoren besteht seit 2007.
- Der Bremer Stadtmusikantenpreis wird seit 2009 verliehen. Der undotierte Preis wird in den vier Kategorien Bürgerschaftliches Engagement (Senat), Medien (Radio Bremen und Weser-Kurier), Kultur (Internationalen Kulturform) und Tourismus/Stadtmarketing (Verkehrsverein Bremen) vergeben.

### Bremensien
Als Bremensien werden Begebenheiten und Bräuche in Bremen bezeichnet wie der Bremer Freimarkt (seit 1035), die Schaffermahlzeit (seit 1545), die Bremer Eiswette (seit 1829), das Kohl- und Pinkelessen, das Domtreppenfegen (seit etwa 1890), die Große Mahlzeit der Januargesellschaft (seit dem 15. Jh.) oder das Bremer Tabak-Collegium (seit Anfang der 1950er Jahre).
Weitere besondere, neuere Bremer Begebenheiten sind:
Das Mahl der Arbeit (seit 1954), der Bremer Kunstpreis (seit 1985), der Bremer Karneval (seit 1986), die Breminale (seit 1987), der Bremer Solidaritätspreis (seit 1988), der Bremer Musikfest-Preis (seit 1998), der Bremer Filmpreis (seit 1999) und der Bremen-Marathon (seit 2005).

### Nachtleben
Es gibt zahlreiche Diskotheken, Clubs, Bars, Lounges u. a. in der Bahnhofsvorstadt mit der Diskomeile. An dieser gilt nach Vorkommnissen seit 2009 ein abendliches Waffenverbot. Zu den traditionsreichen Diskotheken gehör(t)en das StuBu und die Lila Eule.
An der Schlachte am Weserufer befinden sich zahlreiche Biergärten. Das sogenannte Viertel, Gebiet der Ortsteile Steintor und Ostertor hat eine hohe Kneipendichte.

## Kirchen, Religionen

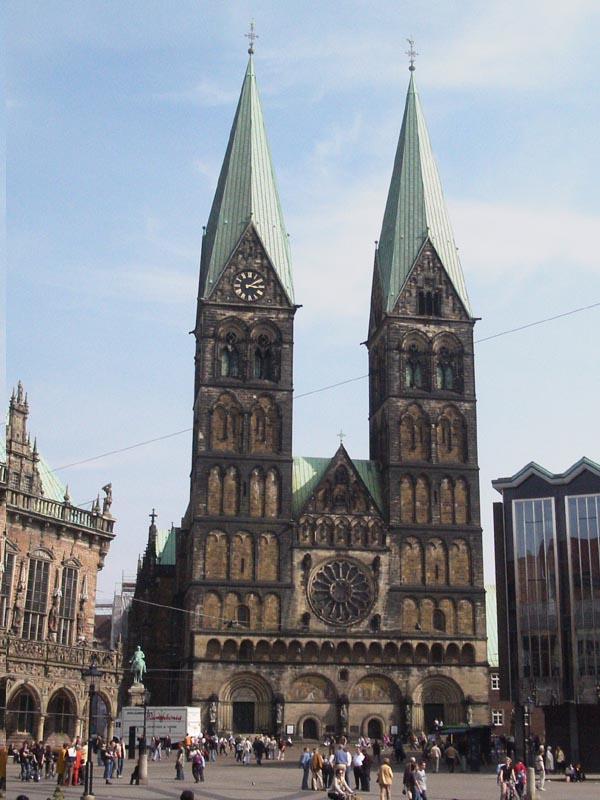
Bremer Dom St. Petri

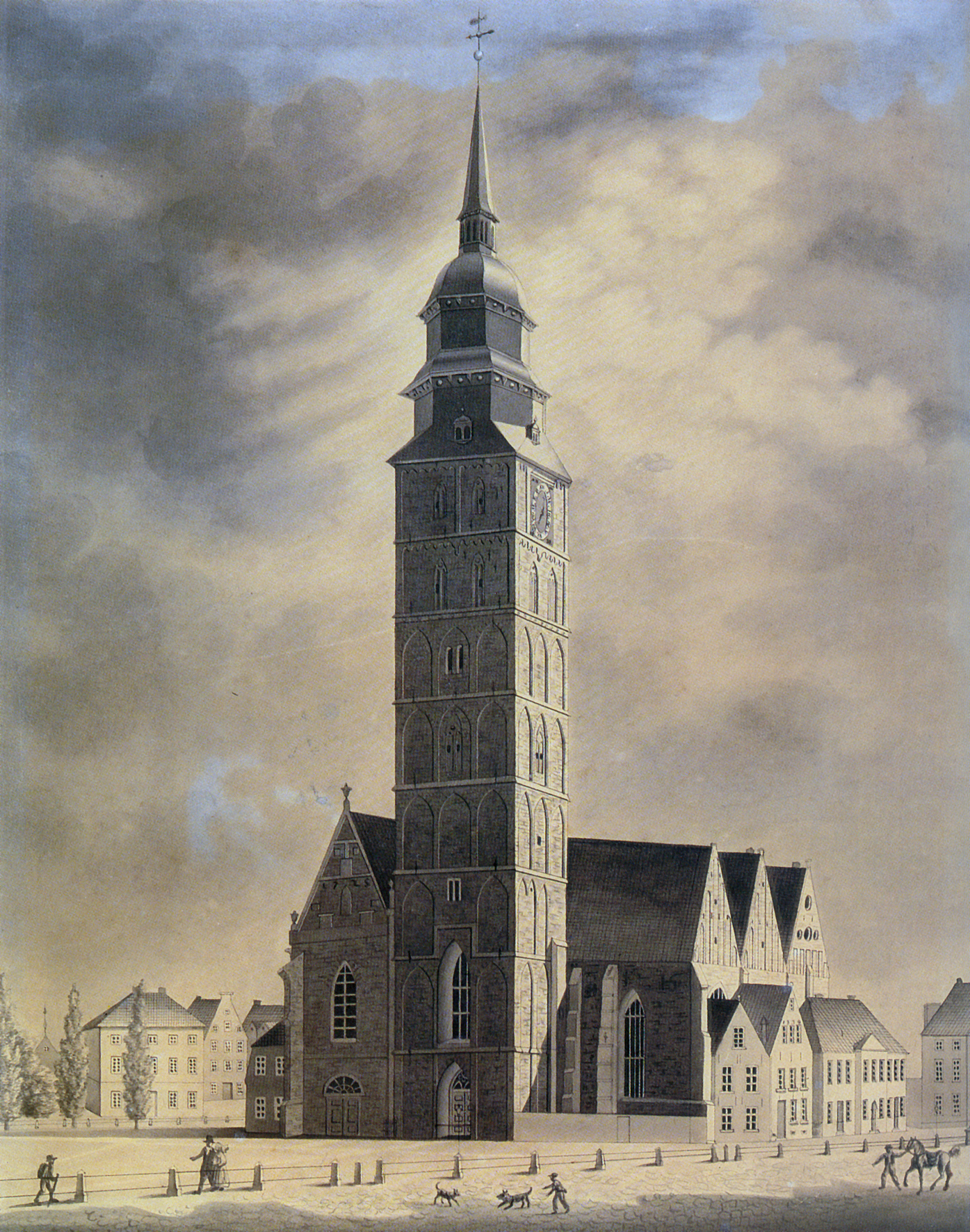
St. Ansgarii, Ausgangsort der Reformation in Bremen (1944 zerstörte Altstadtkirche, Zeichnung 1839)

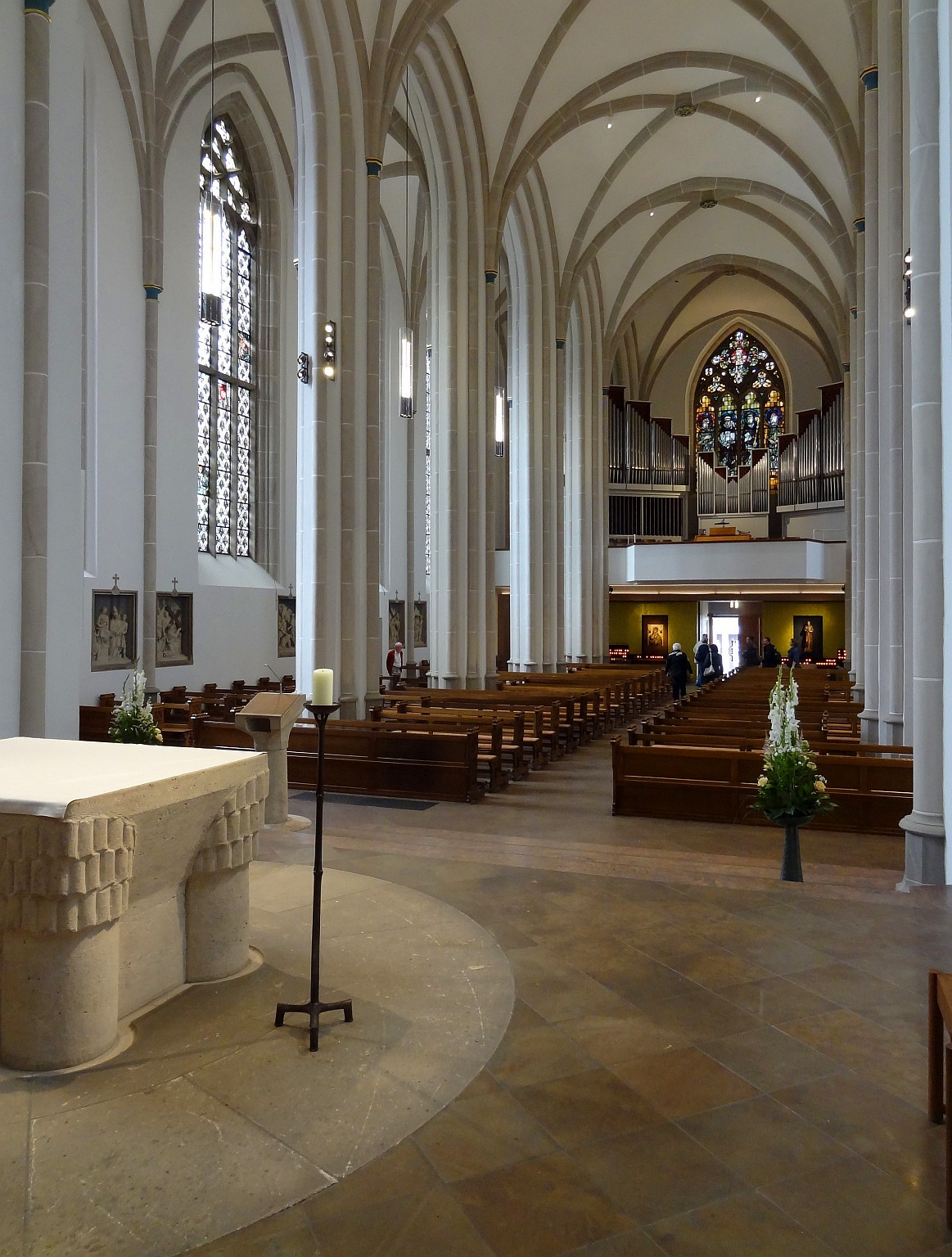
Propsteikirche St. Johann

### Konfessionsstatistik
2018 gehörten im Bundesland Bremen 32,7 % der Bürger der evangelischen Kirche (Bremische Evangelische Kirche oder Evangelisch-lutherische Landeskirche Hannovers), 10,1 % der römisch-katholischen Kirche an (Ende 2021 waren 9,3 % der Gesamtbevölkerung Mitglied der römisch-katholischen Kirche) und 57,2 % waren „Andere“. Am Stichtag 31. Dezember 2023 waren nach Recherchen der Forschungsgruppe Weltanschauungen in Deutschland 26,0 % der Einwohner evangelisch, 8,3 % römisch-katholisch und 65,7 % waren konfessionsfrei oder gehörten einer sonstigen Religionsgemeinschaft an.
Nach den Ergebnissen des Zensus am 9. Mai 2011 gehörten in der Stadt Bremen 212.281 Einwohner (39,1 %) zur (öffentlich-rechtlichen) evangelischen Kirche und 59.323 (10,9 %) zur römisch-katholischen Kirche. 271.106 Einwohner (50,0 %) wurden unter „Sonstige, keine, ohne Angabe“ genannt.
Nach einer Berechnung aus den Zensuszahlen für die Personen mit Migrationshintergrund lag der Bevölkerungsanteil der Muslime in Bremen 2011 bei 8,4 % (rund 45.800 Personen). In vielen deutschen Großstädten ist der Islam zur zweitstärksten Religionsgemeinschaft geworden. Nach Aussagen der Senatskanzlei sollen etwa 50.000 Muslime in der Stadt Bremen leben; die islamischen Dachverbände sprechen von 60.000. Damit gibt es in Bremen mehr Muslime als Katholiken.

### Christentum

#### Evangelische Landeskirche
Die einzelnen Gemeinden in der Stadt Bremen haben deutliche Unterschiede in Tradition und religiösem Leben. Dem trägt die Bremische Evangelische Kirche (BEK) Rechnung, indem sie ihren Gemeinden ein großes Maß an Autonomie gewährt, ihrer Verfassung den Grundsatz der „Glaubens-, Gewissens- und Lehrfreiheit“ vorangestellt hat (siehe die Präambel der Verfassung der BEK).
Die BEK ist ein freiwilliger Zusammenschluss der meisten bremischen Einzelgemeinden und fungiert als „Dach“ dieser Gemeinden. Neben den meisten stadtbremischen Gemeinden gehört auch die Vereinigte Protestantische Gemeinde Bremerhaven als Einzige von mehreren Gemeinden in Bremerhaven der BEK an. Sie ist eine Körperschaft des öffentlichen Rechts, mit einem „Präsidenten“ bzw. einer „Präsidentin des Kirchenausschusses“ (ein Nicht-Theologe bzw. eine Nicht-Theologin) in Leitungsfunktion und einem „Schriftführer des Kirchenausschusses“ (ein Theologe) als geistliches Oberhaupt. Darin unterscheidet sich die BEK zu den meisten anderen Landeskirchen, deren Leitung durch einen Bischof ausgeübt wird. Dem Kirchenausschuss obliegen zentrale verwaltungs- und dienstrechtliche Aufgaben. Dieser Ausschuss wird vom Kirchentag, der parlamentarischen Vertretung aller Mitgliedsgemeinden (Synode), für jeweils sechs Jahre gewählt. 
2016 wurde Bremen der Ehrentitel „Reformationsstadt Europas“ durch die Gemeinschaft Evangelischer Kirchen in Europa verliehen. (Siehe auch den Abschnitt Kirchen, Religionen sowie den Artikel Bremer Kirchengeschichte.)

#### Römisch-katholische Kirche
Nach den Umbrüchen der Reformation entstand ab 1648 in Bremen auch wieder eine römisch-katholische Gemeinde, die 1931 Sitz eines Dekanats wurde. Das Dekanat Bremen (Südlich der Lesum) gehört zum Bistum Osnabrück, das Dekanat Bremen-Nord gehört zum Bistum Hildesheim.
Das katholische Stadtdekanat Bremen besteht aus fünf Pfarreienverbänden: Stadtmitte (St. Johann), Häfen/Walle (St. Marien), Huchting/Woltmershausen (St. Franziskus), Schwachhausen/Horn/Oberneuland (St. Katharina) und Arsten/Habenhausen (St. Raphael).
Als „Dach“ aller katholischen, übergemeindlichen Einrichtungen fungiert der Katholische Gemeindeverband Bremen. Er unterhält aus Spenden mehrere katholische Schulen und Kindertagesstätten. Ein katholisches Krankenhaus besteht mit dem St.-Joseph-Stift.

#### Freikirchen

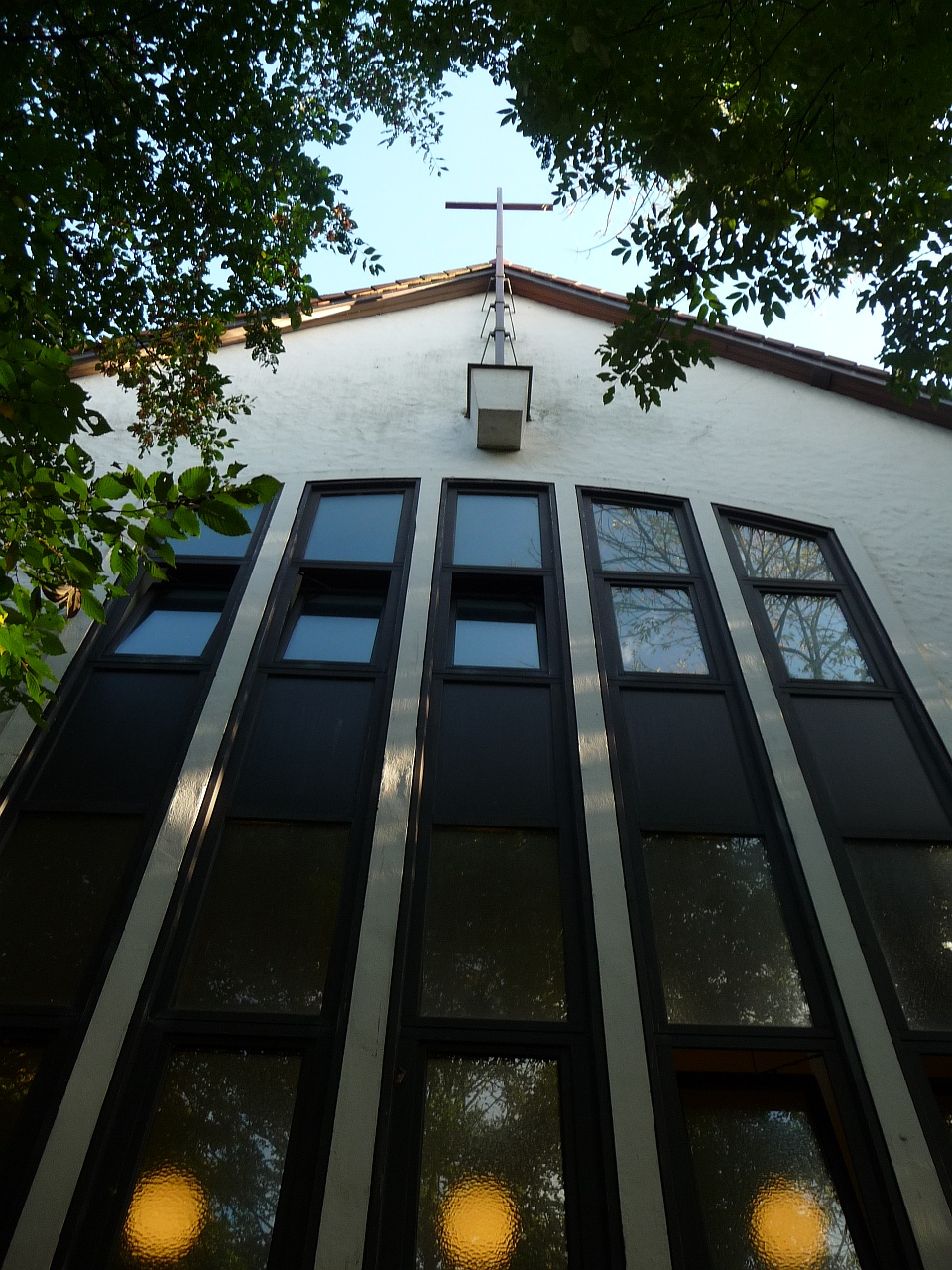
Giebelfront der baptistischen Kreuzkirche

Bereits in den 1660er Jahren gab es Bemühungen, den von der Gegenreformation aus Polen-Litauen vertriebenen radikal-reformatorischen und antitrinitarischen Unitariern (Polnische Brüder) in Bremen Asyl zu geben. Maßgeblicher Initiator hierfür war der polnische Theologe Stanisław Lubieniecki. Wie bereits zuvor in Glückstadt misslang eine Ansiedlung und Gemeindebildung jedoch.
1845 kam es zur Gründung der ersten Bremer Baptisten als Baptistengemeinde. Heute gibt es auf dem Gebiet in Bremen sechs Evangelisch-Freikirchliche Gemeinden, darunter auch eine englischsprachige internationale Baptistengemeinde. Eine Brüdergemeinde ist in der Wilhelm-Busch-Siedlung in der Vahr angesiedelt.
Ab 1849 entstand in Bremen eine bischöfliche Methodistenkirche, die von hier aus eine Missionstätigkeit in Deutschland ausübte (heute: Frankfurt am Main).
Rückwanderer aus Amerika sammelten sich ab 1896 zu einer lutherischen Gemeinde, eine der Wurzeln der heutigen evangelisch-lutherischen Bethlehemsgemeinde, die zum Kirchenbezirk Niedersachsen-West in der Selbständigen Evangelisch-Lutherischen Kirche gehört.
In den 1950er Jahren trennte sich die Bremer Elim-Gemeinde vom Bund Evangelisch-Freikirchlicher Gemeinden und schloss sich der Pfingstbewegung an. Die Gemeinde, die heute über drei Gemeindezentren im Bremer Stadtgebiet verfügt, ist Trägerin des Sozialwerks Grambke. Neben verschiedenen Sozialeinrichtungen betreibt dieses Sozialwerk auch eine Schule.
Es gibt eine Reihe weiterer freikirchlicher Gemeinschaften, unter anderem eine Mennonitengemeinde, Siebenten-Tags-Adventisten, eine Gemeinde Gottes, eine Freie evangelische Gemeinde und eine Gemeinde im Mülheimer Verband.
Viele landeskirchliche und freikirchliche Gemeinden arbeiten in Bremen auf der Ebene der Evangelischen Allianz zusammen und betreiben verschiedene diakonische Einrichtungen, zum Beispiel das Mutter-Kind-Haus Bremen-Findorff und das Seelsorgezentrum an der Martini-Kirche.

#### Weitere christliche Religionsgemeinschaften
Auch die Altkatholiken (Hl. Messen in der röm.-kath. Kirche am Krankenhaus St. Joseph-Stift), die Apostolische Gemeinschaft, die Christengemeinschaft (Michael-Kirche am Rembertiring), die Kirche Jesu Christi der Heiligen der Letzten Tage, die Neuapostolische Kirche, die Russisch-Orthodoxe Kirche (Gottesdienste in der kath. St.-Bonifatius-Kirche in Findorff) sowie Jehovas Zeugen sind mit Gemeinden im Stadtgebiet vertreten.

### Judentum
Die jüdische Gemeinde hat eine Synagoge und ein Gemeindezentrum in der Schwachhauser Heerstraße. Die alte Synagoge stand bis zu ihrer Zerstörung während der Novemberpogrome 1938 in der Dechanatstraße hinter dem Postamt. Der Friedhof der israelitischen Gemeinde in Bremen liegt in der Deichbruchstraße im Ortsteil Hastedt. In Schwachhausen an der Beckfeldstraße liegt der 2008 gegründete Neue Jüdische Friedhof. Dieser Friedhof erhielt 2012 eine eigene Trauerhalle.

### Islam
Die Muslime sind in mehreren Gemeinden organisiert. Ihre größte Moschee ist die Fatih-Moschee in Gröpelingen. Mit geschätzt 360 Salafisten gilt der Anteil von Islamisten unter den Muslimen in Bremen 2015 als relativ hoch.

### Bahai
Seit 1965 gibt es in Bremen eine Bahá'i-Gemeinde, die sich seit 2000 in ihrem Gemeindezentrum Am Wandrahm trifft.

### Buddhismus und Hinduismus
In Bremen leben Angehörige süd- und ostasiatischer Religionsgemeinschaften in weniger festgefügten Organisationsformen, zum Beispiel Buddhisten und Hindus. Ihre Zahl wurde 2011 mit 3,2 % der Bevölkerung angegeben. Die indische Gemeinde gründete 2011 den hinduistischen Sri Varasiththivinayakar Tempel in der Föhrenstraße. Die thailändische Gemeinde gründete 2012 den buddhistischen Tempel Wat Buddha Metta Parami in der Heidbergstraße. Am 29. Juni 2023 wurde der Sri Varasiththivinayakar Tempel auf dem Gelände des Ellener Hofs in Osterholz offiziell eingeweiht; er ist aktuell der größte Hindu-Tempel Norddeutschlands.

### Konfessionslose
Nach dem Zensus vom 9. Mai 2011 gehören 38,9 % der Bevölkerung im Land Bremen keiner öffentlich-rechtlichen Religionsgesellschaft an.
Der Humanistische Verband Bremen e. V. im Humanistischen Verband Deutschlands (HVD) ist eine Weltanschauungsgemeinschaft nichtreligiöser Menschen.

## Wirtschaft und Verkehr

### Wirtschaft

#### Allgemeine Entwicklungen

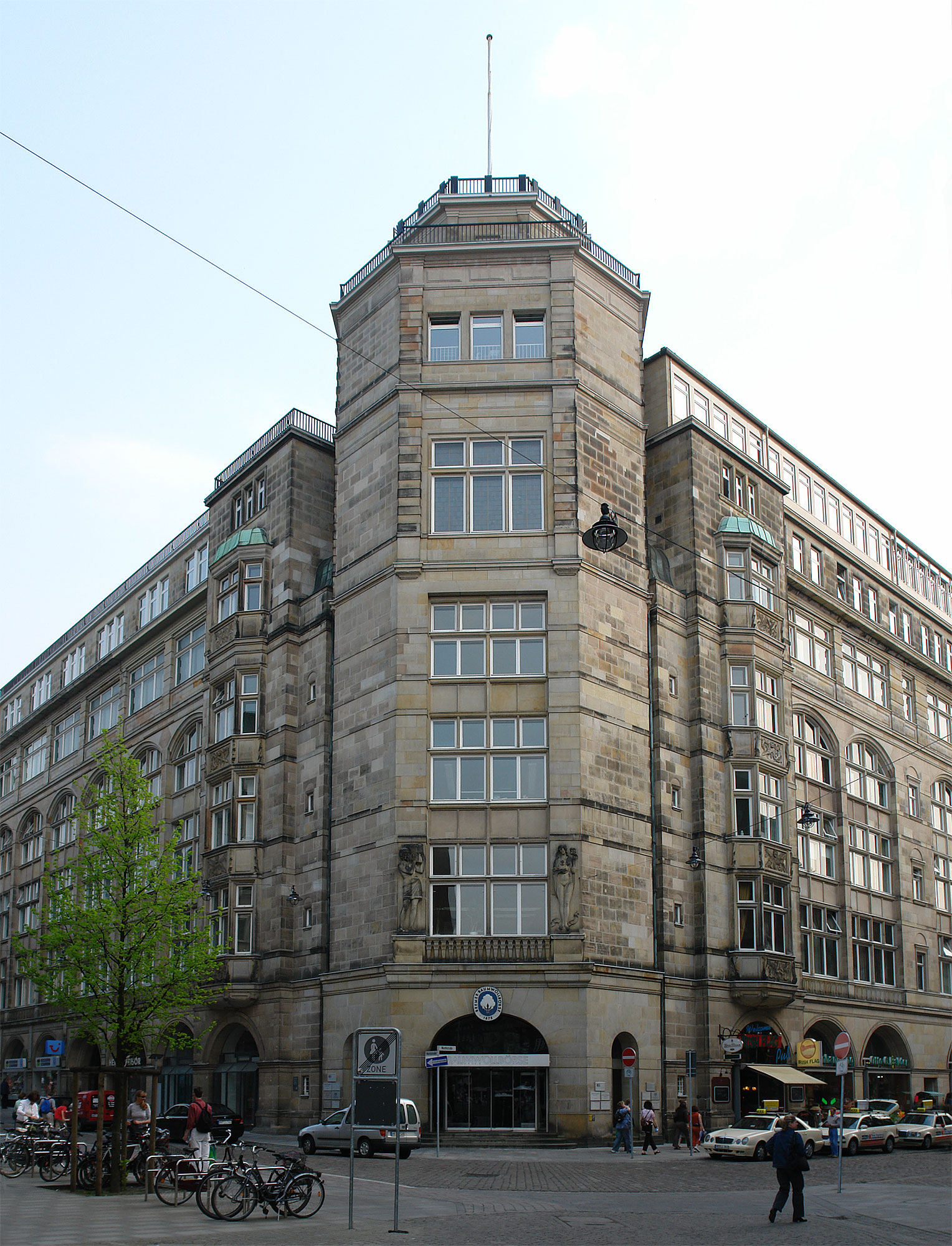
Bremer Baumwollbörse

Besondere Bedeutung hat für Bremen von jeher der Außenhandel. Auch wenn der Schwerpunkt des Warenumschlags in der Hafengruppe Bremen/Bremerhaven inzwischen in Bremerhaven liegt, hat Bremen daran durch das stadtbremische Überseehafengebiet Bremerhaven noch Anteil. Die Palette der verschiedenen Handelsgüter, die hier im- und exportiert werden, erstreckt sich von Fisch-, Fleisch- und Molkereiprodukten über traditionelle Rohstoffe wie die an der Bremer Baumwollbörse gehandelte Baumwolle, Tee, Reis und Tabak bis hin zu Wein und Zitrusfrüchten. Während der Hafenumschlag von der halbstaatlichen BLG Logistics Group vorgenommen wird, sind in den Kontoren Großhändler wie C. Melchers, Otto Stadtlander GmbH und Atlanta zu finden.
Bremen ist ein wichtiger Standort der Automobil-, Schiffbau-, Stahl-, Elektronik- und Nahrungsmittelindustrie. Das Unternehmen Mercedes-Benz Group ist der größte private Arbeitgeber der Stadt und fertigt in seinem Mercedes-Benz-Werk im Stadtteil Sebaldsbrück, das bis 1963 der Borgward GmbH gehörte, unter anderem die Automodelle der C-Klasse, das T-Modell und den Roadster SL. Darüber hinaus haben sich zahlreiche Zulieferunternehmen in unmittelbarer Nähe angesiedelt. Das größte von ihnen ist die Hella Fahrzeugkomponenten GmbH aus der Hella-Gruppe. Außerdem befindet sich in Sebaldsbrück ein großes Bahnwerk der Deutschen Bahn.
Schiffbau- und Stahlindustrie haben in den vergangenen Jahrzehnten einen Strukturwandel durchgemacht. Viele Unternehmen, darunter die beiden großen Werften AG Weser und Bremer Vulkan, haben ihn nicht überlebt; die Stahlwerke Bremen wurden von Arcelor (seit 2006: ArcelorMittal) übernommen. Die Luft- und Raumfahrtindustrie hingegen hat sich mit gewandelt und prägt heute Bremen als Dienstleistungs- und Spitzentechnologiestandort. So entwickelte sich an der Universität in den letzten Jahren einer der größten deutschen Technologieparks, der Technologiepark Bremen, in dem aktuell rund 7500 überwiegend hochqualifizierte Menschen Beschäftigung finden.
Bremen ist international bekannt als bedeutender Luftfahrt- und Weltraumtechnologiestandort. Die Endmontage der Flügel der Airbusflugzeuge findet in Bremen statt, bei Airbus Defence and Space und Unternehmen der OHB-Technologiegruppe entstehen Module und Bauteile für weltraumtaugliche Laboratorien, Trägerraketen und Satellitensysteme. Rheinmetall und Atlas Elektronik entwickeln in Bremen Elektronik für militärische und zivile Anwendungen.
Ein Hyperschall-Raumflugzeug wird vom Bremer Unternehmen Polaris Raumflugzeuge im Auftrag der Bundeswehr entwickelt und am Flugplatz Peenemünde getestet.
Der traditionell bedeutsame Schiffbau ist heute noch durch den Hauptsitz der im Yacht- und Marineschiffbau tätigen Lürssen-Gruppe präsent.
Bremen hat eine führende Position in der Lebensmittelbranche. Neben der Brauerei Beck & Co. haben hier Vitakraft und Nordmilch ihren Hauptsitz. Mondelēz International hat hier seine deutsche Zentrale. Kellogg’s hat im ersten Quartal 2015 den Hauptsitz seiner deutschen Gesellschaft von Bremen nach Hamburg verlegt, betreibt in Bremen aber weiterhin eine Produktionsstätte.

#### Wirtschaftsdaten
2005 waren in der Stadt Bremen in den Wirtschaftssektoren bei den Dienstleistungen 44,7 %, im Handel 26,4 %, im gesamten Tertiärsektor 71,1 %, im produzierenden Gewerbe 28,9 % und in der Landwirtschaft 0,1 % tätig.
| Jahr | Bruttoinlandsprodukt | Bruttoinlandsprodukt | Bruttoinlandsprodukt | Bruttoinlandsprodukt | Wachstum | Wachstum  | Erwerbstätige |
|      | Bremen               | Bremen               | Deutschland          | Deutschland          | Bremen   | Deutschl. | Bremen        |
| ---- | -------------------- | -------------------- | -------------------- | -------------------- | -------- | --------- | ------------- |
|      | Gesamt               | pro Erwerbst.        | Gesamt               | pro Erwerbst.        |          |           | Anzahl        |
|      | Mrd. Euro            | Tsd. Euro            | Mrd. Euro            | Tsd. Euro            | in %     | in %      | in Tsd.       |
| 1950 | 00,9                 | 03,3                 | 0049,6               | 02,5                 | 6,1      | 9,8       | 266           |
| 1960 | 02,6                 | 07,3                 | 155,                 | 05,9                 | 0,5      | 8,7       | 356           |
| 1970 | 05,1                 | 14,1                 | 360,                 | 13,6                 | 6,4      | 5,1       | 362           |
| 1980 | 11,2                 | 29,6                 | 788,                 | 28,8                 | 4,3      | 1,4       | 378           |
| 1990 | 16,9                 | 43,6                 | 1306,0               | 42,9                 | 6,9      | 5,3       | 387           |
| 2000 | 22,1                 | 57,1                 | 2062,0               | 52,7                 | 4,2      | 3,2       | 387           |
| 2006 | 25,4                 | 66,4                 | 2322,0               | 59,4                 | 2,0      | 2,9       | 382           |

#### Kammern

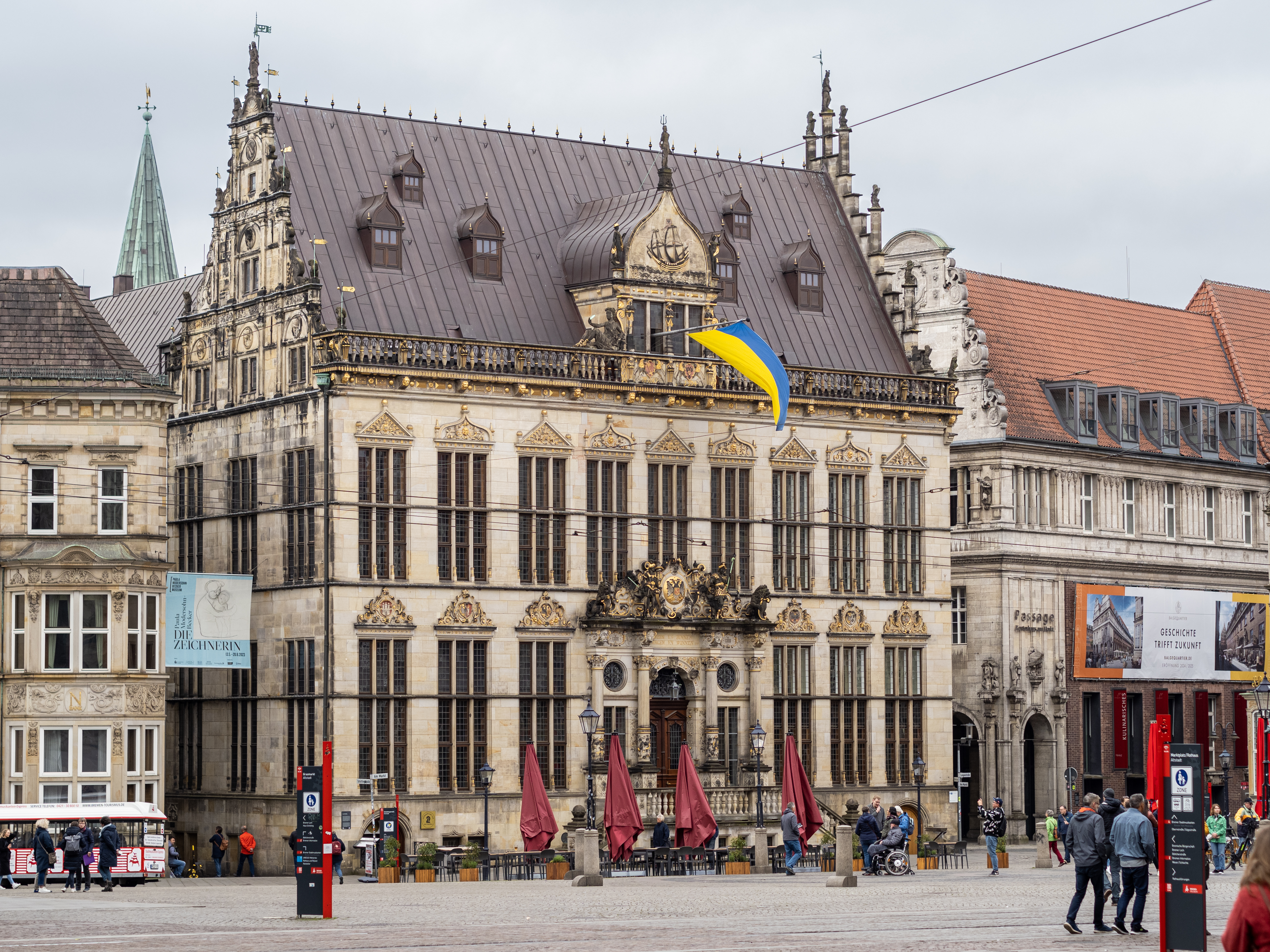
Der Schütting am Markt

- Die Handelskammer Bremen vertritt die Interessen der Bremer Kaufmannschaft. Sie hat ihren Sitz im Schütting.
- Die Handwerkskammer Bremen vertritt die Interessen des Handwerks mit über 4900 Betrieben und etwa 31.000 Beschäftigten. Sie hat ihren Sitz im Gewerbehaus in Bremen.
- Die Arbeitnehmerkammer Bremen nimmt die Interessen der rund 290.000 Arbeitnehmer wahr.
- Die Ärztekammer Bremen vertritt die Interessen von gut 5400 Ärzten im Bundesland Bremen.
- Die Hanseatische Rechtsanwaltskammer Bremen vertritt die Interessen der gut 1800 Rechtsanwälte und Rechtsanwaltsgesellschaften im Bundesland Bremen.
- Die Bremer Notarkammer nimmt die Interessen der gut 160 Notare wahr.
- Die Apothekerkammer, Architektenkammer, Steuerberatungskammer, Ingenieurkammer und Zahnärztekammer sind in Bremen die weiteren Vertretungen der freien Berufe.

#### Gewerbe- und Industriegebiete
Die größten Gewerbe- und Industriegebiete sind:
- der ganze Stadtteil Häfen beidseitig an der Weser gelegen mit
  - dem Bremer Industrie-Park im Ortsteil Industriehäfen mit ca. 140 ha Fläche und
  - dem benachbarten Stahlwerk ArcelorMittal Bremen, auf dessen Gelände auch das Gemeinschaftskraftwerk Bremen steht
- die Innenstadt als Einkaufs-, Handels-, Banken-, Verwaltungs- und Medienzentrum mit um die 1300 ha Fläche
- das Güterverkehrszentrum Bremen (GVZ) in der Neustadt mit ca. 472 ha Fläche
- die Überseestadt im Stadtteil Walle mit ca. 290 ha Fläche
- die Gewerbegebiete in der Neustadt an der Neuenlander Straße / Oldenburger Straße (B 75) mit über 210 ha Fläche, mit der Airport-Stadt am Flughafen Bremen, mit Airbus Bremen (3000 Beschäftigte) und Astrium Bremen, mit dem Gewerbegebiet Ochtum, mit der Nordmilch-Zentrale und mit der Straßenbahn Bremen
- der Technologiepark Bremen um die Universität Bremen mit ca. 172 ha Fläche
- der Gewerbepark Hansalinie in Hemelingen mit ca. 155 ha Fläche
- das Gewerbegebiet Mercedes-Benz-Werke Bremen in Sebaldsbrück mit ca. 70 ha Fläche
- das Industrie- und Gewerbegebiet Bremer Vulkan in Vegesack mit ca. 50 ha Fläche
- das Gewerbegebiet Bayernstraße in Walle mit ca. 60 ha Fläche
- das Gewerbegebiet Bremer-Kreuz in Osterholz mit ca. 50 ha Fläche
- das Gewerbegebiet Alte Neustadt direkt an der Weser mit ca. 40 ha Fläche, mit u. a. der Brauerei Beck & Co. und Mondelēz International
- der Weserpark in Osterholz mit ca. 25 ha Fläche, mit dem Einkaufszentrum der Metro Cash & Carry
- das Gewerbegebiet Farge-Ost in Farge mit ca. 22 ha Fläche

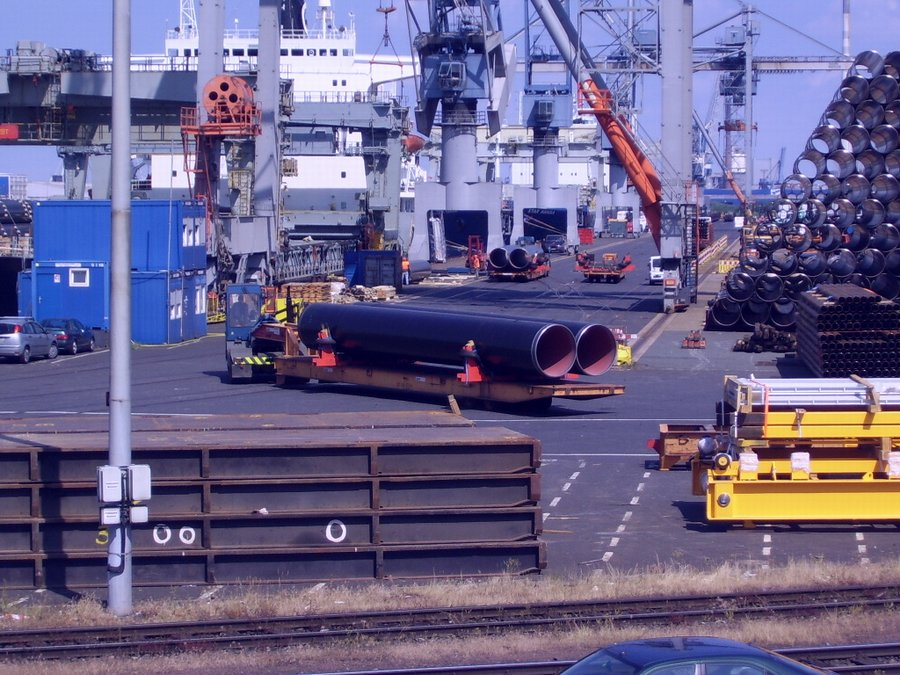
Stahlumschlag im Neustädter Hafen
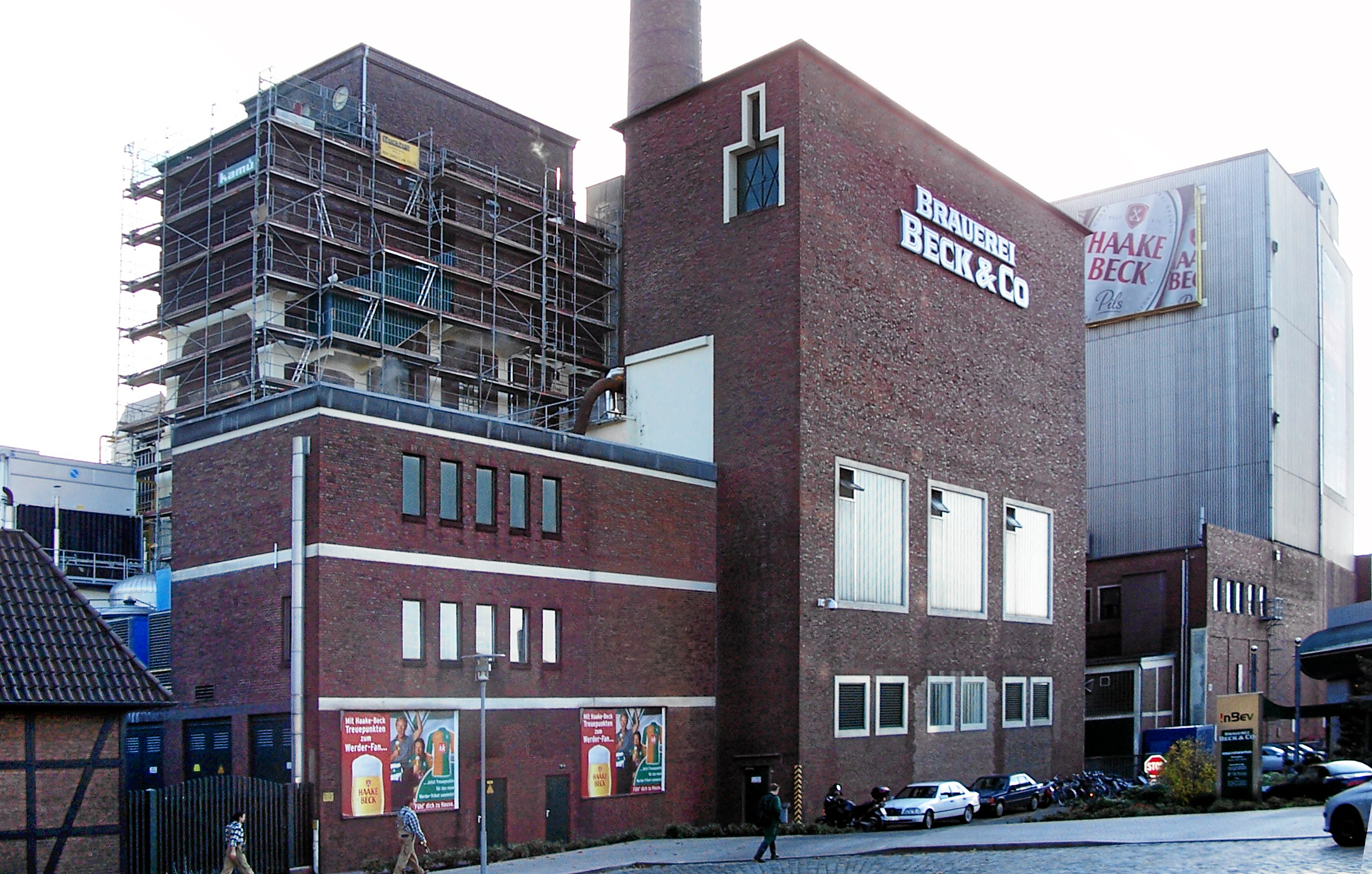
Beck’s Brauerei, Bremen-Neustadt
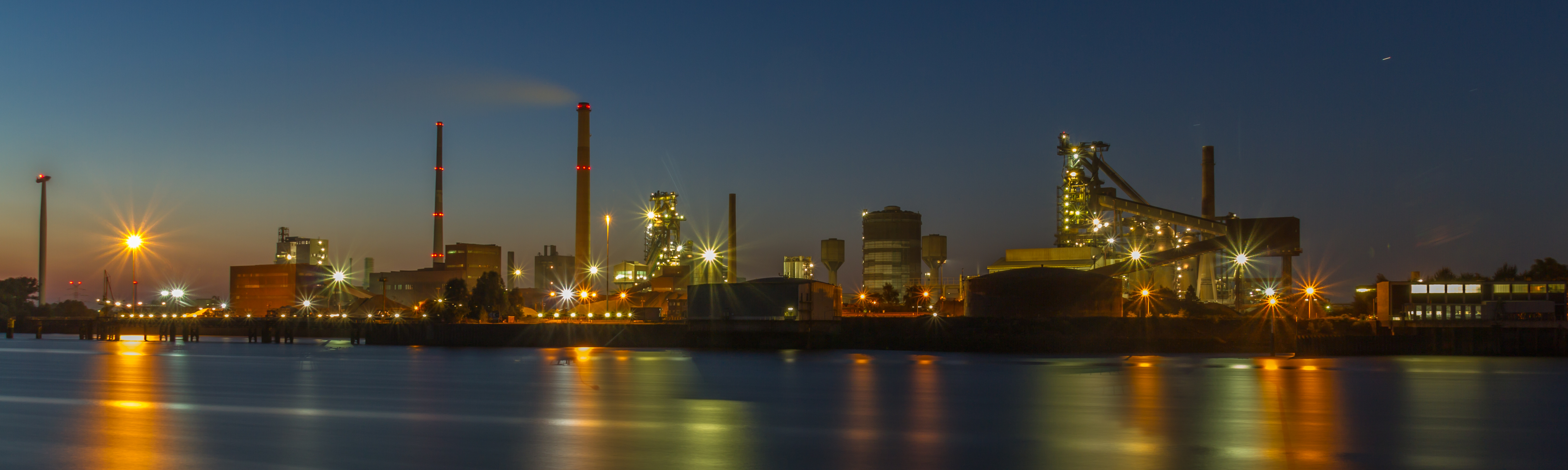
ArcelorMittal Stahlwerk Bremen

### Verkehr

#### Nutzung der Wasserwege
Die Schifffahrt und die Häfen prägten Bremen jahrhundertelang. Trotz des Strukturwandels sind sie auch heute noch ein wichtiger Wirtschafts- und Arbeitsmarktfaktor. Zu den stadtbremischen Häfen, die durch die Nähe zum Güterverkehrszentrum noch regelmäßig genutzt werden, zählen neben dem Neustädter Hafen auch die Handelshäfen, der Hohentorshafen, die Industriehäfen und die stadtbremischen Häfen in Bremerhaven. Für den Binnenschiffsverkehr gibt es flussaufwärts vom Stadtzentrum den Weserhafen Hemelingen mit seinen drei Becken (Werrahafen, Fuldahafen und Allerhafen). Auf dem Gelände des verfüllten Überseehafens und auf den Industriebrachen rundherum entsteht ein neues Viertel, die Überseestadt. Um auch bei immer größer werdenden Schiffen weiter am Seehandel teilhaben zu können, beteiligt sich Bremen zusammen mit dem Land Niedersachsen am Projekt JadeWeserPort in Wilhelmshaven, einem Hafen für Schiffe bis 16,5 m Tiefgang. Sogar Ultra Large Container Ships können dort anlegen.
Die Stadtteile Vegesack und Blumenthal sind über drei Autofähren mit dem Landkreis Wesermarsch in Niedersachsen auf dem anderen Weserufer verbunden. Zwischen den Stadtteilen Gröpelingen/Walle und Woltmershausen sowie zwischen Mitte und Neustadt verkehren Personenfähren mit eingeschränkter Betriebszeit.
Von touristischer Bedeutung ist die Nutzung von Bremer Gewässern durch Fahrgastschiffe und Torfkähne. Ab und in Bremen werden regelmäßig (in der warmen Jahreszeit) Schifffahrten auf der Weser, der Hunte bis Oldenburg (Oldb), der Aller bis Verden und der Lesum und der Hamme bis Worpswede sowie Hafenrundfahrten in Bremer Häfen angeboten. Die Sielwallfähre der Fahrgastschifffahrtsgesellschaft Hal över, deren stadtseitiger Anleger zwischen den Wallanlagen und dem Weserstadion am Osterdeich liegt, verkehrt von März bis Oktober über die Weser zum Café Sand auf dem Stadtwerder im Ortsteil Huckelriede. Torfkähne starten vor allem vom Torfhafen am Ende des Torfkanals in Findorff aus. Die netzartig angelegten Wasserwege im Nordosten Bremens werden auch von einer Vielzahl von Kanu- und Kajakvereinen genutzt.

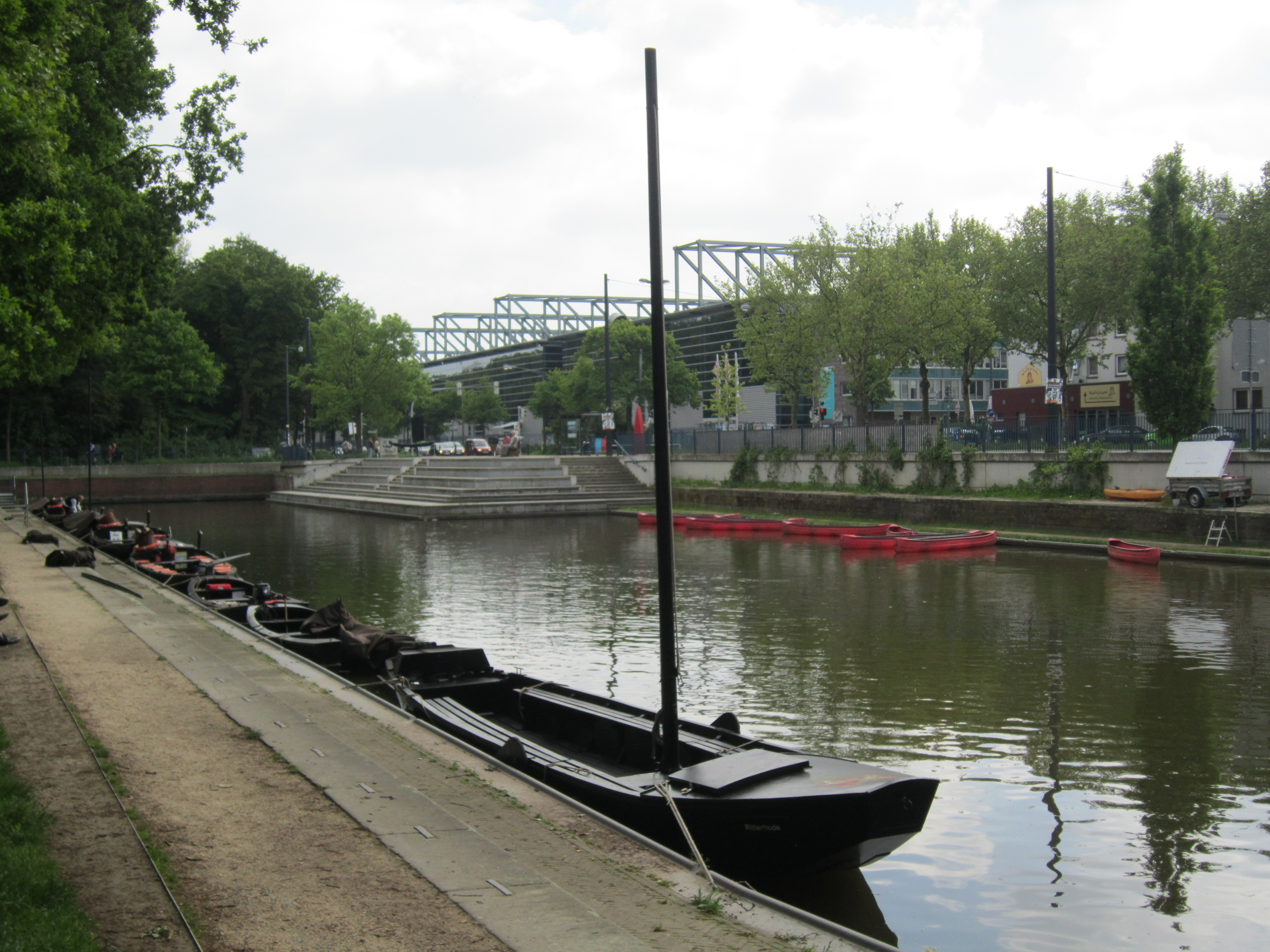
Touristische Angebote am Torfhafen in Findorff
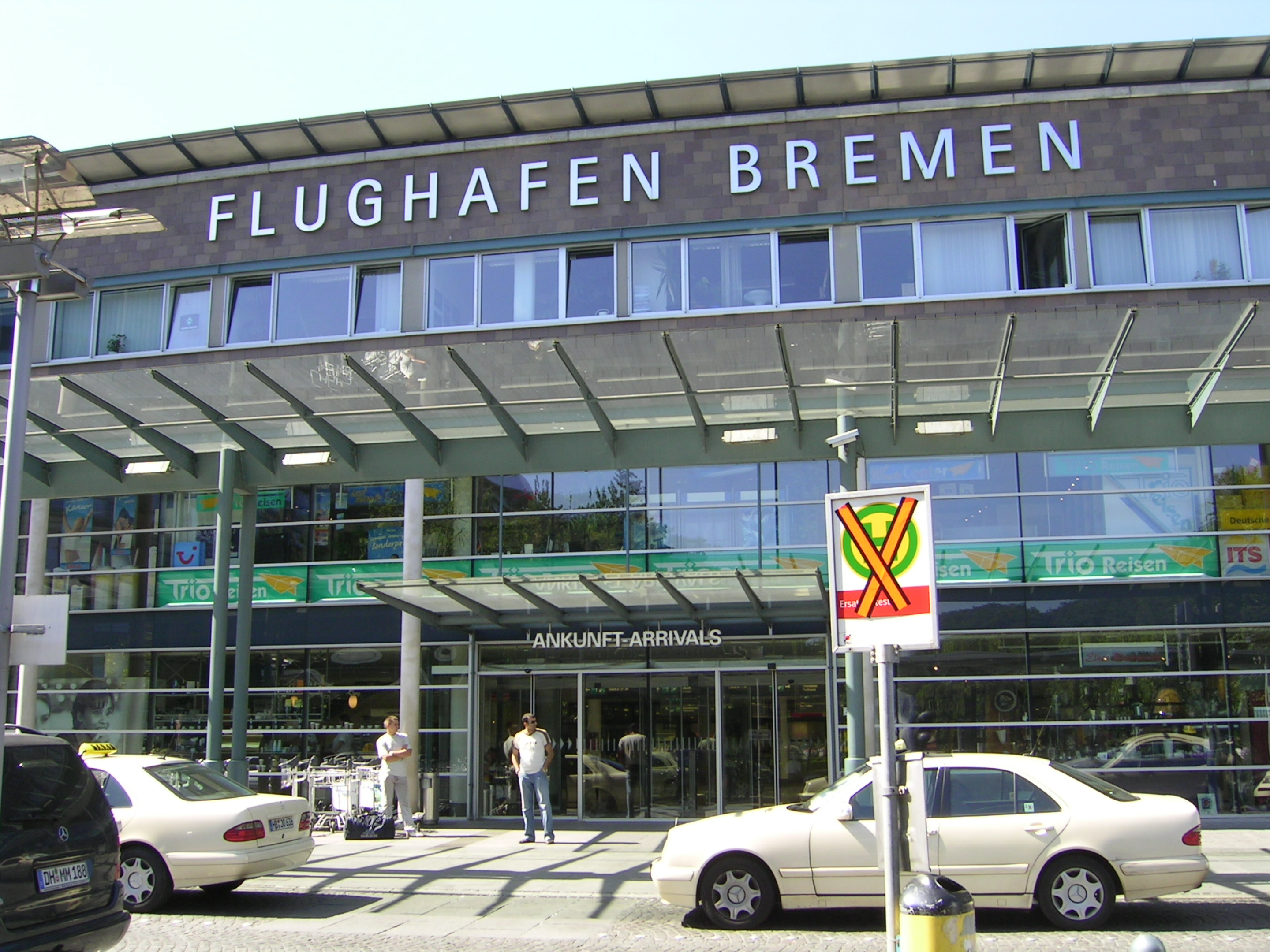
Flughafen Bremen

#### Luftverkehr

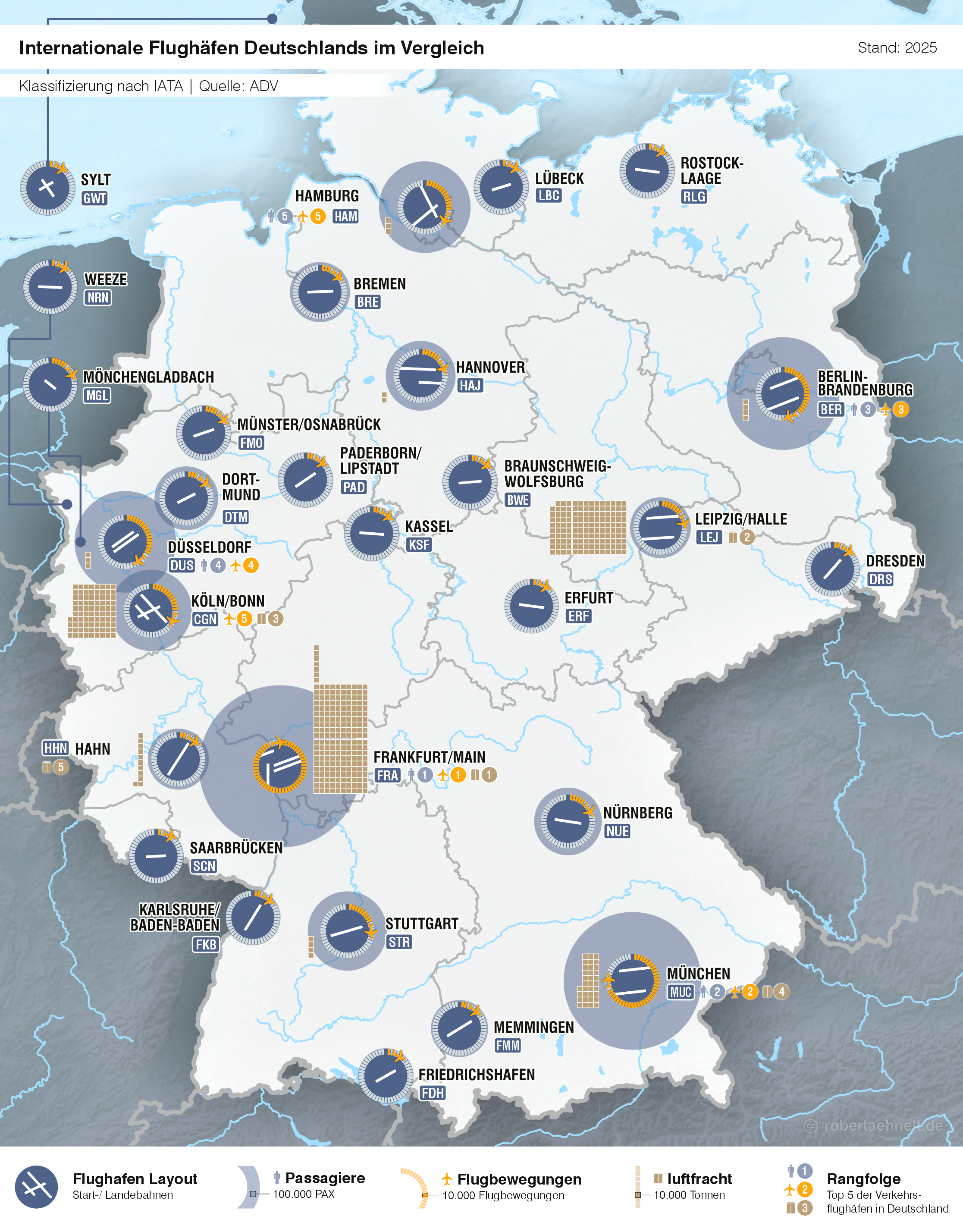
Vergleich internationaler Flughäfen in Deutschland

Im Süden Bremens befindet sich der internationale Flughafen Bremen (BRE). Dieser Luftverkehrsstandort ist seit dem Jahre 1909 dort angesiedelt. Um das Terminalgebäude entstand seit 1995 ein Airport-Center mit zahlreichen Niederlassungen von teilweise internationalen Unternehmen. Ein neues Flughafen-Terminal wurde nach Plänen des Architekten Gert Schulze 2001 eingeweiht. Das Passagieraufkommen lag im Jahre 2006 bei 1,7 Millionen Fluggästen. Zugleich sank die Zahl der Flüge 2006 mit 40.419 auf den niedrigsten Wert seit 1988. Eine Steigerung wurde durch die Fluggesellschaften Ryanair und Turkish Airlines erzielt, die von Bremen aus neue Ziele in Europa und in die Türkei direkt anfliegen. Im Jahr 2008 wurden 2,5 Millionen Passagiere abgefertigt. Durch Einsatz größerer Maschinen und bessere Kapazitätsplanung ist die Zahl der Flüge trotz steigender Passagierzahlen seit 1965 nie über 60.000 im Jahr gestiegen. Es besteht nur ein beschränkter Nachtbetrieb, das letzte Flugzeug landet planmäßig um 23 Uhr. Die Stoßzeiten sind morgens und abends. Der Flughafen kann über die A 281 erreicht werden. Vom Hauptbahnhof führt die Straßenbahn-Linie 6 direkt zum Terminal. Am Bremer Flughafen befindet sich außerdem die Verkehrsfliegerschule der Lufthansa.

#### Eisenbahn

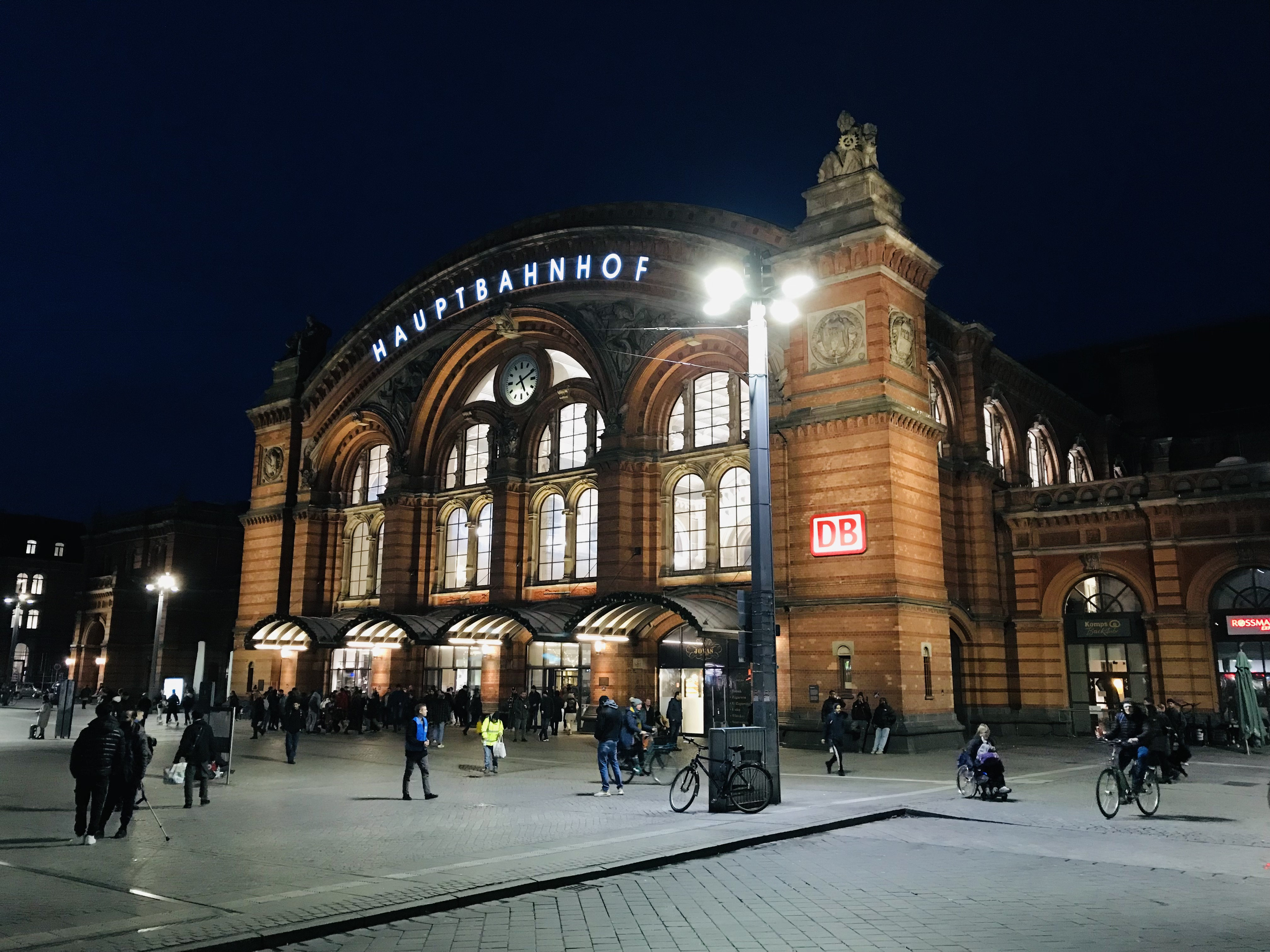
Hauptbahnhof Bremen (südliche Fassade, 2023)

Der Hauptbahnhof ist ein Fernverkehrsknoten der Preisklasse 2. Hier treffen die Hauptstrecken von Hamburg ins Ruhrgebiet, nach Bremerhaven, nach Hannover und nach Oldenburg (–Leer) aufeinander. Die Verbindung nach Vegesack mit Durchbindung nach Bremen–Farge hat nur lokale Bedeutung. Bremen hat über die ICE-Linien Bremen–München und Hamburg–Basel sowie die IC-Linien Hamburg–Köln und Oldenburg–Leipzig Anschluss zum Schienenpersonenfernverkehr der Deutschen Bahn.
In Bremen gibt es für den Personenverkehr 19 Bahnhöfe und Haltepunkte.
Der Rangierbahnhof im Stadtteil Gröpelingen wurde am 12. Juni 2005 als solcher stillgelegt, der örtliche Güterverkehr Bremens wird in dessen noch betriebenen Resten sowie an den Hafenbahnhöfen und am Werksbahnhof der Klöckner-Hütte (ArcelorMittal Bremen) abgefertigt. Der ehemalige nordwestlich des Hauptbahnhofes gelegene Güterbahnhof ist abgebrochen worden. Durch den Ausbau des Container-Terminals in Bremerhaven ist jedoch wieder eine Zunahme des Güterverkehrs zu verzeichnen.

#### Öffentlicher Personennahverkehr

Liniennetz der Bremer Straßenbahn AG

Es bestehen Regional-Express-Verbindungen nach Bremerhaven, Hannover, Hamburg, Osnabrück und Oldenburg–Norddeich Mole und eine Regionalbahn-Verbindung durch die Lüneburger Heide nach Uelzen (über Langwedel, Visselhövede und Soltau).
Die Bahnstrecke nach Hamburg wird von Metronom-Zügen bedient (→ Hanse-Netz).
Seit 12. Dezember 2010 betreibt die Nordwestbahn (NWB) im Auftrag des Zweckverbandes Verkehrsverbund Bremen/Niedersachsen (ZVBN) die ersten drei Linien der Regio-S-Bahn Bremen/Niedersachsen (RS 2: Bremerhaven-Lehe–Bremerhaven-Hbf–Bremen-Hbf–Twistringen; RS 3: Bad Zwischenahn–Oldenburg-Hbf–Hude–Delmenhorst–Bremen-Hbf; RS 4: Nordenham–Hude–Delmenhorst–Bremen-Hbf). Am 11. Dezember 2011 ist die vierte Regio-S-Bahn-Linie in Betrieb gegangen (RS 1: Bremen-Farge–Vegesack–Bremen Hbf–Verden).
Der 1961 eingestellte Personenverkehr auf der Strecke der Bahnstrecke Bremen-Farge–Bremen-Vegesack in Bremen-Nord wurde im Dezember 2007 mit Dieseltriebwagen der NordWestBahn im Halbstundentakt wieder aufgenommen. Diese Strecke wurde 2011 elektrifiziert und ist seit dem 11. Dezember 2011 Teil der S-Bahn-Linie RS 1.
Den öffentlichen Personennahverkehr (ÖPNV) innerhalb des Stadtgebiets bedienen acht Straßenbahn- und 44 Buslinien der Bremer Straßenbahn AG (BSAG). Die meisten Ortsteile Bremens und einzelne niedersächsische Vororte sind mit einem dichten Takt an das ÖPNV-Netz angeschlossen. Für den Verkehr zwischen Bremen-Stadt und Bremen-Nord hat die S-Bahn hohe Bedeutung. Es gibt Bestrebungen, Straßenbahnlinien bis in das Umland zu verlängern und auf den bestehenden Eisenbahnstrecken den Takt zu verdichten, um die Vororte besser anzubinden.
Der Regionalverkehr wird durch Buslinien anderer Verkehrsbetriebe und Unternehmen betrieben. Sowohl Stadt- als auch Regionalverkehrsunternehmen haben sich im Verkehrsverbund Bremen/Niedersachsen (VBN) zusammengeschlossen.

#### Straße
Insgesamt beträgt die Länge der Autobahnen auf dem Gebiet der Stadt Bremen ca. 50 bis 60 km.
Im Süden wird Bremen von der Bundesautobahn A 1 Rhein-Ruhr–Hamburg sechsspurig berührt und im Südosten, am Bremer Kreuz, wird die A 1 von der hier auch sechsspurigen A 27 Hannover (Walsrode)–Bremerhaven bzw. Cuxhaven gekreuzt, die durch das östliche Stadtgebiet führt. Im Norden zweigt die vierspurige A 270 von der A 27 in Ihlpohl ab und führt auf einer Länge von 10 km bis nach Bremen-Farge. In Gröpelingen ist der erste Teil der vierspurigen A 281 vom Dreieck Bremen-Industriehäfen bis Bremen-Burg-Grambke fertiggestellt. Auf der westlichen Weserseite wurde der Abschnitt vom Güterverkehrszentrum bzw. Neustädter Hafen bis zum Flughafen bzw. bis zur Airport-Stadt 2008 dem Verkehr übergeben mit einer Schrägseilbrücke. Bis 2024[veraltet] sollen die Teilstücke mit einem Wesertunnel verbunden werden, außerdem ist die Verlängerung bis zur A 1 vorgesehen. Im Westen führt die A 28 nach Oldenburg, außerdem bindet sie den Stadtteil Huchting an die A 1 an.
Auf den Bundesautobahnen A 270 und A 281 gilt durchgehend eine zulässige Höchstgeschwindigkeit von 80 km/h. Auf der A 1 wird der Verkehr durch eine automatische Verkehrsbeeinflussungsanlage gesteuert.
Außerdem führen die Bundesstraßen B 6 (in Nord-Süd-Richtung), B 74 und B 75 (in West-Ost-Richtung) durch Bremen. Im Zuge der Fertigstellung der A 281 erhält die B 212 eine neue Streckenführung: Sie wird künftig im Westen Bremens an der A 281 enden und den Landkreis Wesermarsch besser mit Bremen verbinden.
Die Hauptverbindungsstraßen der Stadtteile für den Autoverkehr sind 1914 in Heerstraßen umbenannte Chausseen.
Die Deutsche Märchenstraße ist eine Ferienstraße, die von Hanau nach Bremen zu den Bremer Stadtmusikanten führt.

#### Fahrrad

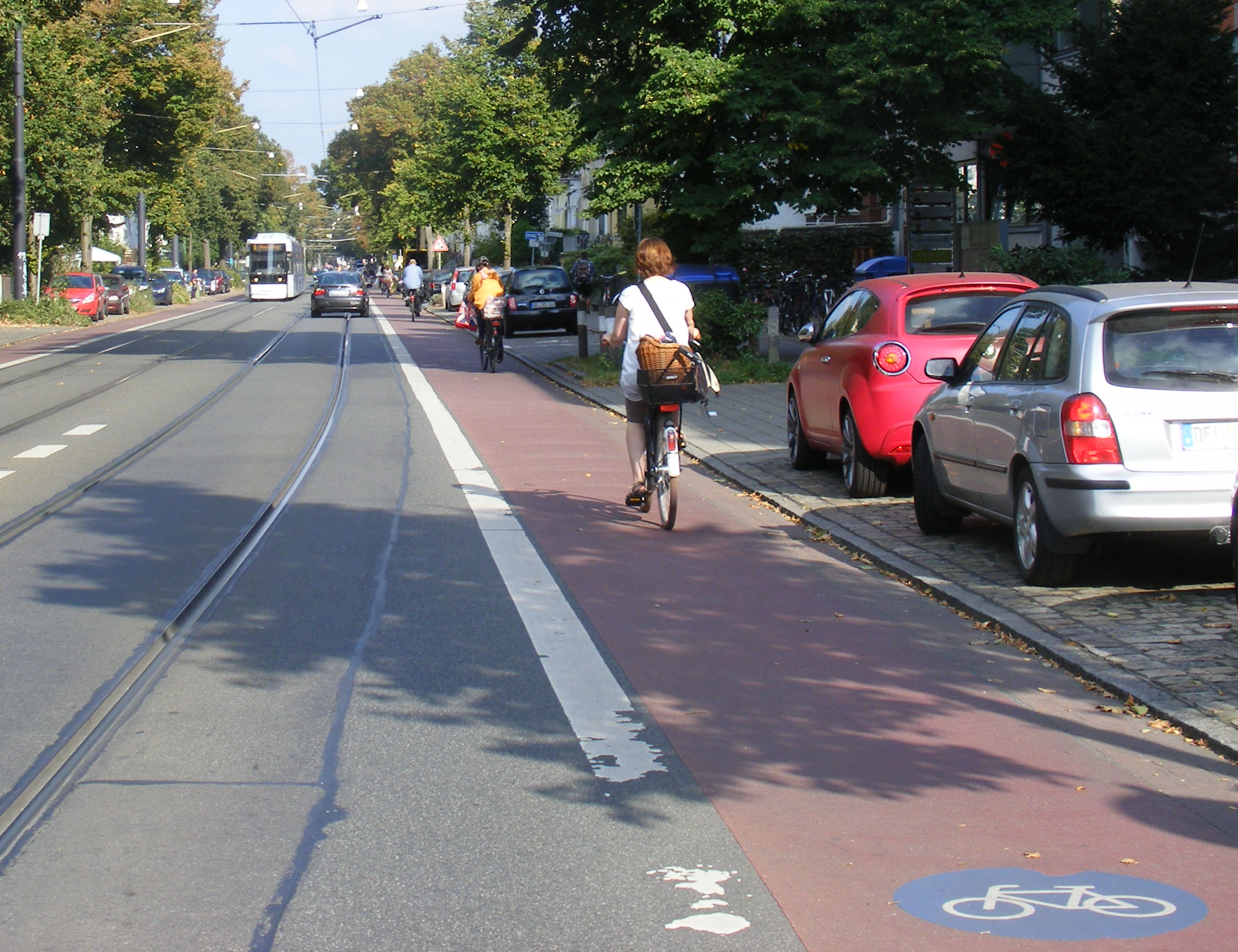
Radfahrstreifen in der Wachmannstraße

Bremen hat einen Radverkehrsanteil von über 22 % der Fahrten. Im Fahrradklimatest des ADFC wurde Bremen 2018 als Deutschlands fahrradfreundlichste Stadt in der Kategorie über 500.000 Einwohner ausgezeichnet. Seit der Jahrtausendwende entstand ein stadtweites Wegweisungsnetz. Für etwa 80 % der straßenbegleitenden Radwege, deren Gesamtlänge bei etwa gleicher Einwohnerzahl größer ist als in Kopenhagen, wurde die Benutzungspflicht aufgehoben. Überregional wird Bremen durch die Radfernwege Hamburg–Bremen, Bremen–Osnabrück (Brückenradweg) und Wümme-Radweg erreicht. Zudem ist die Stadt eine wichtige Station auf dem Weserradweg, der die Weser von ihrem Entstehungsort bis nach Bremerhaven begleitet.

#### Weserbrücken und Fähren

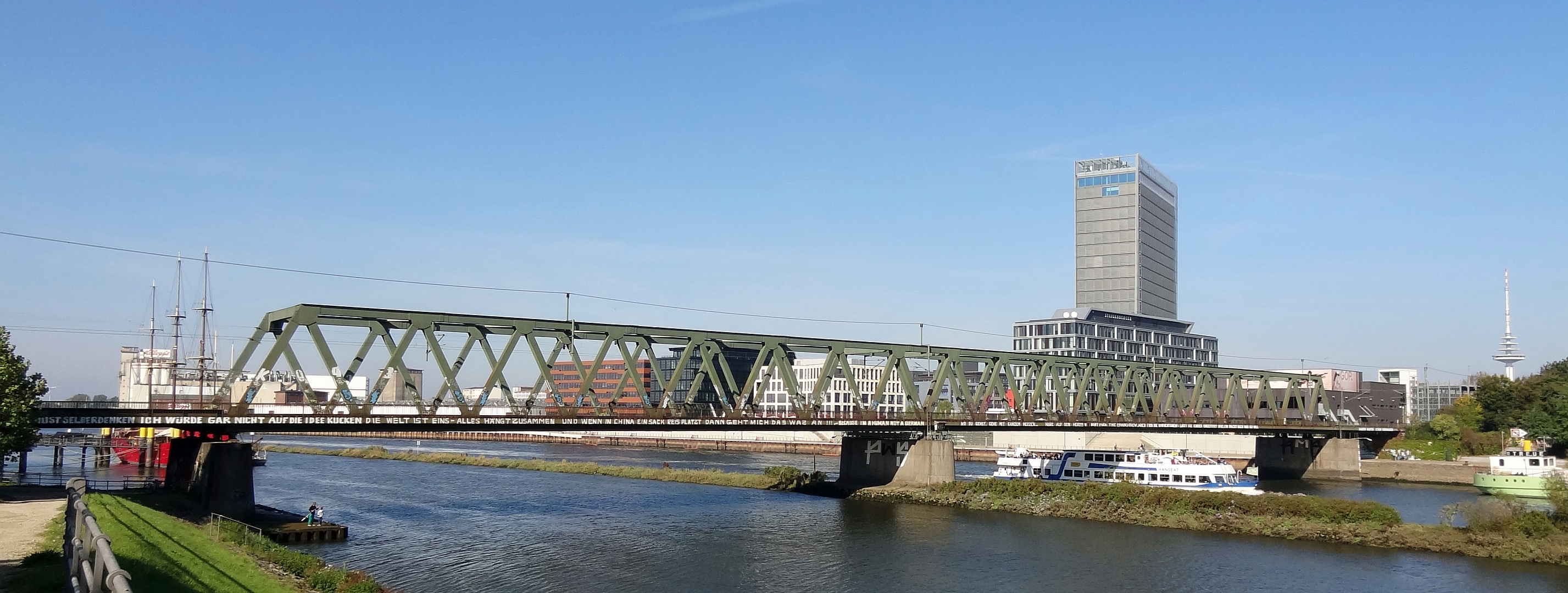
Eisenbahnbrücke mit dem Weser Tower im Hintergrund

In Bremen gibt es über 600 Brücken. Die Weser wird dabei von folgenden Brücken überquert (Sortierung flussabwärts):
- Dreyer Brücke (liegt zur Hälfte auf niedersächsischem Gebiet)
- Weserbrücke der BAB 1
- Karl-Carstens-Brücke (auch „Erdbeerbrücke“ genannt)
- Wilhelm-Kaisen-Brücke
- Teerhofbrücke
- Bürgermeister-Smidt-Brücke
- Stephanibrücke
- Eisenbahnbrücke Bremen

Außerdem kann die Weser am Weserwehr, oberhalb der Erdbeerbrücke, zu Fuß und mit dem Fahrrad überquert werden. Weiterhin bestehen mehrere Fährverbindungen (s. oben).

## Infrastruktur

### Öffentliche Einrichtungen

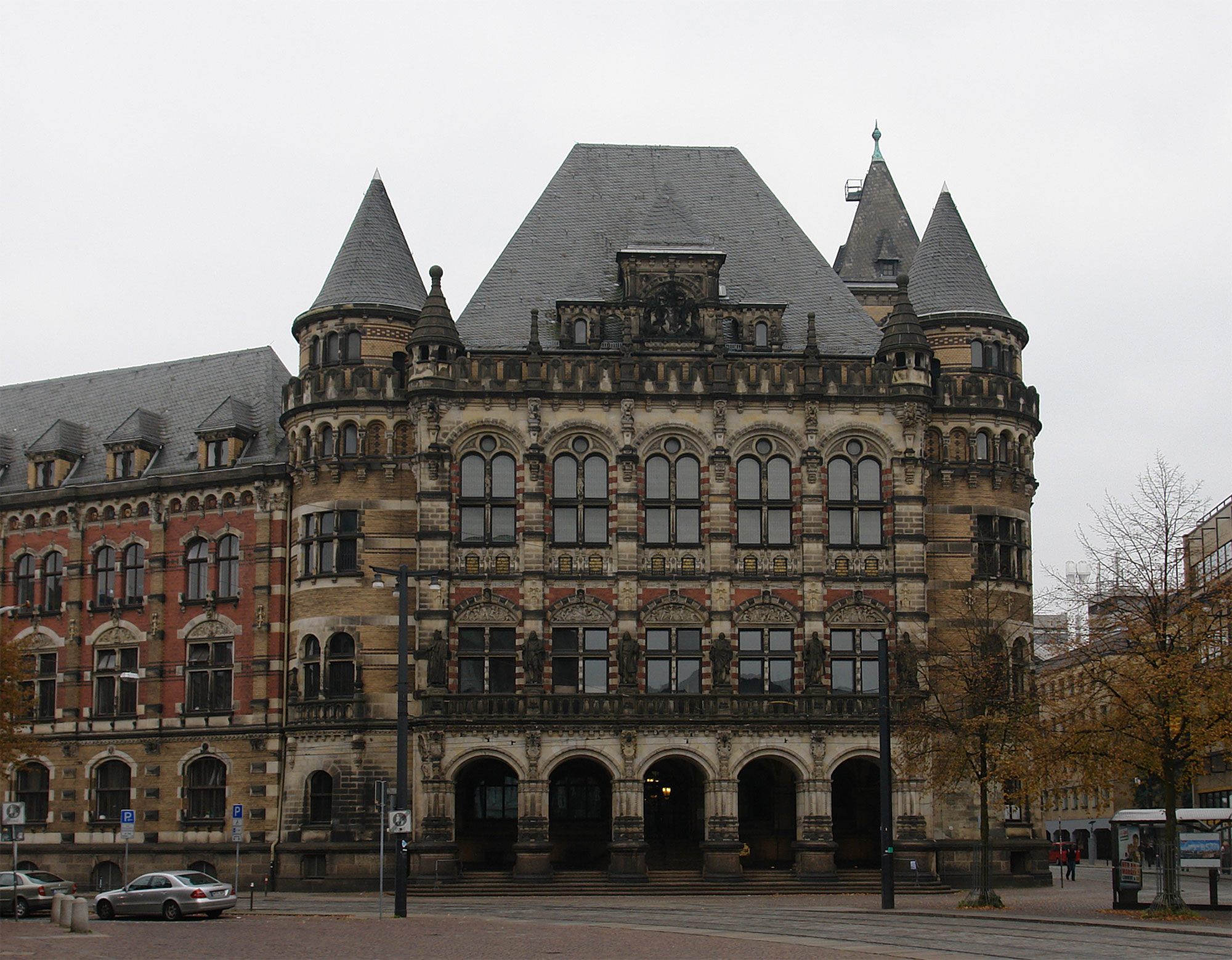
Bremer Landgericht

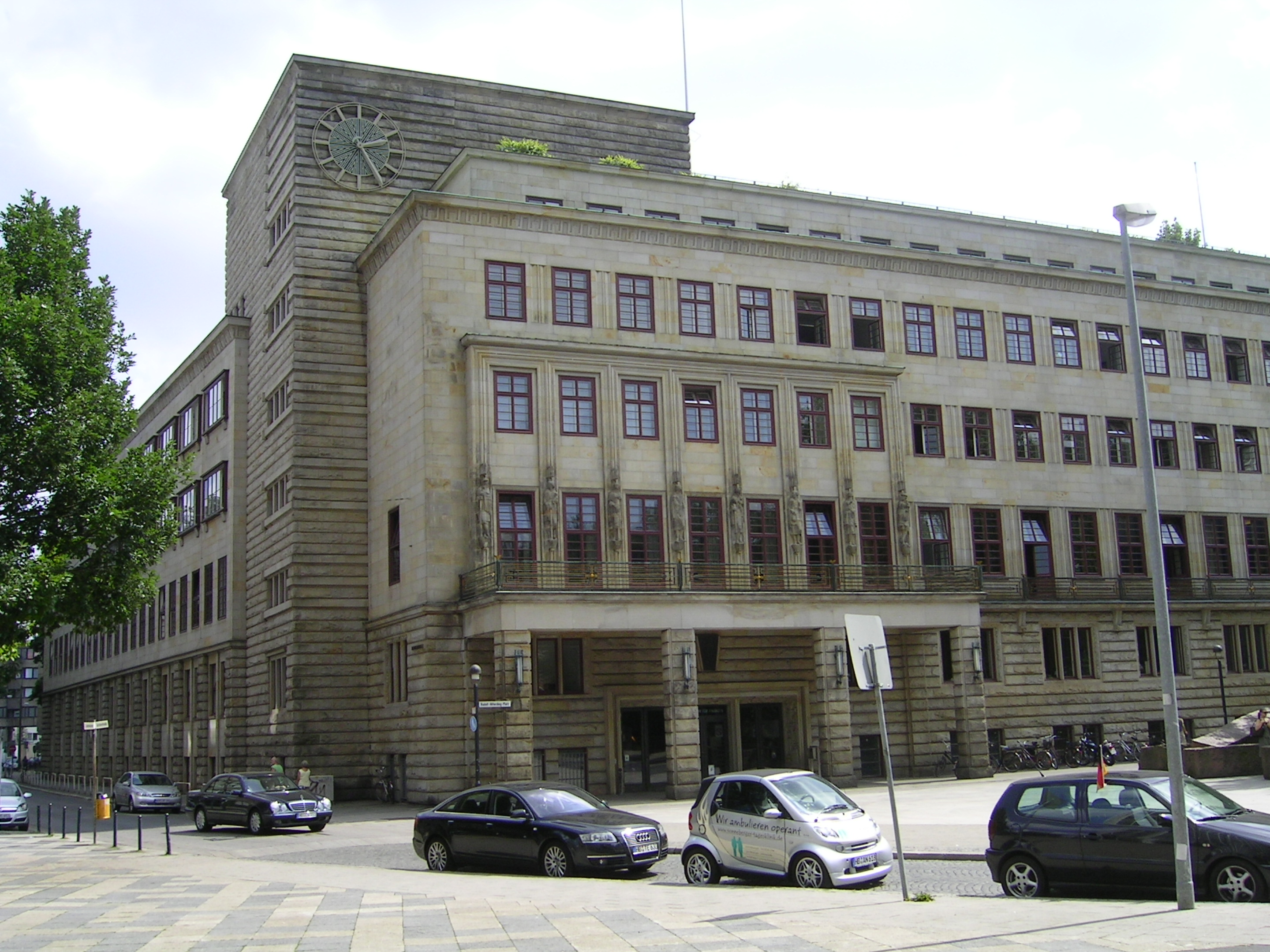
Finanzamt im Haus des Reichs

Der Senat der Freien Hansestadt Bremen und seine Behörden sind für Angelegenheiten des Landes und der Stadt zuständig.
Viele regional gegliederte deutsche Organisationen haben eine Niederlassung in Bremen. Bedingt durch die Bedeutung für den Außenhandel sind in Bremen auch etwa 40 Konsulate und Honorarkonsulate zu finden.
Die Polizei Bremen ist die Ortspolizei in Bremen und auch die Landespolizei der Freien Hansestadt Bremen.
Die Feuerwehr Bremen besteht aus der Berufsfeuerwehr verteilt auf sieben Feuer- und Rettungswachen (FW 1 bis 7) und neun weiteren Rettungswachen. Sie wird durch 19 Freiwillige Feuerwehren der Stadt- bzw. Ortsteile unterstützt.
Die Scharnhorst-Kaserne, in welcher auch das Landeskommando Bremen liegt, befindet sich im Ortsteil Huckelriede.
| Körperschaften des öffentlichen Rechts - Römisch-katholische Kirche in Bremen - Bremische Evangelische Kirche - Bund Evangelisch-Freikirchlicher Gemeinden im Lande Bremen - Arbeitnehmerkammer Bremen - Kassenärztliche Vereinigung Bremen - Kassenzahnärztliche Vereinigung Bremen - Steuerberaterkammer Bremen - Tierärztekammer Bremen - Ärztekammer Bremen - Psychotherapeutenkammer Bremen Anstalten des öffentlichen Rechts - Radio Bremen (Radio Bremen TV, Bremen Eins, Bremen Vier, Nordwestradio) - Bremische Landesmedienanstalt - Immobilien Bremen | Gerichte - Staatsgerichtshof der Freien Hansestadt Bremen - Hanseatisches Oberlandesgericht Bremen - Oberverwaltungsgericht der Freien Hansestadt Bremen - Landesarbeitsgericht Bremen - Landessozialgericht Niedersachsen-Bremen (Zweigstelle) - Finanzgericht Bremen - Landgericht Bremen - Arbeitsgericht Bremen-Bremerhaven - Verwaltungsgericht der Freien Hansestadt Bremen - Sozialgericht Bremen - Amtsgerichte Bremen und Bremen-Blumenthal |

### Bildung, Wissenschaft und Forschung

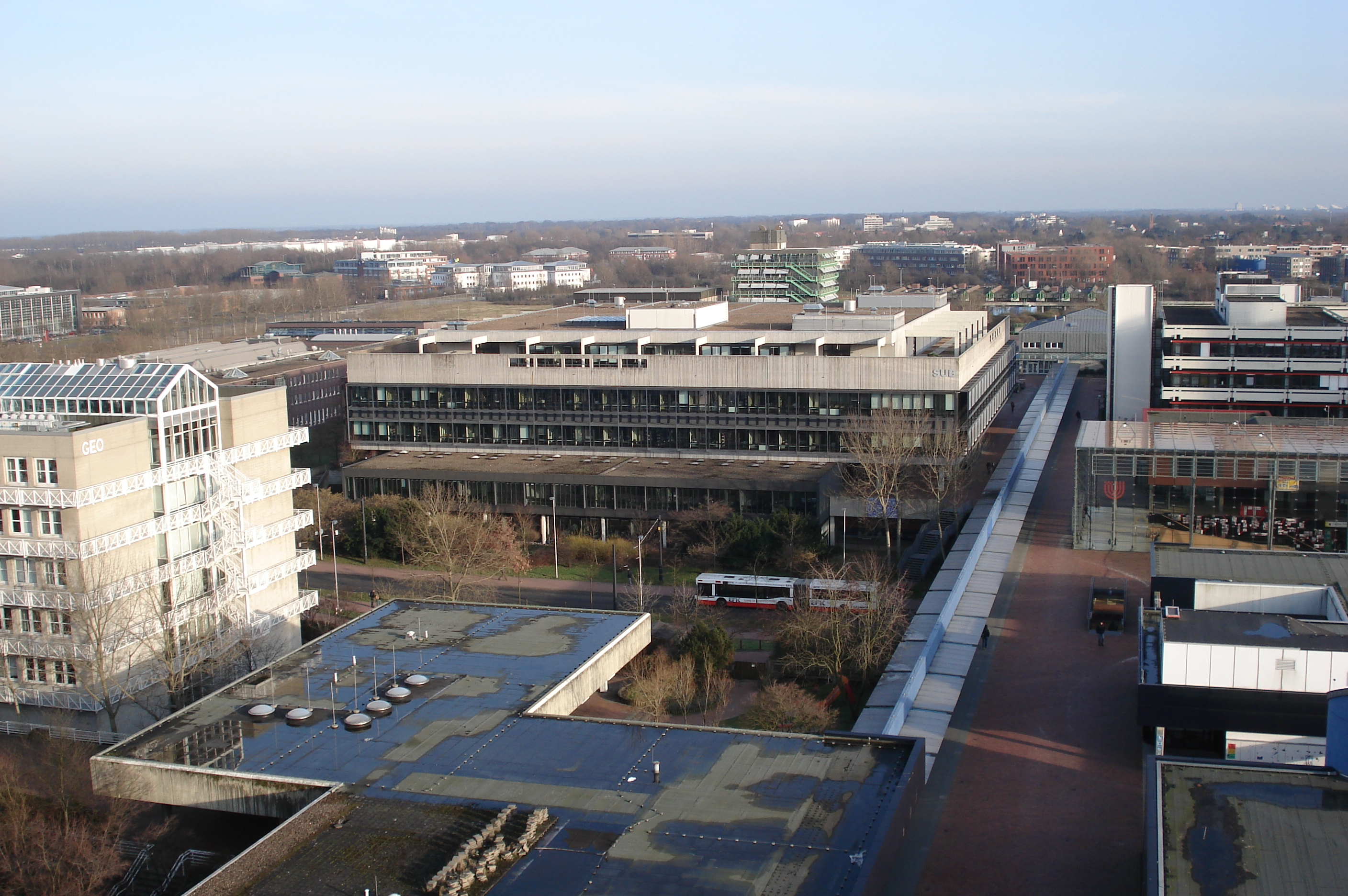
Universitäts-Campus

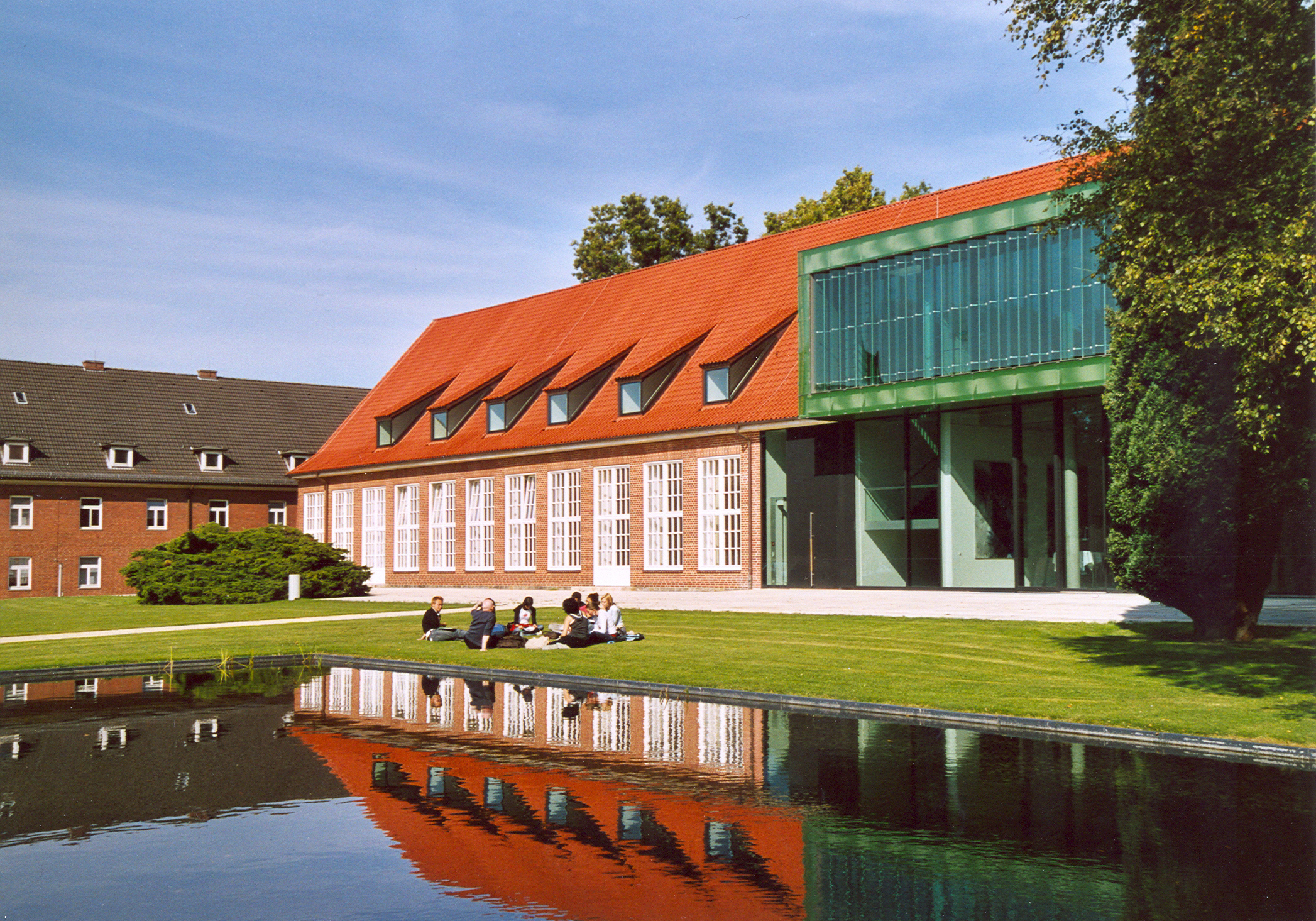
Campus der Constructor University

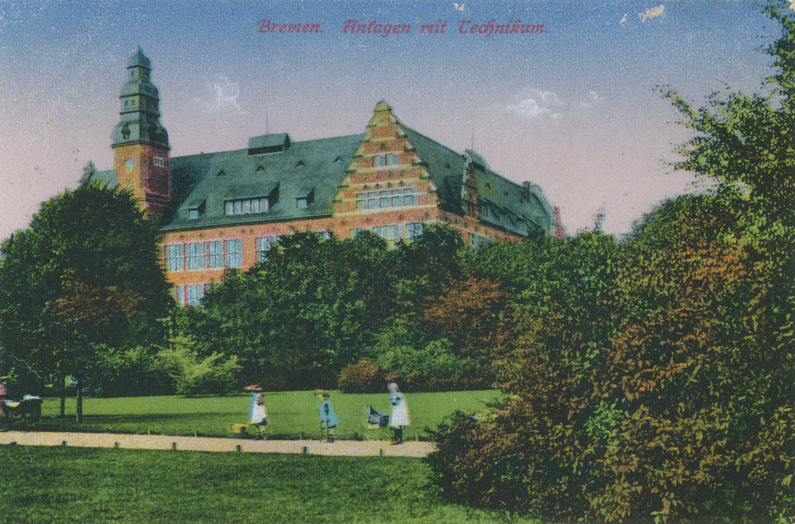
Bremer Technikum vor 1917, heute: Hochschule Bremen am Neustadtswall

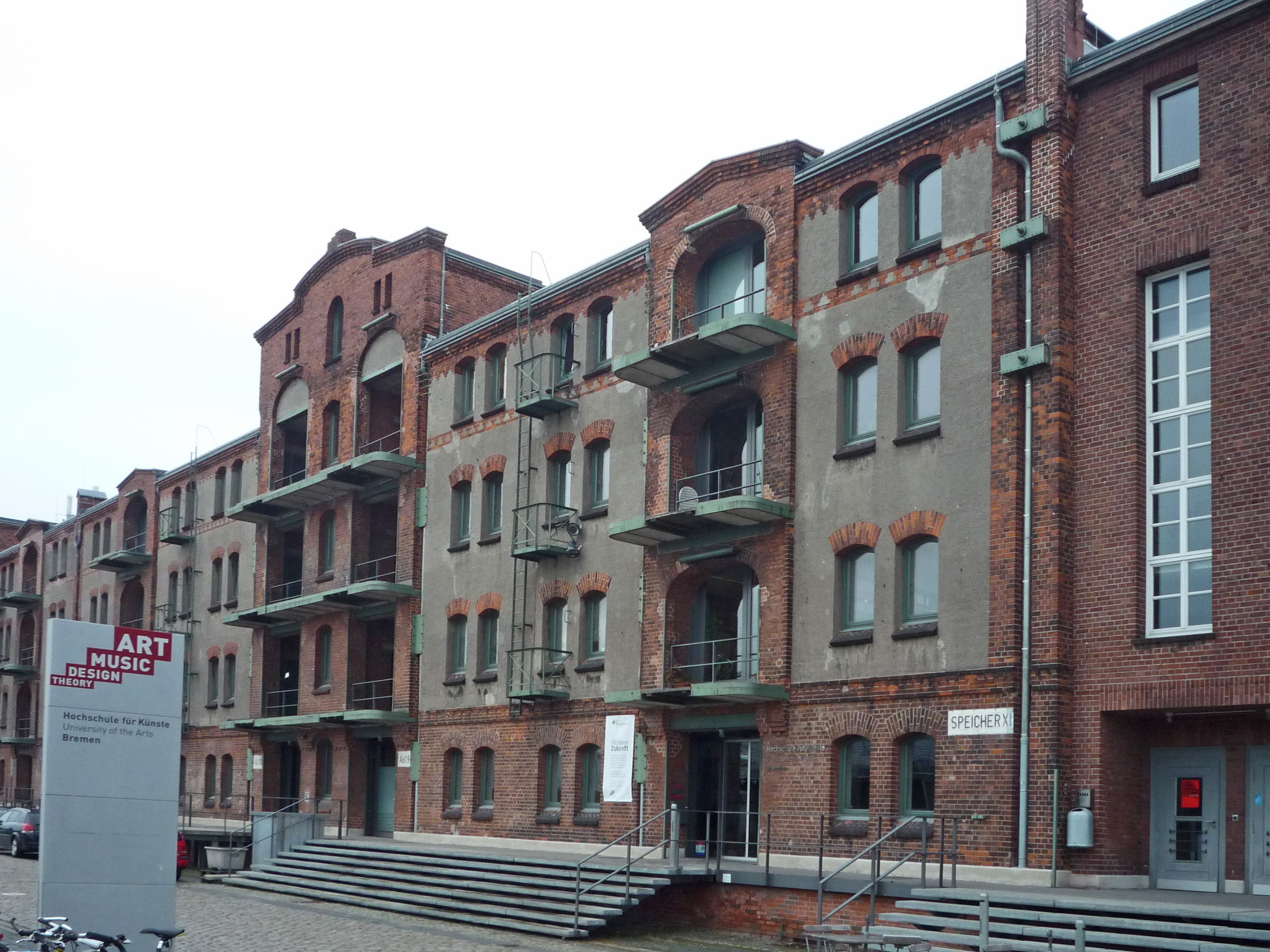
Speicher XI: Teile des Gebäudes werden von der Hochschule für Künste Bremen genutzt

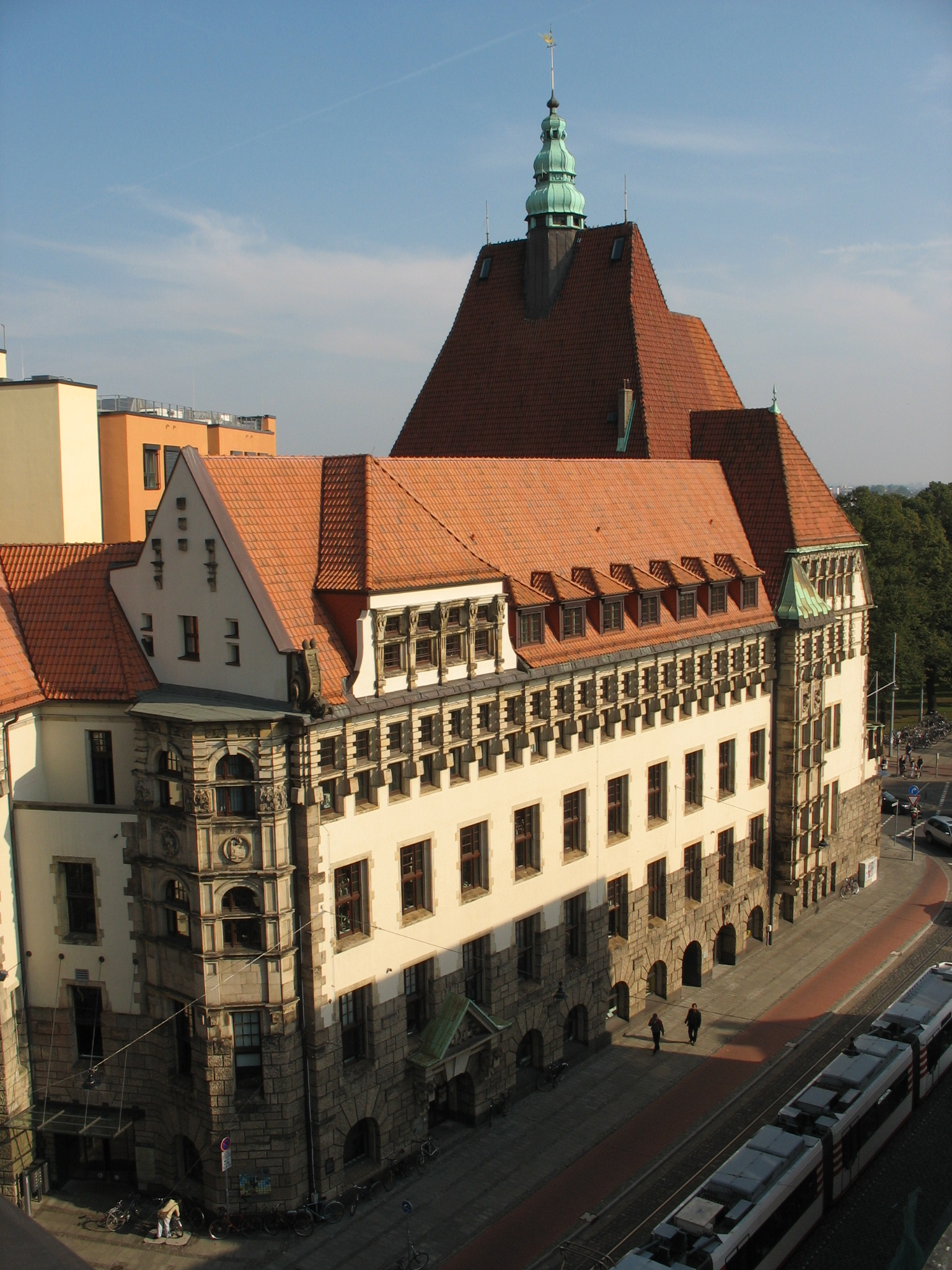
Stadtbibliothek

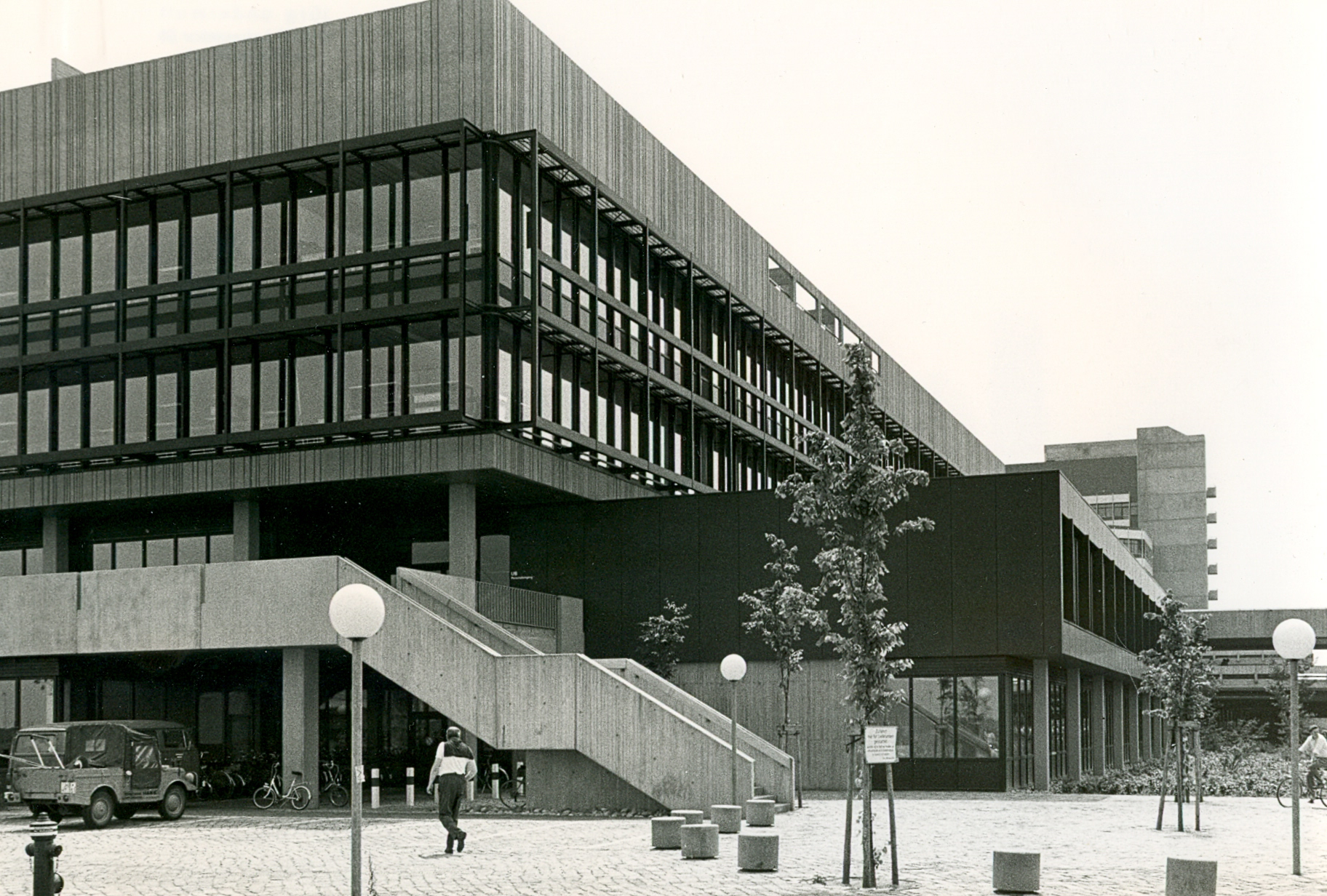
Staats- und Universitätsbibliothek

#### Schulen
Der Unterricht in der Primarstufe erfolgt in 74 Bremer Grundschulen. Der Sekundärbereich ist seit 2010 zweigliedrig. 33 Oberschulen bieten sämtliche klassische Schulabschlüsse: die Berufsbildungsreife und die mittlere Reife nach der Klasse 10, die Fachhochschulreife nach der Klasse 12 sowie das Abitur zumeist nach der Klasse 13. Die acht Gymnasien im Bremer Stadtgebiet bieten dagegen das Abitur nach der Klasse 12. Daneben gibt es noch fünf Schulzentren für den Sekundarbereich II mit gymnasialer Oberstufe und Berufsschule.
Informationen zu den einzelnen Schulen sind in den Artikeln über die Bremer Stadt- und Ortsteile enthalten.

#### Universitäten
- Die staatliche Universität Bremen hat ca. 20.000 Studenten und über 1500 Wissenschaftler. 1971/72 nahm sie ihren Betrieb auf. 1971/1973 wurde die Pädagogische Hochschule Bremen integriert. Beinahe alle Fachbereiche (außer Medizin und Theologie) sind vertreten. Seit 2012 ist sie durch die Exzellenzinitiative mit der höchstdotierten Förderlinie Zukunftskonzept ausgezeichnet worden.
- Die private Constructor University in Vegesack, Ortsteil Grohn, ist 1999 nach US-amerikanischem Vorbild gegründet worden. Die Lehrsprache ist Englisch. Im November 2006 gab der Kaufmann Klaus J. Jacobs bekannt, dass seine Stiftung der Universität insgesamt bis zu 200 Millionen Euro zuwenden wird. Deshalb trug die Hochschule ab 2007 den Namen Jacobs University Bremen. 2013 waren 1370 Studierende immatrikuliert.

#### Hochschulen
- Die staatliche Hochschule Bremen entstand 1982 durch die Fusion von vier Hochschulen: Hochschule für Wirtschaft, Hochschule für Technik, Hochschule für Sozialwissenschaften und Hochschule für Nautik. 2011 waren rund 8200 Studierende immatrikuliert. Die älteste Vorläufer-Akademie wurde 1799 gegründet.
- Die staatliche Hochschule für Künste Bremen hat 70 Professoren und rund 900 Studenten. Die älteste Vorläuferinstitution wurde 1873 gegründet. An der HfK Bremen gibt es den Fachbereich Kunst und Design, der sich im Speicher XI in der Überseestadt befindet, sowie den Fachbereich Musik in der Dechanatstraße in der Altstadt.

#### Institute
Es existieren mehrere außeruniversitäre Institute und Forschungseinrichtungen:
- Mit dem Fraunhofer-Institut für Fertigungstechnik und Angewandte Materialforschung (IFAM) und dem Fraunhofer-Institut für bildgestützte Medizin (MeVis) sind in Bremen zwei Institute der Fraunhofer-Gesellschaft ansässig. Das IFAM betreibt Angewandte Forschung und Entwicklung auf den Gebieten Formgebung und Funktionswerkstoffe sowie Klebtechnik und Oberflächen. Das MeVis entwickelt Softwareassistenten für die Visualisierung und quantitative Analyse medizinischer Bilddaten.
- Mit dem Max-Planck-Institut für Marine Mikrobiologie (MPI-MM) ist die Max-Planck-Gesellschaft in Bremen vertreten. Das der Grundlagenforschung zuzuordnende Institut führt Untersuchungen zum Stoffkreislauf der Elemente in den Meeren und den beteiligten Mikroorganismen durch.
- Das Zentrum für Marine Tropenforschung (ZMT) der Leibniz-Gemeinschaft betreibt Grundlagenforschung zur Funktion von tropischen Küstenökosystemen.
- Die Helmholtz-Gemeinschaft engagiert sich über das Alfred-Wegener-Institut in Bremerhaven in mehreren stadtbremischen Forschungseinrichtungen, beispielsweise dem Exzellenzcluster Zentrum für Marine Umweltwissenschaften (MARUM).
- Bremen ist einer der Forschungsstandorte des Deutschen Forschungszentrums für Künstliche Intelligenz (DFKI).

Bremen mit Bremerhaven wurden vom Stifterverband für die Deutsche Wissenschaft zur „Stadt der Wissenschaft 2005“ (bei 36 deutschen Städten als Mitbewerber) gewählt.
Mit dem Thema System Erde gehörte Bremen zu den zehn deutschen Städten, die im Wissenschaftsjahr 2009 als Treffpunkt der Wissenschaft ausgezeichnet wurden.

#### Bibliotheken
- Die Stadtbibliothek Bremen im Forum Am Wall ist als Eigenbetrieb der Stadt Bremen eine kommunale, öffentliche Bibliothek mit einem Gesamtbestand von 514.000 Bänden, mit rund 1,3 Mio. Besuchern und rund 3,5 Mio. Ausleihen. Sie ist eine der größten kommunalen Bibliotheken in Norddeutschland. Zum Bibliotheksnetz gehören weiterhin sechs Stadtteilbibliotheken, neun Jugend- und Schulbibliotheken, die Schulbibliothekarische Arbeitsstelle, die Busbibliothek, die Bibliotheken in der Justizvollzugsanstalt und die Bibliothek im Zentralkrankenhaus Ost.
- Die Staats- und Universitätsbibliothek Bremen (SuUB) auf dem Campus der Universität ist die wissenschaftliche Bibliothek des Landes und der Universität Bremen. Im Jahr 2007 haben rund 38.000 aktive Benutzer die Bibliothek aufgesucht, und es gab 1.972.247 Entleihungen inkl. Verlängerungen, bei einem Bestand von 3.198.948 Bänden (Bücher, Zeitungen), 240.132 Dissertationen, 6.438 Karten, 13.596 Raritäten, 184 Inkunabeln, 66.963 Noten, 96.680 AV-Materialien, 8257 laufend bezogene gedruckte Zeitschriften und 21.003 laufend bezogene elektronische Zeitschriften.

### Gesundheitswesen
Die vier kommunalen Krankenhäuser mit 3170 Betten und 7600 Mitarbeitern sind durch den Klinikverbund Gesundheit Nord gGmbH organisiert:
- Klinikum Bremen-Mitte
- Klinikum Bremen-Nord
- Klinikum Bremen-Ost
- Klinikum Links der Weser

Die vier Freien Kliniken Bremen mit 1366 Betten und 2531 Mitarbeitern sind in einer Kooperationsgemeinschaft:
- Ev. DIAKO Bremen, Krankenhaus in Gröpelingen
- St.-Joseph-Stift in Schwachhausen (katholisch)
- Rotes Kreuz Krankenhaus in der Neustadt, St.-Pauli-Deich
- Roland-Klinik in der Neustadt, Niedersachsendamm

Weiterhin bestehen als kleinere Fachkliniken:
- Klinik Dr. Heines der Schweizer Ameos-Gruppe als Fachklinik für Psychiatrie, Psychotherapie und Psychosomatik in Oberneuland
- Paracelsus-Klinik Bremen (bis 2011 Kurfürstenklinik) in der Vahr der Paracelsus-Kliniken, Osnabrück

### Medien
Radio und Fernsehen

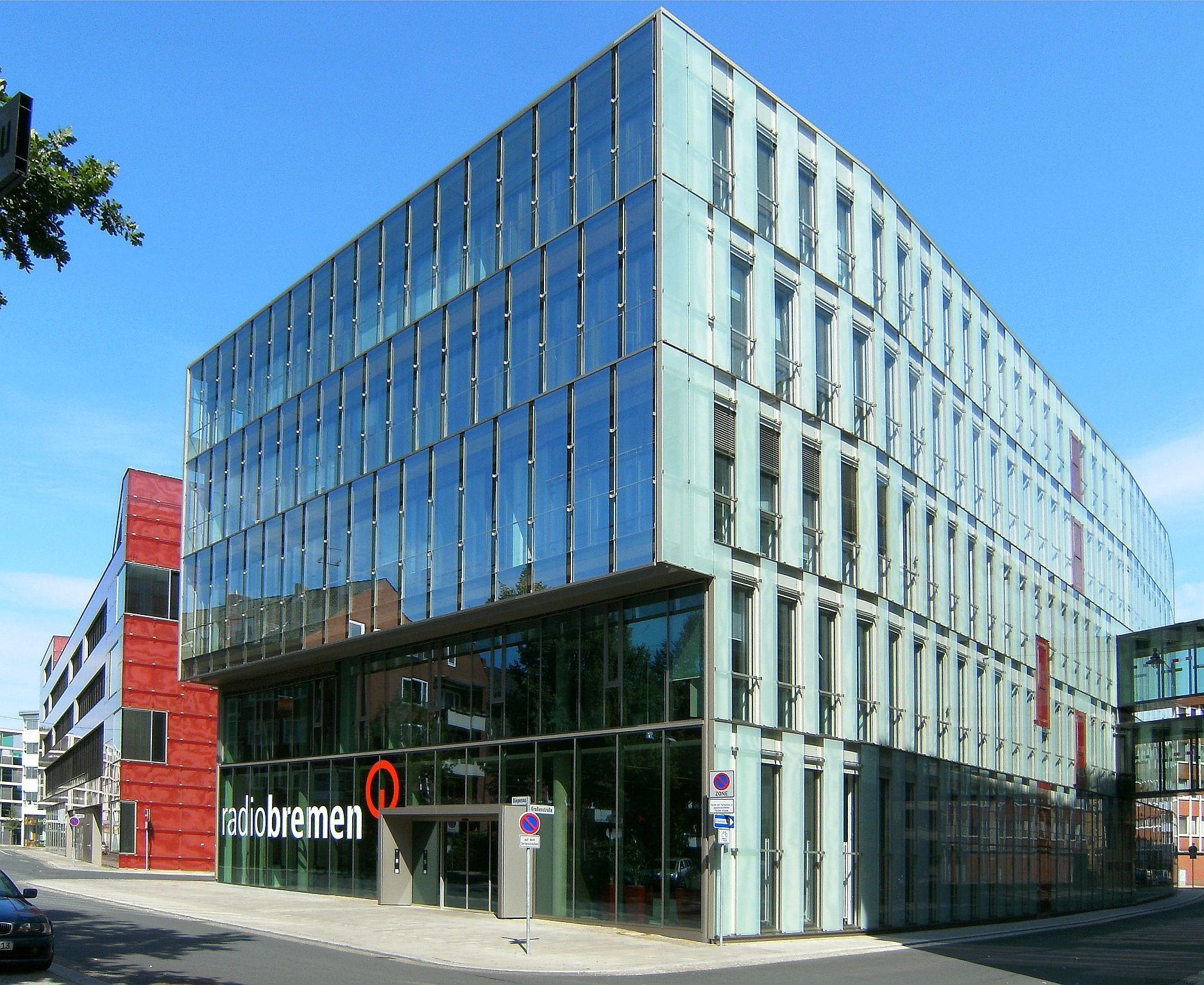
Redaktionsgebäude des neuen Funkhauskomplexes von Radio Bremen

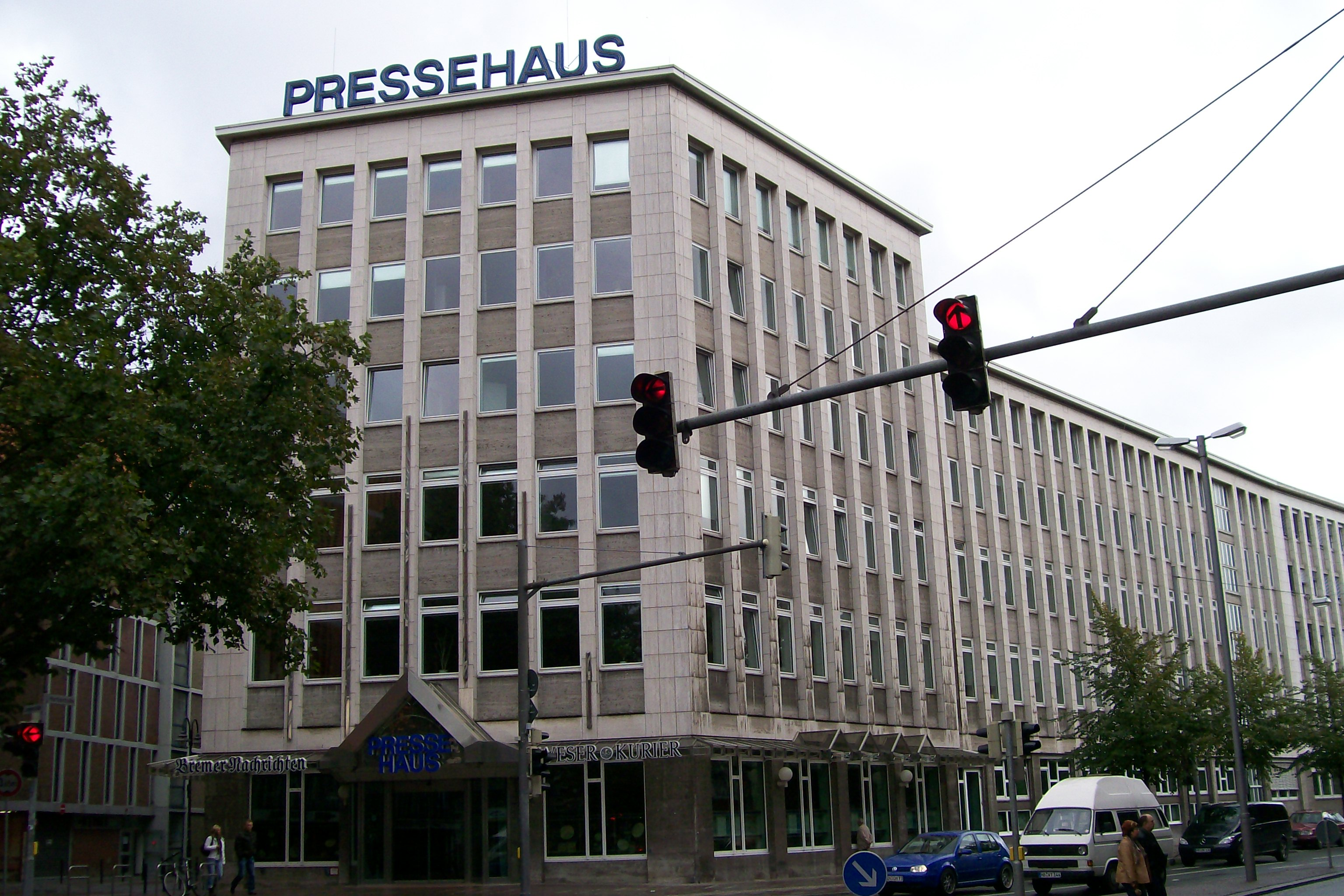
Das Pressehaus, u. a. Sitz der Bremer Tageszeitungen

Bremen ist Sitz von Radio Bremen, der kleinsten Rundfunkanstalt der ARD. Radio Bremen produziert diverse Fernsehsendungen im „Radio Bremen TV“ und betreibt vier Hörfunkwellen – eine davon mit dem WDR und dem RBB (COSMO), hinzu kommt noch das crossmediale Angebot Bremen Next. Als privates Pendant ist Energy Bremen in der Hansestadt mit einem Radioprogramm ansässig; zusätzlich gibt es im Sendegebiet die Radiosender radio ffn und Hit-Radio Antenne Bremen. Außerdem unterhalten die privaten Fernsehsender RTL und Sat1 Korrespondentenbüros in Bremen und produzieren von hier aus ein halbstündiges Regionalmagazin für Bremen und Niedersachsen. Beim Bürgerrundfunk Bremen können Bürger aus Bremen kostenlos eigene Radio- und TV-Sendungen gestalten.
Von Anfang September 2007 bis Juni 2013 gab es in Bremen den privaten Fernsehsender center.tv. Er produzierte täglich zwei Stunden aktuelle Live-Sendungen aus Bremen.
Zeitungswesen
Als Tageszeitungen erscheinen der Weser-Kurier und die fast identischen Bremer Nachrichten, letztere ist dem Titel nach die drittälteste noch erscheinende Tageszeitung Deutschlands. Montags und donnerstags liegt dem Weser-Kurier und den Bremer Nachrichten jeweils der Stadtteil-Kurier (Sechs Ausgaben: Nordost, Südost, Mitte, Links der Weser, West und Huchting) bei. In Bremen-Nord erscheint von Montag bis Sonnabend die Regionalausgabe Die Norddeutsche, die unter dem Namen Norddeutsche Volkszeitung von 1885 bis 1941 sowie von 1949 bis 1971 eine eigenständige Tageszeitung war. Mit einer eigenständigen Ausgabe für den Großraum Bremen erscheint außerdem die Bild. Vorübergehend gab es eine eigenständige Bremen-Ausgabe der tageszeitung (taz), diese wurde jedoch nach einigen Jahren aus finanziellen Gründen eingestellt und in die taz nord eingegliedert, die gegenwärtig neben der Mantelzeitung aus drei Seiten allgemeinem Regionalteil und einer Wechselseite jeweils für die Länder Bremen und Hamburg besteht. Auch die Tageszeitung Die Welt versuchte mit einem Regionalteil die Medienlandschaft zu bereichern und neue Leser zu gewinnen, reduzierte den Umfang jedoch inzwischen auf wenige Seiten für die norddeutsche Region.
In Bremen erscheinen ferner drei kostenlose Wochenblätter, die durch Anzeigen finanziert werden: der Bremer Anzeiger, der Weser-Report sowie in Bremen-Nord Das BLV. Mit Bremer, Prinz Bremen, Bremen-Magazin, dem Stadtmagazin Mix, BIG Bremen und Bremborium und dem Nordanschlag in Bremen-Nord erscheinen außerdem eine Reihe unabhängiger Stadtmagazine. Hinzu kommen die Kultur- und Gesellschaftszeitschriften Foyer und Brillant sowie zahlreiche kleinere Publikationen mit stark lokalem Charakter in einzelnen Stadtteilen.
Ferner sind alle großen Nachrichtenagenturen und die meisten großen Tageszeitungen Nordwestdeutschlands sowie zahlreiche Radiosender mit Korrespondentenbüros oder Regionalredaktionen vertreten.

### Ver- und Entsorgung

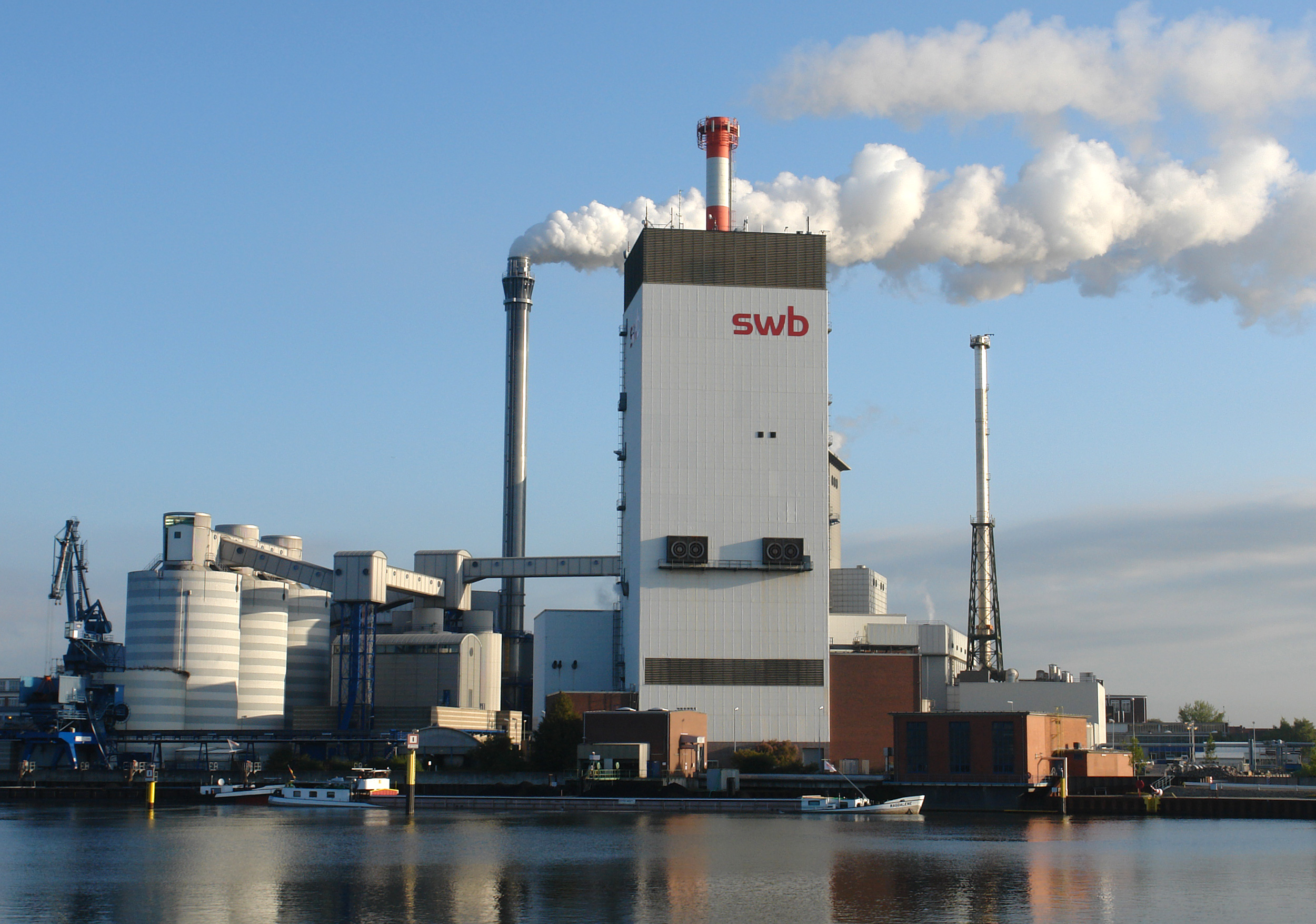
swb-Heizkraftwerk Hastedt

Traditionell war Bremen in allen Bereichen der Ver- und Entsorgung weitgehend autonom. Steigende Anforderungen an die Versorgungsqualität haben diese Autonomie nach 1945 zunächst verbessert und nach 1995 erneut beschränkt.
Trinkwasserversorgung
Die Entnahme von Trinkwasser aus der Weser wurde mit zunehmender allgemeiner Verschmutzung und wegen starker Einleitung von Salzrückständen in die Werra im Laufe der 1970er Jahre eingestellt. Heute kommt das Trinkwasser ausschließlich aus lokalen Tiefbrunnen in Blumenthal und Vegesack, aus Brunnen der Harzwasserwerke sowie über weitere Brunnen von Wasserversorgern im norddeutschen Raum. Brauwasser für die lokalen Biere kommt mit eigener Leitung ausschließlich aus der Harzversorgung. Vorübergehend konnte von 1935 bis in die 1960er Jahre auch Wasser aus der Sösetalsperre vom Harz über eine Fernleitung bis nach Bremen gefördert werden.
Brauch- und Regenwasserentsorgung
Große Teile des Stadtgebiets abseits der Domdüne und der Dünenkette an Weser und Lesum liegen unter dem Hochwasserpegel der Weser. Infolgedessen konnte sich die Volkswirtschaft seit dem 18. Jahrhundert lediglich eine Mischwasser-Kanalisation leisten. In den alten Siedlungsgebieten wird Abwasser aus Brauchwasser und Trinkwasser gemeinsam mit oberflächlich gesammeltem Regenwasser abgeführt. Das hat allemal den Vorteil guter Spülung der Kanalisation nach zunehmender Sparsamkeit beim Wasserverbrauch. In neuen Siedlungsgebieten erfolgt seit den 1950er-Jahren die abwassertechnische Erschließung überwiegend im Trennsystem mit separater Ableitung von Schmutz- und Regenwasser. Bei Starkregen kann es im Mischsystem einen Rückstau geben, so dass sich ein Teil des Schmutzwasseraufkommens über die Regenwasserüberläufe an Ochtum und Wümme ungeklärt in die Flüsse ergießt.
Bauschuttentsorgung
Das Aufkommen an Bauschutt aus den Kriegszerstörungen kann bei jeder Tiefbaustelle wahrgenommen werden, kaum ein Bodenaushub ist frei von Ziegelresten. Heute wird das gesamte Aufkommen an Baustellenabfällen getrennt und verwertet. Sperrige brennbare Anteile werden in einer geregelten Deponie verklappt oder gebrochen und verfeuert.
Abfallentsorgung
Im Stadtteil Findorff wurde 1969 das heutige Müllheizkraftwerk (MHKW) Bremen zur Entsorgung von Abfall mit einem niedrigen Brennwert, zum Beispiel Hausmüll, errichtet. Aus bis zu 550.000 Tonnen (t) Abfall, erzeugt das MHKW Bremen pro Jahr rund 64 Gigawattstunden (GWh) Grundlaststrom sowie rund 200 GWh Fernwärme. Seit 2008 ist die swb Entsorgung GmbH & Co. KG Betreiber des MHKW Bremen.
Im Stadtteil Walle (Bremen) befindet sich seit dem Jahre 1969 die Blocklanddeponie, eine Deponie für Abfälle, die stofflich und energetisch nicht weiter verwertet werden können. Betrieben werden die 40 Hektar Ablagerungsfläche vom Umweltbetrieb Bremen, einem Eigenbetrieb der Stadtgemeinde Bremen.
Ein Mittelkalorik-Kraftwerk (MKK) im Stadtteil Häfen erzeugt seit 2009 Strom aus einer heizwertreichen Mischung aus Papier, Kunststoff, Holz und Verpackungsresten, die stofflich nicht wiederverwertet werden können. Aus 230.000 Tonnen Mittelkalorik erzeugt das von swb Entsorgung betriebene MKK pro Jahr 235.000 Megawattstunden (MWh) Strom.
Energieversorgung
Das Bremer 110-Kilovolt-Ortsverteilnetz der Wesernetz Bremen GmbH ist über drei Netzeinspeisungen mit dem Deutschen Verbundnetz gekoppelt. Den Großteil der thermischen und elektrische Energie produzieren die swb-Kraftwerke Hafen, Hastedt, Mittelsbüren sowie das Müllheizkraftwerk. Das Kraftwerk Mittelsbüren, das mit Gichtgas der Bremer Stahlhütte ArcelorMittal Bremen befeuert wird, erzeugt zudem wesentliche Energiemengen des Bahnstromverbrauchs (16⅔ Hz) in der norddeutschen Tiefebene. Neben den bestehenden Anlagen zur Energieerzeugung, betreibt Gemeinschaftskraftwerk Bremen GmbH & Co. KG (GKB) in Mittelsbüren ein Gas- und Dampfturbinenkraftwerk (GuD), das am 1. Dezember 2016 seinen Betrieb aufgenommen hat. Darüber hinaus steht in Bremen-Nord noch das Kraftwerk Farge, das 2019 an die amerikanische Investmentgesellschaft Riverstone Holdings LLC verkauft wurde. 2011 wurde das Weserkraftwerk Bremen mit einer Leistung von 10 Megawatt in Betrieb genommen.
Frischluftversorgung
In Zeiten der besonderen Aufmerksamkeit für Luftverschmutzung gewinnt ein Merkmal an Bedeutung: Die Umgebungsluft in Bremen wird zunächst fortlaufend durch die üblich vorherrschende Westwindlage bereinigt. Außerdem erfolgt durch den täglichen Temperaturwechsel zwischen Tag und Nacht nach Sonnenuntergang eine abendliche Einströmung warmer Meeresluft, welche die Luftqualität bis zum Morgen wieder auf Spitzenwerte bringt.
Sonneneinstrahlung
Mit ansteigender durchschnittlicher Erwärmung im Nordseebereich erweitert sich die Schönwetterzone bei Hochdrucklagen von Ostfriesland und Oldenburg zunehmend nach Osten, so dass eine leichte Zunahme des Jahresmittels der täglichen Sonnenstunden zu verzeichnen ist (plus eine Stunde seit 1980).

### Sport

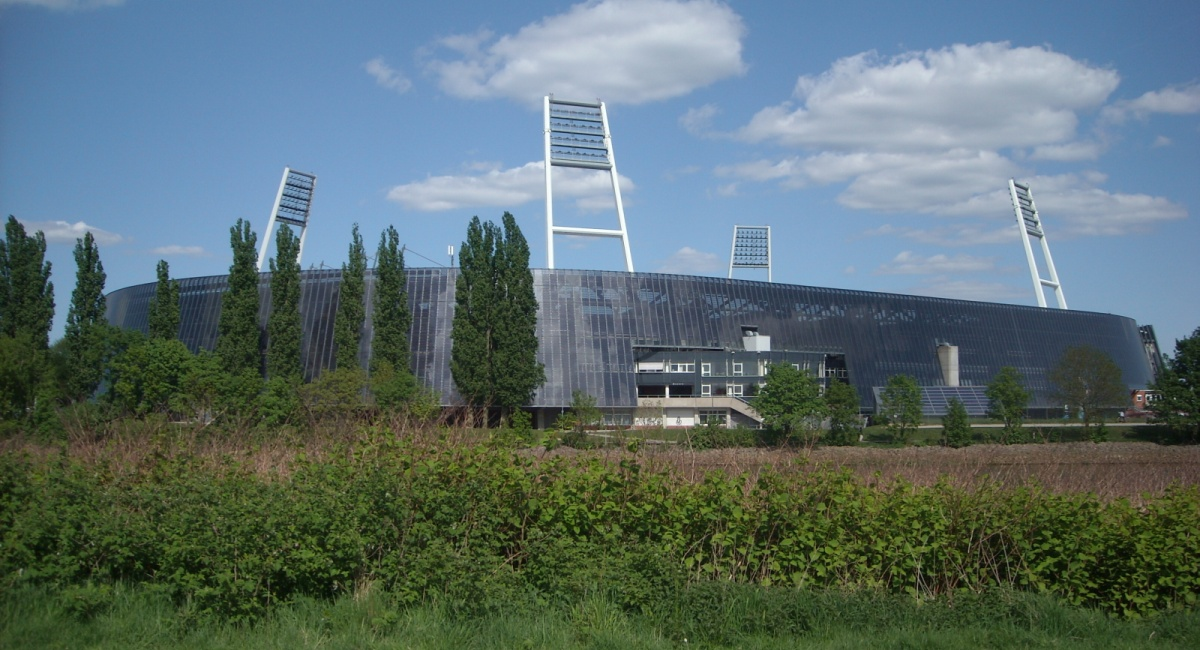
Weserstadion

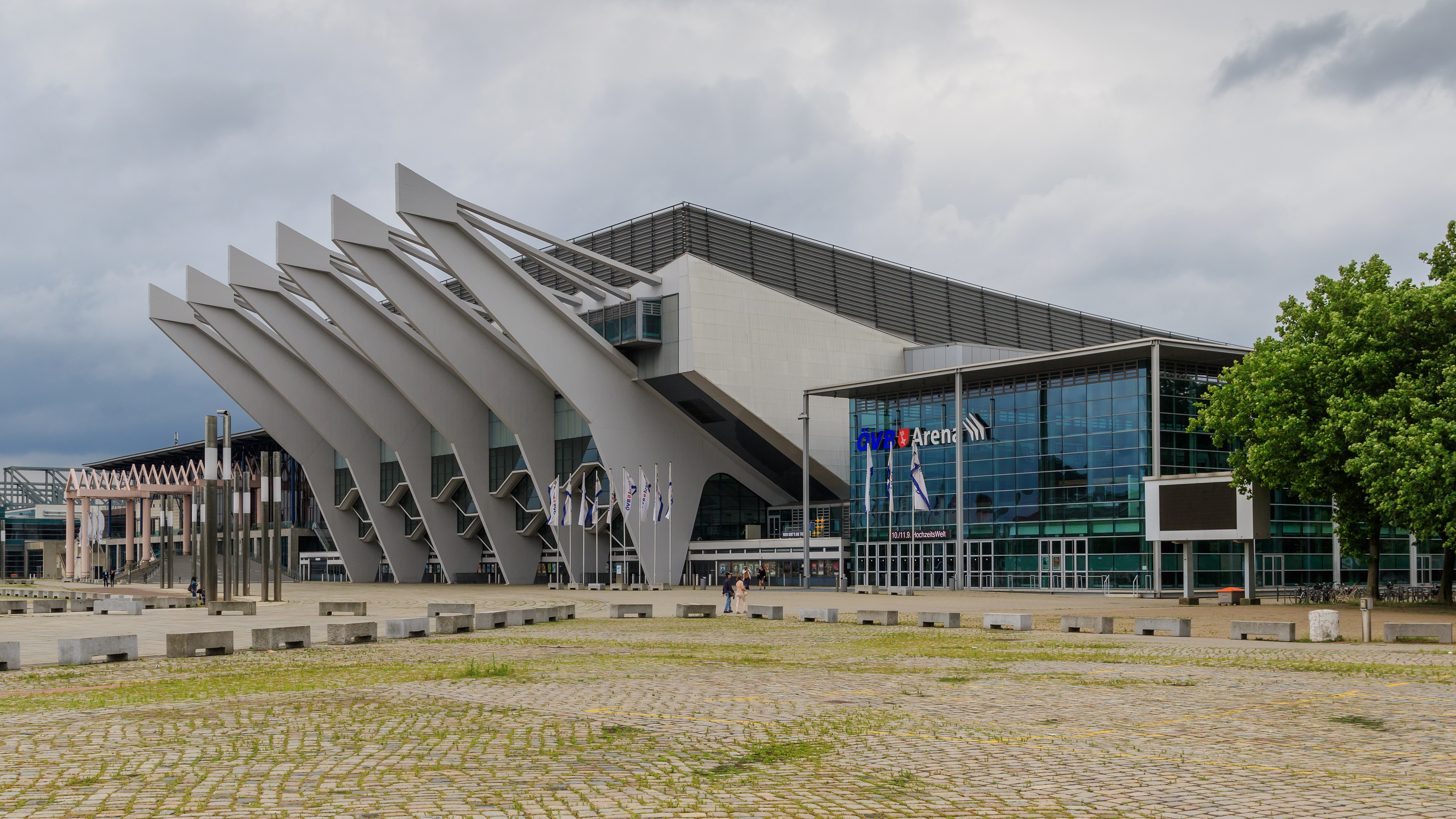
Stadthalle (Bremen Arena)

→ Zu den sportlichen Aktivitäten in den Stadtteilen siehe dort.
Bremen beheimatet als Großverein den Fußball-Bundesligisten Werder Bremen, der auch eine starke Schach- und Tischtennis-Abteilung hat.
Die Weserstars Bremen spielen in der Eishockey-Regionalliga.
Der Grün-Gold-Club Bremen ist Welt- und Europameister im Formationstanzen Latein.
Für den Freizeitsport bieten sich der Bürgerpark mit dem Stadtwald, das Werdergebiet an beiden Seiten der Weser, der Park links der Weser sowie zahlreiche Wassersportanlagen auf den Nebenarmen der Weser und auf dem Stadtwaldsee an.
Die Stadthalle ist als Veranstaltungsort des Bremer Sechstagerennens bekannt. Die Stadthalle ist Austragungsort weiterer Sportwettkämpfe, auch manche Heimspiele der Handball-Zweitligamannschaft SG Achim/Baden aus der Nachbarstadt Achim fanden hier in der Saison 2007/08 statt. Gelegentlich finden Heimspiele der Basketball-Erstligamannschaft Eisbären Bremerhaven dort statt.
Seit 2008 gibt es im Turnier-Tanz-Club (TTC) Gold und Silber e. V. Bremen mit Unterstützung des Behinderten-Sportverbandes Bremen e. V. und des Landestanzsportverbandes Bremen e. V. das Angebot Rollstuhltanz.
Von 1907 bis 2018 fanden auf der Galopprennbahn Bremen Rennen statt.
2021 bewarb sich die Stadt zusammen mit Bremerhaven als Host Town für die Gestaltung eines viertägigen Programms für eine internationale Delegation der Special Olympics World Summer Games 2023 in Berlin. 2022 wurde sie als Gastgeberin für Special Olympics Vereinigte Staaten ausgewählt. Damit wurde sie Teil des größten kommunalen Inklusionsprojekts in der Geschichte der Bundesrepublik mit mehr als 200 Host Towns.

## Mundarten/Sprachen
In Bremen wird Standarddeutsch gesprochen, daneben nur noch selten Niederdeutsch. Das Bremer Platt als eigene Mundart ist nicht mehr in seiner Reinform zu hören, da es sich inzwischen mit dem Platt des Umlandes gemischt hat.
In die in Bremen gesprochene Umgangssprache haben viele Elemente des „Bremer Snak“ Eingang gefunden. Der „Bremer Snak“ ist der bremische Dialekt des Missingsch, einer Mischsprache zwischen deutscher Standardsprache und Niederdeutsch.

## Kulinarische Spezialitäten

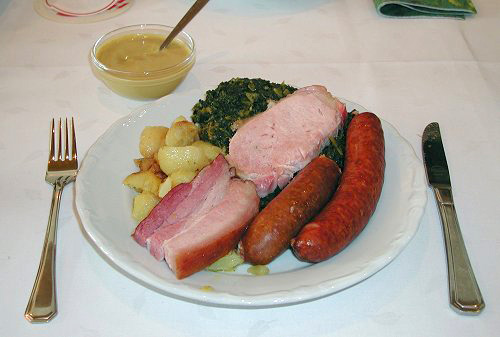
Grünkohlgericht mit Pinkel, Kassler und Speck

Eine der bekanntesten Bremer Spezialitäten ist Kohl und Pinkel. In Bremen wird der Grünkohl als „Braunkohl“ bezeichnet, weil die regional angebaute Kohlsorte rote Pigmente in den Blättern hat. Dadurch erhält der Kohl beim Kochen eine bräunliche Färbung und schmeckt würziger.
Gerne wird auch Knipp serviert, eine Art von Grützwurst.
Ein beliebtes Bremer Wintergebäck ist der Klaben. Dieses „urbremische Gebäck“ ist ein schwerer Stollen, das Wort „Klaben“ weist auf die gespaltene Form hin. Er wird zumeist Anfang Dezember gebacken, und zwar in solchen Mengen, dass er bis Ostern reicht. Im Gegensatz zum Stollen wird Klaben nach dem Backen nicht mit Butter bestrichen und gezuckert.
Weitere beliebte Süßigkeiten sind Bremer Babbeler (ein langes Lutschbonbon) und Bremer Kluten (Zucker mit Pfefferminz und Schokolade).

## Persönlichkeiten

### Ehrenbürger

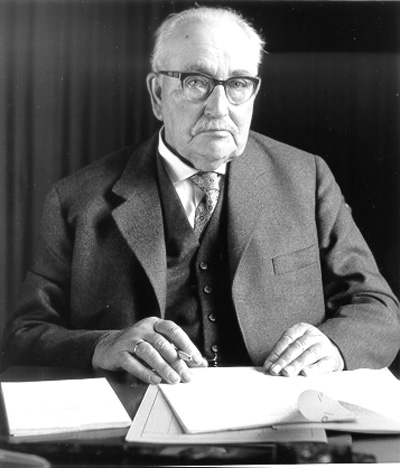
Wilhelm Kaisen

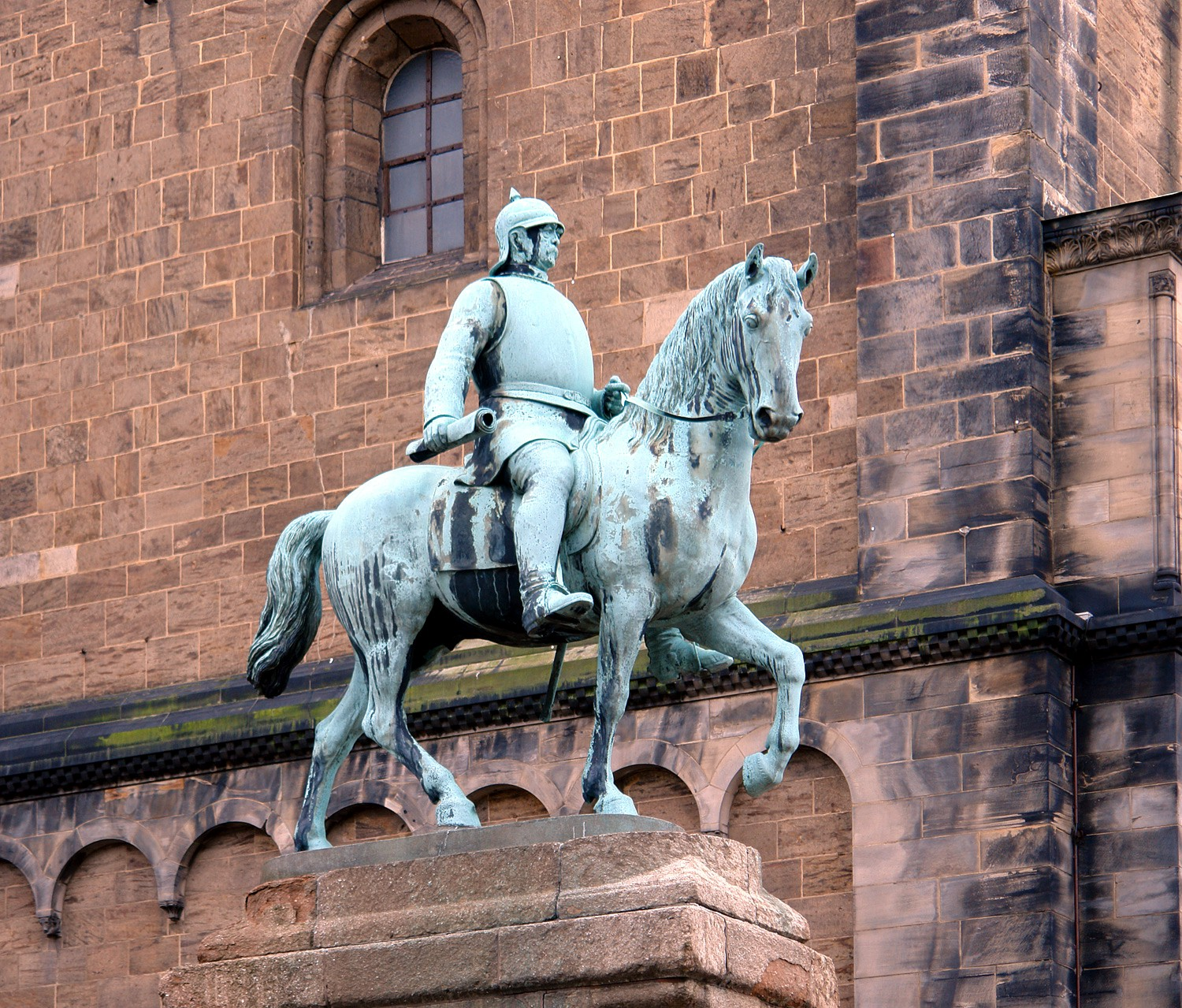
Bismarck-Denkmal am Dom

Zu den bekanntesten Ehrenbürgern der Stadt Bremen gehören u. a. der Reichskanzler und preußische Ministerpräsident Otto von Bismarck, der Verleger Anton Kippenberg, der Nachkriegspräsident des Senats Wilhelm Kaisen und der Dichter, Übersetzer und Architekt Rudolf Alexander Schröder. Zuletzt wurden Annemarie Mevissen, Barbara Grobien und Klaus Hübotter ausgezeichnet.

### Söhne und Töchter der Stadt
Als Bremer weit über ihren Geburtsort hinaus bekannt geworden sind (alphabetisch geordnet):
- der Psychoanalytiker Karl Abraham
- der Fernsehmoderator und Komiker Jan Böhmermann
- der Bundespräsident Karl Carstens
- die Schauspielerin Elfi Eschke
- der Schriftsteller, Volksschullehrer und Reformpädagoge Friedrich (Fritz) Gansberg
- die Gattin des 3. Bundespräsidenten Hilda Heinemann, geb. Ordemann
- der Schriftsteller Tomasz Jedrowski[120][121]
- die Tennisspielerin Angelique Kerber
- der Verleger Anton Kippenberg
- der Manager Klaus Kleinfeld
- der Geiger Georg Kulenkampff
- der Schauspieler und Fernsehmoderator Hans-Joachim Kulenkampff
- der Schauspieler und Regisseur Otto Kurth
- der Bandleader, Komponist und Musikproduzent James Last (Hans Last)
- der Kolonialkaufmann Franz Adolf Eduard Lüderitz
- der Pastor Joachim Neander
- der Astronom und Mathematiker Wilhelm Olbers
- der Theaterregisseur Claus Peymann
- der Friedensnobelpreisträger Ludwig Quidde
- der Schriftsteller und Musiker Sven Regener
- der Afrikaforscher Gerhard Rohlfs
- der Verleger Ernst Rowohlt
- die Fernsehmoderatorin Bärbel Schäfer
- der Architekt Hans Scharoun
- der Architekt Fritz Schumacher
- die Schauspielerin Barbara Sukowa
- der Mediziner und Biologe Gottfried Reinhold Treviranus
- der Bundesumweltminister Jürgen Trittin
- der Designer Wilhelm Wagenfeld
- der Astronom Johann Wempe

### Sonstiges

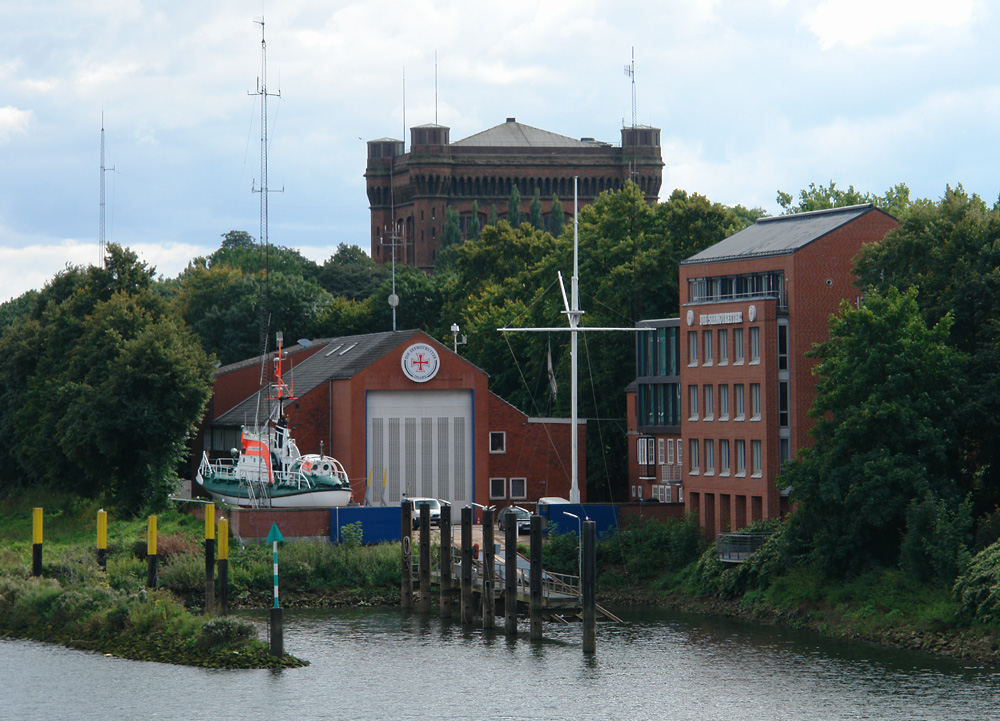
DGzRS-Zentrale mit Wasserwerk (Umgedrehte Kommode) im Hintergrund

- Robinson Crusoe ist der berühmteste Bremer in der Weltliteratur: Daniel Defoe lässt nämlich in seinem erstmals 1719 erschienenen Reisebericht den 1632 geborenen Robinson Crusoe schreiben: “My Father being a foreigner of Bremen, who settled first at Hall: He got a good Estate by Merchandise.” In York heiratete er eine Robinson aus einer sehr guten Familie, “and from whom I was called Robinson Kreuznaer; But by the usual Corruption of Words in England, we […] write our name Crusoe.”[122]
- Der amerikanische Weltbestseller-Autor Mario Puzo (Der Pate) hat auch einen Bremen-Roman geschrieben: The Dark Arena. Pan Books, London 1973, ISBN 0-330-23487-0; deutsch: Die dunkle Arena (= Ullstein-Buch. Nr. 24939). Ullstein, Berlin 2000, ISBN 3-548-24939-6 (aus dem Amerikanischen von Hans E. Hausner), der Bremen unter amerikanischer Besatzung mit Schwarzhandel u. a. schildert.
- Bremen ist Hauptsitz der Deutschen Gesellschaft zur Rettung Schiffbrüchiger (DGzRS), welche für den Such- und Rettungsdienst bei Seenotfällen (SAR) zuständig ist.